# Deutsche Bank
Die Deutsche Bank Aktiengesellschaft ist das nach Bilanzsumme größte Kreditinstitut in Deutschland. Der Hauptsitz befindet sich in Frankfurt am Main. Sie unterhält Niederlassungen in London, New York City, Singapur, Hongkong und Sydney.
Obwohl sie als Universalbank tätig ist, legt sie besonderes Gewicht auf das Investmentbanking mit der Emission von Aktien, Anleihen und Zertifikaten. Mit der Marke DWS Investments ist die Deutsche Bank mit einem Marktanteil von ca. 26 Prozent der größte Anbieter von Publikumsfonds in Deutschland und verwaltet insgesamt 2.3 Billionen Euro. Im Privatkundengeschäft in Deutschland lag im Jahr 2010 ihr Marktanteil einschließlich der Postbank bei rund 15 Prozent. Nach allen Sparkassen und allen Volks- und Raiffeisenbanken ist die Deutsche Bank in Deutschland die Nummer drei. Sie gilt seit Verschmelzung mit der Postbank als Hausbank der Deutsche Post AG.
Die Bank wird vom Financial Stability Board (FSB) als systemisch bedeutsames Finanzinstitut eingestuft und seit 2011 in der Liste global systemrelevanter Banken geführt. Sie unterliegt damit einer besonderen Überwachung und strengeren Anforderungen an die Ausstattung mit Eigenkapital. Aufgrund der internationalen Verflechtungen gilt ein Ausfall der Bank als mit einem hohen Risiko für die internationalen Finanzmärkte verbunden. Sie muss daher einen Zuschlag von 1,5 Prozentpunkten am Eigenkapital gemessen an den Standards von Basel III aufweisen.

## Geschäftstätigkeit
Die Deutsche Bank hat im Investment Banking und auch im Privatkundengeschäft international eine bedeutende Position. Zur Führung des Geschäftes ist die Bank in mehreren Stufen nach Geschäftsfeldern und nach Regionen strukturiert. Die Zentrale des Unternehmens ist Frankfurt.
Einzelne Geschäftsfelder im Investment Banking haben ihren Sitz in London oder New York. Die Bank unterscheidet nach institutionellen Kunden im Anleihe- und Wertpapiergeschäft. Diese werden im Bereich Global Markets betreut. Für Sonderfinanzierungen im Firmenkundengeschäft (Unternehmenserwerbe, Börsengänge) gibt es den Bereich Corporate Finance. Der Bereich Transaction Banking stellt seinen Kunden zur Abwicklung ihrer laufenden (auch internationalen) Geschäfte Systeme und Ressourcen zur Verfügung. Im Privatkundengeschäft gibt es zwei Segmente: besonders vermögenden Kunden wird im Asset & Wealth Management eine besondere individuelle Betreuung geboten; der Bereich Private & Business Clients betreibt das Standardgeschäft mit der Großzahl der Privatkunden sowie mit kleineren und mittleren Unternehmen.
Europaweit ist die DWS-Gruppe mit mehr als 150 Milliarden Euro verwaltetem Fondsvermögen eine der führenden Publikumsfonds-Gesellschaften und spielt auch im islamischen Bankwesen inzwischen mit Partnern bei den Global Playern mit. Hier unterhält die Deutsche Bank mit Dar al Istithmar in London eine globale Denkfabrik für die islamische Finanzindustrie.

## Anteilseigner
Die Aktien werden an der Börse Frankfurt sowie seit 2001 auch an der New York Stock Exchange gehandelt und sind Bestandteil verschiedener Indizes, unter anderem des DAX.
Die Aktien befinden sich vollständig im Streubesitz. Zu den mithin größten Anteilseignern gehört die Herrscherfamilie Katars, Al Thani, die offiziell 7,59 Prozent und womöglich bis zu 10 Prozent der Anteile halten soll.
Im Jahr 2001 führte die Deutsche Bank ihr Hypothekenbankgeschäft mit dem der Dresdner Bank und der Commerzbank in der Eurohypo AG zusammen. 2005 verkaufte sie ihren Anteil an die Commerzbank.

## Organisation

### Entwicklung der Führungsstruktur
Am 1. Februar 2006 brach die Bank mit der seit dem 19. Jahrhundert bestehenden Tradition des Vorstandssprechers, der lediglich die einheitlichen Entscheidungen des Vorstands nach außen vertrat, und ernannte Josef Ackermann im Rahmen seiner Vertragsverlängerung zum Vorstandsvorsitzenden. Dies wurde mit einer Anpassung an allgemeine Gepflogenheiten begründet.

### Aufbauorganisation
Die Aufbauorganisation des Deutsche-Bank-Konzerns entspricht einer doppelten Matrix. Das operative Geschäft wird in Sparten geführt, die in Unternehmensbereiche und in einer weiteren Untergliederung zum Teil in Geschäftsbereiche unterteilt sind. Daneben besteht eine zentrale Verantwortung für die einzelnen Regionen, in denen die Deutsche Bank vertreten ist. Auf Konzernebene gibt es neben dem Vorstandsvorsitz drei zentrale Querschnittsfunktionen. Alle Leiter dieser Führungsorganisation bilden gemeinsam das ‚Group Executive Committee‘ des Konzerns.
| Konzernführung (Querschnittsfunktionen) | Konzernführung (Querschnittsfunktionen)                                                         | Konzernführung (Querschnittsfunktionen)               | Konzernführung (Querschnittsfunktionen)            | Konzernführung (Querschnittsfunktionen)                | Konzernführung (Querschnittsfunktionen)      | Konzernführung (Querschnittsfunktionen) | Konzernführung (Querschnittsfunktionen) | Konzernführung (Querschnittsfunktionen)                                                                                     | Konzernführung (Querschnittsfunktionen) |
| --------------------------------------- | ----------------------------------------------------------------------------------------------- | ----------------------------------------------------- | -------------------------------------------------- | ------------------------------------------------------ | -------------------------------------------- | --------------------------------------- | --- | --- | --------------------------------------- |
| Vorstandsvorsitzender Christian Sewing  | Stellvertretender Vorstandsvorsitzender & Finanzvorstand James von Moltke Kaufmännische Leitung | Unternehmensbank und Investmentbank Fabrizio Campelli | Technikvorstand Bernd Leukert Daten und Innovation | Vorstand Asien-Pazifik & EMEA Alexander von zur Mühlen | Vorstand Privatkundenbank Claudio De Sanctis | Chief Operating Officer Rebecca Short   | Rechtsvorstand Stefan Simon verantwortet für die Beziehungen zu den Aufsichtsbehörden, Regulatoren und Regierungen, sowie die Bereiche Recht und Governance | Risikovorstand Olivier Vigneron verantwortet auch Compliance, Anti-Financial Crime, Business Selection und Conflicts Office |                                         |
| Konzernbereiche                         |                                                                                                 |                                                       |                                                    |                                                        |                                              |                                         | | |                                         |
| Unternehmens- und Investmentbank        | Unternehmens- und Investmentbank                                                                | Privatkundenbank und Vermögensverwaltung              | Privatkundenbank und Vermögensverwaltung           | Nord-/Südamerika                                       | Nord-/Südamerika                             | Asien/Pazifik                           | | |                                         |
| Unternehmensbereiche                    |                                                                                                 |                                                       |                                                    |                                                        |                                              |                                         | | |                                         |
| Investmentbank Mark Fedorcik            | Unternehmensbank David Lynne                                                                    | Privatkundenbank Lars Stoy                            | Asset Management/DWS Group Stefan Hoops            |                                                        |                                              |                                         | | |                                         |
| Geschäftsbereiche                       |                                                                                                 |                                                       |                                                    |                                                        |                                              |                                         | | |                                         |
| Sales & Trading Ram Nayak               | Global Transaction Banking David Lynne                                                          | Postbank                                              | Wealth Management Claudio De Sanctis               |                                                        |                                              |                                         | | |                                         |

Neben der in der Zentrale angesiedelten Verwaltung der eigenen Beteiligungen (Corporate Investment) ist die Deutsche Bank mit ihrer Organisation auf sechs operative Geschäftsfelder ausgerichtet, die im Hinblick auf Anzahl der Mitarbeiter, Umsatz- und Ergebnisbeitrag und Internationalisierung sehr unterschiedliche Gewichte haben.

### Einzelne Geschäftsfelder
| Jahr | Erträge | Ergebnis (vor Steuern) |
| ---- | ------- | ---------------------- |
| 2014 | 13.742  | 3.266                  |
| 2013 | 13.526  | 3.158                  |
| 2012 | 15.073  | 2.904                  |
| 2011 | 13.899  | 3.684                  |
| 2010 | 17.490  | 5.094                  |
| 2009 | 16.197  | 3.520                  |
| 2008 | 428     | −8.476                 |
| 2007 | 16.507  | 4.202                  |
| 2006 | 16.574  | 5.379                  |

Die in den Geschäftsberichten im Rahmen der Segmentberichterstattung veröffentlichten Spartenergebnisse sind Zahlen auf der Ebene der Unternehmensbereiche gemäß dem internen Managementreporting (alle Werte in Mio. Euro).
Der Bereich Global Markets ist auf den Bedarf von internationalen Großunternehmen, Regierungen und internationalen institutionellen Investoren ausgerichtet. Das Management hat seinen Sitz in London, wesentliche Sparten sind in New York und in Frankfurt angesiedelt. Zur Kapitalbeschaffung, zum Management von Risiken (Hedge) sowie für das Investment sind rund 6.000 Mitarbeiter in 39 Handelsabteilungen und 72 Ländern tätig. Der Bereich befasst sich mit der Emission und Platzierung (Primärmarkt) sowie dem Handel (Sekundärmarkt) von Aktien und festverzinslichen Wertpapieren (Anleihen und Schuldscheindarlehen), Devisen, Rohstoffen, Derivaten (insbesondere Optionen, Futures und Swaps) und Geldmarktinstrumenten (Geschäft mit Kreditinstituten und Zentralbanken). Entsprechend der Vielfalt von Kundengruppen und Produkten in diesem Spektrum ist der Bereich in Geschäftslinien und produktbezogene Gruppen weiter differenziert. Mehr als 10 % der Mitarbeiter arbeiten dabei im Bereich Analyse und Research. Verstärkt wurde der Bereich im Jahr 2005 durch den Erwerb des türkischen Brokerhauses Bender Securities. Im Folgejahr kam der Erwerb der restlichen 60 % Anteile an der russischen United Financial Group (UFG) hinzu. Mit der MortgageIT Holdings hat die DB im Januar 2007 einen Real-Estate-Investment-Trust (REIT) übernommen, der mit in den USA im Bereich der Finanzierung von Wohnimmobilien tätig ist und zum Zeitpunkt der Übernahme über 2.000 Mitarbeiter hatte. Wenige Monate darauf begann in den USA die Subprime-Krise, die 2009 und 2010 weltweit auch die Realwirtschaft beeinträchtigte.
| Jahr | Erträge | Ergebnis (vor Steuern) |
| ---- | ------- | ---------------------- |
| 2014 | 4.146   | 1.198                  |
| 2013 | 4.069   | 1.107                  |
| 2012 | 4.200   | 664                    |
| 2011 | 3.816   | 1.029                  |
| 2010 | 3.223   | 905                    |
| 2009 | 2.609   | 795                    |
| 2008 | 2.774   | 1.106                  |
| 2007 | 2.585   | 945                    |
| 2006 | 2.228   | 705                    |

Der Bereich Corporate Finance mit über 4000 Mitarbeitern in 40 Ländern umfasst das beratungsintensive Geschäft zur Finanzierung besonderer Ereignisse in Unternehmen. Hierzu zählen die Strategieanalyse, die Begleitung bei größeren öffentlichen Ausschreibungen, Kauf und Verkauf von Unternehmen und Unternehmensteilen (Mergers & Acquisitions, M&A), Börsengänge (Initial Public Offerings, IPO), Begebung von Firmenanleihen und Schuldscheindarlehen, Finanzierung von Großimmobilien und anderen Großprojekten im Bereich Infrastruktur und Transport (Schiffe, Flugzeuge) unter anderem durch geschlossene Fonds und Privatplatzierungen sowie die globale Kreditgewährung an Unternehmen, die mit regionalen und themenspezifischen Teams betreut werden.
Im Bereich Global Transaction Banking sind ebenfalls mehr als 4000 Mitarbeiter tätig. Es wird ein umfassender Service für die Abwicklung von Außenhandelsgeschäften (Trade Finance), die Abwicklung des Zahlungsverkehrs (Cash Management Systeme) und des Liquiditätsmanagements von Unternehmen und institutionellen Kunden einschließlich Electronic Bankingangeboten. Weiterhin gehört in diesen Bereich die Betreuung von Wertpapierverwahrungen und der Wertpapierverwaltung vor allem für Institutionen (Pensionskassen, Versicherungen und andere Banken, unter anderem die Postbank und Sal. Oppenheim). Das als Dienstleistung verwaltete Vermögen (assets under custody) beläuft sich auf über 1,5 Billionen Euro. Für zahlreiche Institutionen fungiert der Bereich als Zahl- und Registrierungsstelle. In diesen Bereich gehören auch Spezialitäten wie der Service für den Handel mit Kohlendioxid-Emissionsrechten in über 30 Ländern oder die Abwicklung des Zahlungsverkehrs mit Mobiltelefonen (in Kooperation mit Luup International).
| Jahr | Erträge | Ergebnis (vor Steuern) |
| ---- | ------- | ---------------------- |
| 2014 | 2.601   | 1.027                  |
| 2013 | 2.441   | 782                    |
| 2012 | 2.282   | 154                    |
| 2011 | 2.315   | 941                    |
| 2010 | 3.907   | 100                    |
| 2009 | 2.688   | 200                    |
| 2008 | 3.264   | −525                   |
| 2007 | 4.374   | 913                    |
| 2006 | 4.166   | 894                    |

Den Bereich Asset Management, der 2020 ein Vermögen von rund 800 Milliarden Euro mit mehr als 3900 Mitarbeitern verwaltete, gliedert die Deutsche Bank in vier Sparten. Das Fondsgeschäft für das breite Publikum wird von der Gesellschaft DWS und in den USA von DWS Scudder betrieben. Hierzu gehört in Deutschland das Angebot von Riester-Produkten.  Alternative Anlagen für private Investoren bot die Spezialgesellschaft Rreef Invest, zum Beispiel Beteiligung an Großimmobilien. Die Vermögensverwaltung für institutionelle Investoren wie Pensionskassen erfolgt durch den Bereich DB Advisors. Für die Betreuung der Anlagewünsche von Versicherungsgesellschaften ist die Sparte Deutsche Insurance Management zuständig. Diesem Bereich zuzurechnen sind die Beteiligung an Harvest Fund Management, dem drittgrößten Vermögensverwalter in China, sowie mit 40 % an der russischen UFG Invest.
Das Private Wealth Management der Deutschen Bank ist auf vermögende Einzelkunden ausgerichtet, die durch individuelle Kundenbetreuer beraten werden. Die Bank betreut in diesem Geschäftsfeld über 90.000 vermögende Privatkunden in 31 Ländern mit einem verwalteten Kundenvermögen von über 150 Mrd. Euro. Auf Basis der individuellen Präferenzen und Risikovorstellungen sollen dabei abgestimmte Anlagestrategien entwickelt und die vorhandenen Anlagen dementsprechend laufend überwacht werden. Zu diesem Geschäft gehören die Betreuung von Stiftungen und die Abwicklung und Verwaltung von Erbschaften. Die Anlageformen reichen von Wertpapieren über strukturierte Produkte und Immobilien bis hin zur Anlage in Kunstobjekten. Die Deutsche Bank kooperiert in diesem Bereich auch als Dienstleister mit unabhängigen Anlageberatern. Ein wichtiger Ausgangspunkt für diese Sparte war die Übernahme des Privatbankhauses Grunelius & Co. im Jahr 1989, das in Deutsche Bank Trust AG umfirmiert und in die Deutsche Bank integriert wurde. In den USA wird die Sparte von der Deutsche Bank Trust Company Americas, der verbliebenen Aktivität der 1999 übernommenen Bankers Trust, vertreten. Ein weiterer Schritt zum Ausbau des Geschäfts war die Übernahme der Schweizer Privatbank Rüd, Blass & Cie, die seit 2003 zur Deutschen Bank gehört. Jüngere Akquisitionen in diesem Bereich waren die Integration der britischen Vermögensverwaltungsgesellschaft Tilney sowie der Erwerb der Wilhelm von Finck AG in München.
| Jahr | Erträge | Ergebnis (vor Steuern) |
| ---- | ------- | ---------------------- |
| 2014 | 9.639   | 1.335                  |
| 2013 | 9.550   | 1.555                  |
| 2012 | 9.540   | 1.519                  |
| 2011 | 10.397  | 1.902                  |
| 2010 | 6.136   | 890                    |
| 2009 | 5.576   | 458                    |
| 2008 | 5.777   | 945                    |
| 2007 | 5.755   | 1.146                  |
| 2006 | 5.149   | 1.041                  |

Der Geschäftsbereich Private & Business Clients betreut das breite Massengeschäft der Deutschen Bank (Retail Banking). Der Bereich ist in acht Ländern tätig. Dies sind neben Deutschland vor allem Italien, Spanien, Polen (Deutsche Bank Polska), Belgien, Portugal und neuerdings auch Indien und China. Seit 2007 besteht eine Kooperation mit der Hanoi Building Commercial Joint Stock Bank (Habubank) in Vietnam. Der Vertrieb erfolgt in mehr als 1800 Filialen. Hinzu kommen mehr als 3000 unabhängige Finanzberater. Außerdem arbeitet die Bank mit Finanzvertrieben wie der Deutschen Vermögensberatung (DVAG) oder der Banco Posta in Italien zusammen. In Deutschland besteht weiterhin eine Vertriebskooperation mit dem ADAC. Seit dem Erwerb der Berliner Bank mit 61 Filialen und der norisbank mit 96 Filialen verfolgt die Deutsche Bank eine Mehrmarkenstrategie. Zu diesem Geschäftsbereich gehören auch der Onlinebroker maxblue sowie eine Beteiligung an der chinesischen Hua Xia Bank, die im Jahr 2010 bei 19,99 % lag.
In der Vorstandszeit von Rolf-Ernst Breuer wurde dieser Bereich in die Bank 24 ausgegliedert und es gab Überlegungen, den Bereich vom Geschäft der übrigen Bank abzutrennen. Unter dem Vorsitz von Josef Ackermann wurde diese Entwicklung jedoch zurückgenommen und der Auftritt des bis 2018 unter Deutsche Bank Privat- und Geschäftskunden Aktiengesellschaft firmierenden Geschäftsfeldes erfolgt wieder unter der einheitlichen Marke der Deutschen Bank. Seit etwa 2005 sind in diesem Bereich erhebliche Wachstumsanstrengungen auch international zu verzeichnen. Eine Stärkung war in diesem Bereich der Erwerb der Mehrheit der Anteile an der Postbank im November 2010. Die Anzahl der Mitarbeiter des Geschäftsbereichs stieg hierdurch auf über 50.000. Mit deutlich mehr als 20 Millionen Kunden kommen beide Institute auf einen gemeinsamen Marktanteil in Deutschland von etwa 15 % in diesem Segment.

### Zentralfunktionen
Da die Deutsche Bank einen erheblichen Teil ihrer reinen Verwaltungsfunktionen ausgelagert hat, sind in bereichsübergreifenden Steuerungs-, Abwicklungs- und Verwaltungsfunktionen, den sogenannten Infrastrukturbereichen, mehr als 20.000 Mitarbeiter tätig.
Als Corporate Center bezeichnet die Bank die Abteilungen, die der Überwachung und Steuerung des Unternehmens dienen und damit den Vorstand direkt in seiner Führung vor allem in Hinblick auf seine aufsichtsrechtlichen und risikobezogenen Aufgaben unterstützen. Hierzu zählen Stabsabteilungen wie Revision, Steuern, Recht, Risikomanagement, Investor Relations, Kommunikation und soziale Verantwortung, Konzernentwicklung, eine interne Unternehmensberatung sowie die rechtlich selbständige DB Research, die für geschäftsunabhängige Marktuntersuchungen, volkswirtschaftliche Fragen und allgemeine Grundlagenstudien zuständig ist. Hinzu kommen zentrale Aufgaben aus den allgemeinen Infrastrukturbereichen wie Controlling, Reporting, Unternehmensplanung, Personalentwicklung und Organisationsentwicklung einschließlich Informationstechnik.
Im Bereich Finanzen (Finance) sind mehr als 5000 Mitarbeiter an 50 Standorten tätig. Eine Aufgabe ist die Unterstützung und Überwachung der Durchführung und Abrechnung der Aktivitäten der Geschäftsbereiche. Der Kreditüberwachung (Credit Risk Management Group) stehen rund 3000 Mitarbeiter zur Verfügung. Der Bereich ist nach Geschäftsfeldern und Regionen in einer Matrix organisiert. Eine zweite Kernaufgabe ist die Erfüllung der gesetzlichen Anforderungen an die Dokumentation und Berichterstattung (z. B. Sarbanes Oxley Act oder IFRS). Schließlich ist der Bereich zuständig für Managementinformationen, strategische Planung und Risikokontrolle.
Der Personalbereich (Human Resources) ist regional organisiert und befasst sich neben den klassischen Aufgaben in der Personalbeschaffung und Personalentwicklung einschließlich Aus- und Weiterbildung mit Themen der Unternehmenskultur und des Veränderungsmanagements. Dabei werden Instrumente eines modernen Personalmanagements bis hin zur in Asien beheimateten Internet-Akademie eingesetzt. Zur Nachwuchsförderung ist die Bank Corporate Partner des Universitätsverbundes CEMS. Es gibt internationalisierte Projekte zur Förderung der beruflichen Entwicklung von Frauen, des Umweltmanagements und Themen im Bereich gesellschaftlicher Verantwortung (Corporate Social Responsibility). Mitarbeiter, die sich gesellschaftlich engagieren, werden gesondert unterstützt. Der Bereich Personal ist auch für die allgemeine Verwaltung und das Facility-Management zuständig.
Der EDV-Bereich der Bank wird als Group Technology & Operations bezeichnet und ist mit über 15.000 Mitarbeitern die größte Organisationseinheit der Bank. Er ist für die Bereitstellung von Infrastrukturen, Software und Supportleistungen zuständig. In der Organisation des Bereichs wird unterschieden zwischen Technologie, die die Entwicklung der Anwendungen durchführt, und dem Betrieb (Operations), in dem die laufenden Prozesse und Transaktionen unterstützt werden. Der gesonderte Bereich Infrastruktur stellt die Plattformen an Hard- und Software zur Verfügung. Hierzu gehören neben Rechenzentren und Netzwerken auch Hosting und Nachrichtenübermittlung. Technologie und Betrieb sind spartenorientiert aufgebaut für die Bereiche Investment Banking, Asset Management und Private & Corporate Banking.

### Outsourcing und Offshoring
Schon Anfang der 1990er Jahre hatte die Deutsche Bank für Softwareentwicklung eine Tochtergesellschaft in Indien gegründet. Im Jahr 1999 gliederte sie die Transaktionsverwaltung für das Wertpapiergeschäft und den Zahlungsverkehr in die european transaction Bank ag (etb) aus. Im Jahr darauf folgte die Verselbständigung der Anwenderbetreuung und des Helpdesk in der Sinius GmbH. Sinius und etb sollten die Erfahrung der Bank in der Verwaltung standardisierter Prozesse nutzen und ihr Know-how gegenüber fremden Dritten vermarkten. Im Jahr 2003 wurde die Deutsche Networks Services in Bangalore gegründet.
In diesem Vorgehen kommt eine neue Sicht auf die Geschäftsprozesse der Bank zum Ausdruck, insbesondere von Hermann-Josef Lamberti eingebracht, der als ehemaliger Geschäftsführer von IBM-Deutschland in den Vorstand der Bank eingetreten war. Die Bank betrachtet nun ihre Geschäftsprozesse wie ein Industrieunternehmen als Produktionsprozess, der in die Elemente Infrastruktur – Anwendungen – Produkte – Vertrieb zu unterteilen ist. Bei jedem Element dieser Produktionsstufen ist im Sinne einer Entscheidung über Eigenfertigung oder Fremdbezug zu untersuchen, ob es sinnvoll ist, die Leistung selbst zu erbringen, oder ob sie besser zugekauft wird. Bei der Bewertung spielt neben den Kosten eine maßgebliche Rolle, ob die Elemente der Prozesskette strategisch bedeutsam sind und durch ihre Spezialisierung zur Abgrenzung gegenüber dem Wettbewerb beitragen, also einen komparativen Wettbewerbsvorteil erzeugen können. Mit dem Ziel einer Konzentration auf die Kernkompetenzen sind dies für die Bank die Kundenprozesse, der Vertrieb, die Produktentwicklung und das Risikomanagement. Auch im Bereich der Produkte erfolgte eine Konzentration auf Kernkompetenzen. Im Rahmen dieser Strategie wurde unter anderem das Versicherungsgeschäft des Deutschen Herold an Zurich verkauft, die Absatzfinanzierung über die GEFA-Leasing GmbH an die Société Générale und die passive Wertpapierverwahrung an State Street. Das Hypothekenbankgeschäft wurde in die Eurohypo eingebracht und die Anteile an die Commerzbank veräußert.
Ein erster Schritt war das Outsourcing der europäischen Rechenzentren mit 750 Mitarbeitern an IBM im Jahr 2002. Die Bank versprach sich von dieser Vereinbarung im Wert von 2,5 Mrd. Euro eine jährliche Einsparung von 100 Mio. Euro. Zu Beginn 2003 wurde die Sinius mit 1250 Mitarbeitern mehrheitlich an Siemens übertragen. Von der etb wurde der Zahlungsverkehr abgespalten und als DBPayments selbständig organisiert. Ein weiteres großes Outsourcing-Projekt war die Übertragung der Einkaufsfunktion auf Accenture im Jahr 2004. Die Daten- und Sprachnetze wurden in Nordamerika an AT&T und in Deutschland an die Deutsche Telekom abgegeben. Ebenfalls 2004 verkaufte die Bank DBPayments an die Postbank und etb an den Dienstleister Xchanging. 2013 übernahm die Deutsche Bank den 51-%-Anteil, der 2004 an den britischen Serviceleister Xchanging veräußert wurde und änderte die Firma in DB Investment Services GmbH. Im Jahr 2006 erhielt Siemens den Auftrag zur Lieferung und Betreuung von 19.000 Thin clients und über 10.000 PCs. Neben zentralen EDV-Abteilungen in Eschborn, London und New York gibt es Service delivering hubs mit zusammen mehr als 6000 Mitarbeitern in Jacksonville, Florida, in Birmingham, Großbritannien sowie Mumbai, Bangalore und seit 2008 in Jaipur sowie auf den Philippinen. Die systematische Auslagerung ins Ausland (Offshoring) erfolgt zur Senkung der Verwaltungskosten. Die ursprünglich eigene Software-Entwicklung in Indien wurde an einen Dienstleister abgegeben. Im Jahr 2004 kaufte die Deutsche Bank Software-Dienstleistungen in folgenden Ländern ein:
- Irland (Anwendungsmodule, Produktentwicklung, Anpassung an den europäischen Markt)
- USA (Produktentwicklung, Anpassung an den US-Markt)
- Indien (Produktentwicklung, Software-Entwicklung und Wartung)
- Australien (Software-Entwicklung und Wartung)
- Russland (High-End Software-Engineering).

## Geschichte

### Gründung 1870 und erste Anfänge

Erste Geschäftsräume der Bank in Berlin, im Erdgeschoss der Französischen Straße 21 (eröffnet am 9. April 1870)

Ab dem Frühjahr 1869 hatte Adelbert Delbrück vergeblich versucht, das Bankhaus Mendelssohn von seiner Idee zu überzeugen, „eine große Bank zu schaffen, hauptsächlich für den überseeischen Handel, die uns unabhängig von England machen soll“. Zuspruch fand er dagegen beim weitgereisten Bankier und Politiker Ludwig Bamberger, der zu jener Zeit südamerikanische und ostasiatische Kreditgeschäfte über London abwickeln musste und so das von Delbrück angesprochene Problem aus eigener Erfahrung kannte. Bamberger schrieb später in seinen Erinnerungen:

„Diese Erfahrungen gaben den Anstoß, dass, als Ende der sechziger Jahre, bei meinem ersten längeren Aufenthalt in Berlin Adelbert Delbrück, der Chef des Bankhauses Delbrück, Leo & Co., mir von dem Unternehmen einer zu gründenden Deutschen Bank sprach mit der Aufforderung, mich an deren Bildung und Organisation zu beteiligen, ich willig darauf einging im Hinblick auf die dem deutschen Bankwesen nach transatlantischen Gebieten zu erobernde Ausdehnung, für die ich mir einige Kenntnisse zutraute.“

In den nächsten Monaten warben Delbrück und Bamberger um weitere Unternehmer, die sich an dem Projekt beteiligen wollten. Dem Gründungskomitee gehörten schließlich an:
- Hermann Zwicker (Bankhaus Gebr. Schickler, Berlin)
- Anton Adelssen (Bankhaus Adelssen & Co., Berlin)
- Adelbert Delbrück (Bankhaus Delbrück, Leo & Co., Berlin)
- Heinrich Hardt (Hardt & Co., Berlin, New York)
- Ludwig Bamberger
- Victor Freiherr von Magnus (Bankhaus F. Mart Magnus)
- Adolph vom Rath (Bankhaus Deichmann & Co., Köln)
- Gustav Kutter (Industrieller als Vertreter für das Bankhaus Gebrüder Sulzbach, Frankfurt)
- Gustav Müller (Württembergische Vereinsbank, Stuttgart)

Der „Vater der Deutschen Bank“, Adelbert Delbrück

Im Juli 1869 verabschiedete das Komitee eine Denkschrift, in der es hieß:

„Die deutsche Flagge trägt den deutschen Namen jetzt in alle Welttheile, hier wäre ein weiterer Schritt getan, dem deutschen Namen in ferneren Gegenden Ehre zu machen und endlich Deutschland auf dem Felde der finanziellen Vermittelung eine Stellung zu erobern, – angemessen derjenigen, die unser Vaterland bereits auf dem Gebiete der Civilisation, des Wissens und der Kunst einnimmt. […] Aber nicht ausschließlich deutsche Mitwirkung braucht dies Unternehmen zu stützen, das sich auf den cosmopolitischen Standpunkt stellen sollte.“

Diese Denkschrift wurde dem Antrag auf Konzession zur Aktiengesellschaft beigefügt, die bisher in Preußen nur einem Bankhaus, dem A. Schaaffhausen’schen Bankverein, erteilt worden war. Der Hauptsitz des Unternehmens sollte sich in Berlin befinden, nicht zuletzt, weil die Gründung der Deutschen Bank „einem wahrhaft patriotischen Gedanken entsprungen“ sei. Diese „von Anfang an zugleich ökonomischen […] und nationalen […] Ziele“ schienen ausschlaggebend für die Erteilung der Konzession gewesen zu sein, jedenfalls wurde vom preußischen Handelsministerium bereits zwölf Tage nach der Gründungsversammlung, die am 22. Januar 1870 stattgefunden hatte, ein Vorbescheid herausgegeben. Das Verfahren war von Minister Itzenplitz und dem wohlwollenden preußischen Ministerpräsidenten Otto von Bismarck vorangetrieben worden.
Itzenplitz schrieb am 10. Februar 1870 an Bismarck:

„Verfolgt und erreicht die Gesellschaft ihren Zweck, so kann sie in der That von großer Bedeutung für die Entwicklung der Handelsverhältnisse werden. Von Wichtigkeit erscheint es uns, dass eine solche Gesellschaft in Berlin ihren Sitz hat.“

Das Gründungsstatut wurde am 10. März durch „allerhöchsten Erlass Sr. Majestät des Königs von Preußen“ der Deutschen Bank genehmigt; dieses Datum gilt als offizielles Gründungsdatum der Aktiengesellschaft. Das Aktienkapital betrug fünf Millionen Taler (nach der Reichsgründung 1871: 15 Millionen Mark; heutiger Gegenwert ca. eine Milliarde Euro). Geschäftszweck war „der Betrieb von Bankgeschäften aller Art, im Besonderen Förderung und Erleichterung der Handelsbeziehungen zwischen Deutschland und den übrigen Europäischen Ländern sowie überseeischen Märkten.“ Vom Grundkapital wurden 2 Mio. Taler dem Markt zu pari angeboten und bis Ende März fast 150-mal überzeichnet.
Die Öffentlichkeit sah die Neugründung zunächst sehr kritisch. So bezweifelte die Frankfurter Wirtschaftszeitung Der Aktionär in bissigen Kommentaren die Fähigkeit der Gründer, „ein derartiges Institut den modernen Anforderungen entsprechend zu leiten […], selbst wenn es wahr sein sollte, dass die Bank bei den Riffpiraten, den Kaffern und bei den Schwarzfuß-Indianern Kommanditen errichten will.“

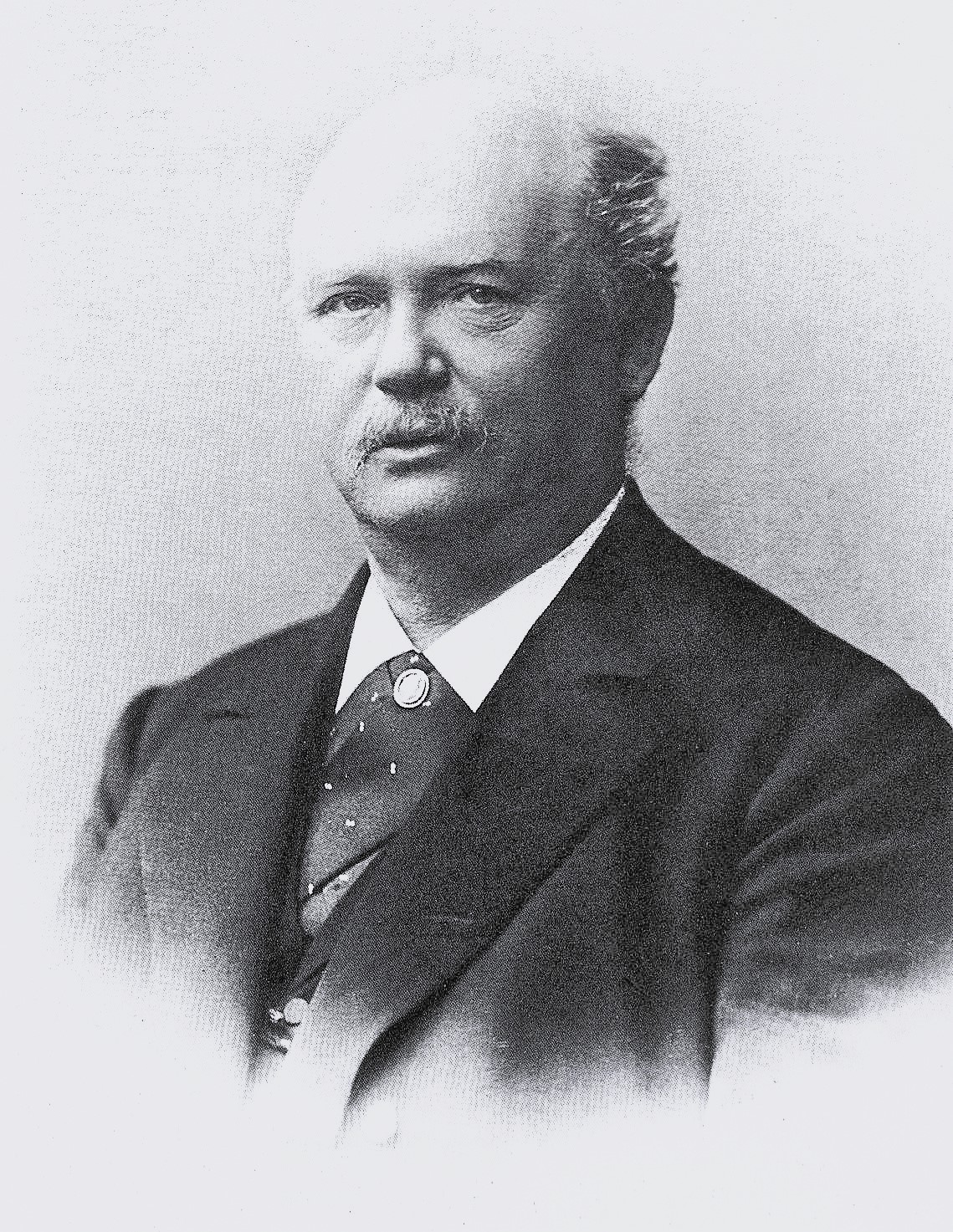
Georg von Siemens

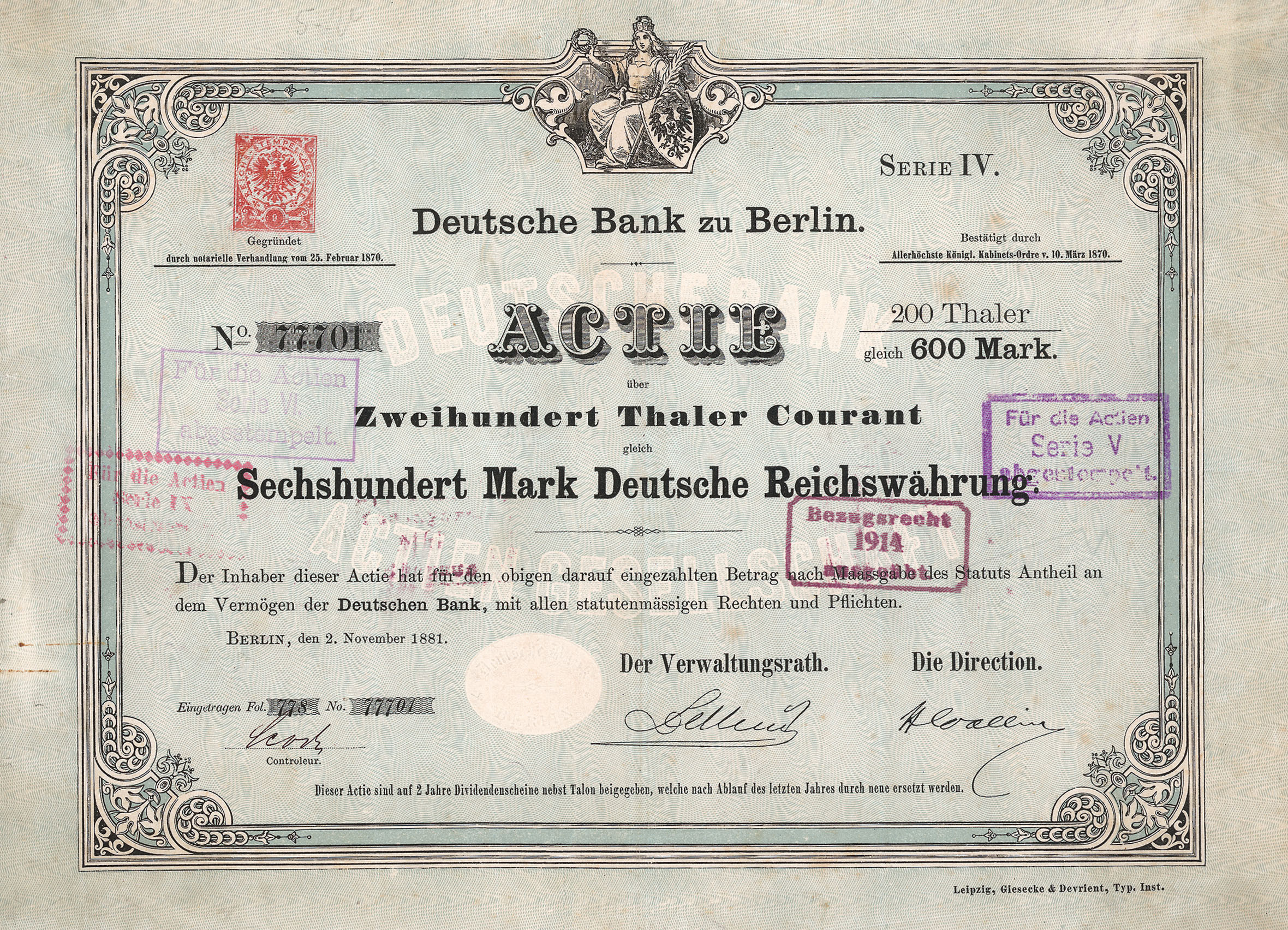
Aktie über 600 Mark der Deutschen Bank zu Berlin vom 2. November 1881

Am 9. April 1870 nahm die Deutsche Bank ihren Geschäftsbetrieb in einem zweigeschossigen Miethaus in der Französischen Straße 21 auf. Ein Jahr später bezog sie mit 50 Angestellten repräsentativere Räume in der Burgstraße 29 in unmittelbarer Nähe der Börse. Die ersten Direktoren waren Wilhelm Platenius, Georg von Siemens und Hermann Wallich. Sie hatten die Geschäfte des „nach Maßgabe der ihr vom Verwaltungsrat erteilten Instruktionen“ zu führen. Der aus 24 Personen bestehende Verwaltungsrat war deutlich mächtiger als ein moderner Aufsichtsrat und nahm seine operative Verantwortung durch einen wöchentlich tagenden Fünferausschuss wahr. Die neue Bank sollte den Gesellschaftern keine Konkurrenz machen. Wegen dieser Einschränkungen schied Platenius bereits 1870 wieder aus und auch sein Nachfolger blieb nur bis 1872. Im Jahr 1873 trat Max Steinthal in den Vorstand ein und kümmerte sich vor allem um das internationale Devisengeschäft und das Emissionsgeschäft. 1878 kam dann Rudolph von Koch hinzu, der vorwiegend für die Verwaltung zuständig war, und von 1901 bis 1909 Sprecher des Vorstandes, danach im Aufsichtsrat und dessen Sprecher von 1914 bis 1923 war.
Wie sich herausstellte, war Berlin für das internationale Geschäft weniger gut geeignet als etwa Hamburg oder Bremen. Deshalb wurde im Juli 1871 beschlossen, die erste Zweigstelle in Bremen zu eröffnen. Ein Jahr später folgte Hamburg. Es erschien auch notwendig, in der Welthandelsmetropole London präsent zu sein. Dies führte 1871 zur Gründung der German Bank of London, an der die Deutsche Bank als Kommanditist zu über 40 Prozent beteiligt war. Nachdem sich die Neugründung aufgrund von Kapitalrestriktionen als nicht handlungsfähig genug erwiesen hatte, eröffnete die Bankgesellschaft 1873 eine eigene Zweigstelle in London, die Deutsche Bank (Berlin) London Agency. 1879 verkaufte die Bank schließlich die Anteile an der German Bank of London mit einem Verlust von 117.000 Mark. Die Zweigstelle hingegen arbeitete erfolgreich.
Das Asiengeschäft, in das die Deutsche Bank 1872 mit der Eröffnung von Filialen in Shanghai und Yokohama eingestiegen war, brachte Verluste. Grund war die Entwertung von Silbervaluten im Jahr 1873, auf denen das Betriebskapital in Asien basierte. Die Zweigstellen mussten 1875 wieder geschlossen werden. Die Bank verdiente gut an dem Verkauf der Silberbestände des Deutschen Reiches, mit dem sie nach der Umstellung von der Silber- auf Goldwährung 1871 beauftragt war. Von 1872 bis 1877 bzw. 1882 beteiligte sich die Deutsche Bank als Kommanditist an Unternehmen in Paris und New York City.
Das deutsche Inlandsgeschäft beruhte vor allem auf den großen Depositenbeständen (1910: 558 Mio. Mark), einem Geschäft, das die Deutsche Bank als erste Privatbank auf Georg von Siemens’ Initiative von Anbeginn an in Konkurrenz zu den Sparkassen betrieb. Hermann Wallich sah dies als einzige Möglichkeit für dauerhafte Profilierung im Inland. Er warnte vor „verkappten Speculationen“ und lehnte es ab, „den Schwerpunkt unseres Wirkungskreises in der Börse zu suchen.“ Von der Gründerkrise 1873 profitierte die Bank, die noch keine bedeutenden industriellen Engagements eingegangen war, durch die Akquisition anderer Banken. Diverse Übernahmen, darunter die des Berliner Bankvereins (1876) und der Deutschen Union-Bank (1876), ließen die Deutsche Bank, gemessen an der Bilanzsumme, zur größten Bank des Deutschen Kaiserreiches aufsteigen und die großen Rivalen Disconto-Gesellschaft und Dresdner Bank überholen. Aus der Übernahme der Deutschen Union-Bank ergab sich die Gelegenheit, eine prächtige Zentrale an der Behrensstraße/Mauerstraße zu beziehen. Die Erträge entwickelten sich in dieser Zeit positiv. Von 1875 stieg das Ergebnis von 1,4 Mio. Mark auf 6 Mio. Mark in 1880. Bereits 1876 wurde für die „Bankbeamten“ ein Pensions- und Unterstützungsfonds eingerichtet.

Zentrale der Deutsch-Asiatischen Bank in Shanghai (1895)

Im Jahr 1886 erfolgte mit der Gründung der Deutschen Übersee-Bank ein Schritt zur Erschließung des südamerikanischen Marktes, der einen Kurswechsel der Unternehmensstrategie erkennen lässt:
War unter Adelbert Delbrück, der 1889 den Aufsichtsratsvorsitz niedergelegt hatte, versucht worden, den internationalen Markt langsam und mit der Gründung eigener Filialen zu erobern, so bemühten sich Hermann Wallich und Georg von Siemens, die nicht mehr den traditionellen Privatbankier darstellten, sondern zukunftsorientiert als Manager fungierten, Märkte in Übersee durch Tochterinstitute zu beherrschen. Mit dieser neuen Form des Auslandsengagements entwickelte sich das Geschäft mit „regelmäßigem, befriedigendem Fortschritt“. Entsprechend beteiligte die Bank sich 1889 an der Deutsch-Asiatischen Bank, die von einem Konsortium aus 13 Instituten gegründet wurde. Dies war das erste gemeinsame Projekt mit der Disconto-Gesellschaft, deren Geschäftsführer Adolph von Hansemann die Neugründung angeregt hatte. Das in Shanghai ansässige, neue Institut, das sich am Anfang auf Handelsfinanzierung beschränkte, hatte zu Beginn mit starker (vor allem britischer) Konkurrenz zu kämpfen. Bis 1913 entwickelte sich die Deutsch-Asiatische Bank mit Erfolg und es konnten sieben Zweigstellen in China (darunter auch Hongkong und Tsingtao), zwei in Japan (Yokohama und Kōbe), sowie jeweils eine in Singapur und Kalkutta eröffnet werden. Die Deutsch-Asiatische Bank war die Vorgängerin der Deutschen Bank (Asia Pacific), die bis heute als Konzerntochter der Deutschen Bank im asiatischen Raum agiert.
Nach der Gründung 1870 wurde die Bank von einem Direktorium geleitet. Der Verwaltungsrat hatte jedoch weitreichende Kontroll- und Entscheidungsrechte. Die Aktienrechtsreform von 1884 (Aktiengesetz vom 18. Juli 1884) brachte die seither gültige Aufgabenteilung zwischen Vorstand und Aufsichtsrat. Seitdem wurde der Vorstand von einem Vorstandssprecher geleitet, was die Rolle des Primus inter Pares verdeutlichen sollte. Es war üblich, Entscheidungen einstimmig zu treffen. Die Bank setzte die Umbenennung des Verwaltungsrates in Aufsichtsrat nach dem Ausscheiden des langjährigen Vorsitzenden Adelbert Delbrück im Jahr 1889 um.

### Zunehmende Industrieprojekte ab 1880

Deutsche Bank, alte Zentrale in Berlin, Eckgebäude Behrenstraße Kanonierstraße (spätere Glinkastraße) um 1900; links am Rand das von der Union-Bank her kommende Gebäude

In der ersten Unternehmensphase der Bank war der Ausbau des Filialnetzes nur ein zweitrangiges Ziel und alle wichtigen Geschäfte wurden über die Berliner Zentrale abgewickelt. Nach den eng mit dem Außenhandelsgeschäft verbundenen Filialeröffnungen in Bremen und Hamburg – die beiden wichtigen Überseehäfen gehörten anfänglich noch nicht zum Zollgebiet des Deutschen Reichs – erfolgte nur die Eingliederung des vom Hause Dellbrück 1886 übernommenen Frankfurter Bankvereins. Weitere Filialgründungen gab es dann erst zu Beginn des 20. Jahrhunderts.
Georg von Siemens legte nach dem Ausstieg Delbrücks sein Hauptaugenmerk auf den internationalen Geldverkehr einerseits (darunter besonders Südamerika und Ostasien, das Osmanische Reich sowie in geringerem Maße die Deutschen Kolonien) und einen engen Kontakt zur deutschen Industrie andererseits. So war die Deutsche Bank ab 1874 das Kreditinstitut von Krupp, später zudem in der Textilindustrie engagiert. 1881 beteiligte sich die Deutsche Bank mit einem Betrag von 2,5 Millionen Mark an der Übernahme der „Aktien-Gesellschaft für Anilinfabrikation“. Weitere Großkunden waren Bayer (ab 1886) und BASF. Als Großaktionär hielt die Deutsche Bank Anteile der Unternehmen AEG (1887 hatte das Kreditinstitut deren Gründung finanziert) und Siemens & Halske. Des Weiteren war die Deutsche Bank auf Anraten Werner von Siemens’ ab 1890 im Aufsichtsrat der Mannesmannröhren-Werke vertreten und hielt Mannesmann-Aktien im Wert von 3 Millionen Mark. Außerdem finanzierte das Institut die Umwandlung der Siemens-Schuckertwerke in eine Aktiengesellschaft.
1900 wechselte Carl Klönne in den Vorstand der Deutschen Bank. Siemens war es gelungen, einen der profiliertesten Experten für Unternehmensfinanzierung, insbesondere im Bereich der westdeutschen Kohle- und Stahlindustrie, für das Institut zu gewinnen. Mit ihm begann neben einer engen Zusammenarbeit mit der Essener Credit-Anstalt (1903) eine Kooperation mit Klönnes angestammten Großkunden, darunter der Bochumer Verein, der Schalker Verein, die Harpener Bergbaugesellschaft und der Essener Bergwerksverein König Wilhelm. Das Industriegeschäft war dank Klönne erstmals auf eine breite Grundlage gestellt. Das neue Vorstandsmitglied pflegte auch einen regen Briefverkehr mit August Thyssen.
Währenddessen entwickelte sich das Überseegeschäft in rasanter Geschwindigkeit. Hatte die Deutsche Ueberseeische Bank 1893 noch knapp 1,7 Mrd. Mark Umsatz erzielt, so betrug dieser 1899 5,6 Mrd. Mark und 1913 fast 22 Mrd. Mark. Die Banco Alemán Transatlántico erwies sich als wichtige Stütze des Geschäfts der Deutschen Bank. Die gute Entwicklung in Argentinien, woher 1900 20 % der Weltproduktion an Weizen stammten, ließ auf weiteres Wachstum am boomenden Südamerika-Markt hoffen.

Filiale Bahía Blanca (Argentinien) der Deutschen Überseeischen Bank (Banco Alemán Transatlántico), 1903

Als 1895 die Disconto-Gesellschaft die Bank für Chile und Deutschland mit Filialen in Berlin und Valparaíso gründete, zögerte auch die Banco Alemán Transatlántico nicht lange mit einer Filialeneröffnung in Chile. Die dezentrale Wirtschaftsstruktur Chiles machte die Eröffnung weiterer Zweigstellen notwendig, 1897 in Iquique und Santiago de Chile. Trotz der chilenischen Wirtschaftskrise 1898 wurde das Filialnetz durch Niederlassungseröffnungen in Concepción und Valdivia engmaschiger. In Argentinien wurden weitere Niederlassungen gegründet, bis zum Ersten Weltkrieg in Bahía Blanca, Córdoba, San Miguel de Tucumán, Bell Ville, Mendoza und Rosario. Schließlich folgte die Expansion nach ganz Lateinamerika: Mexiko (1902), Peru und Bolivien (1905), Uruguay (1906) und Brasilien (1911, São Paulo und Rio de Janeiro).
Ergänzend versorgte das Tochtinstitut Zentralamerika-Bank den mittelamerikanischen Markt. Initiator dieser beispiellosen Expansion war Ludwig Roland-Lücke, von 1894 bis 1907 Vorstandsmitglied der Deutschen Bank und Direktor der Deutschen Überseeischen Bank. Ein gemeinsames Projekt von Deutscher Bank und der AEG, die Deutsch-Überseeische Elektricitäts-Gesellschaft (1898 gegründet) war bereits 1909 das größte Stromversorgungsunternehmen Argentiniens und warf satte Gewinne ab.
Georg von Siemens sah ebenso auf dem amerikanischen Markt große Chancen. 1883 schrieb er an Kilian von Steiner:

„Ich glaube, dass wir in Berlin auch an die amerikanischen Sachen heranmüssen, schließlich liegt uns Amerika näher als Italien, trotz des Gotthards.“

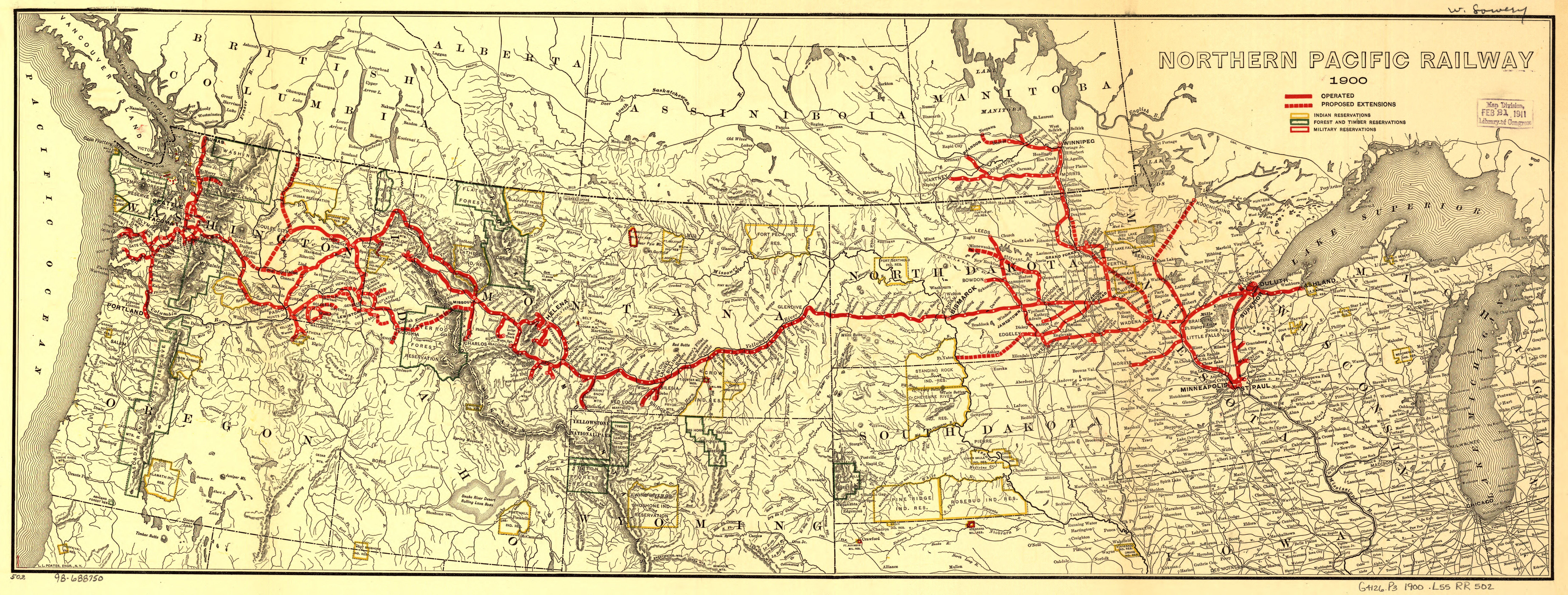
Streckenverlauf der Northern Pacific Railroad

So freute er sich ganz besonders, als er noch im selben Jahr auf die pompöse Eröffnungsfeier der Northern Pacific Railroad eingeladen wurde. Vom redegewandten Präsidenten der Bahnlinie, Henry Villard, und der glanzvollen Festivität geblendet, stimmte Siemens im Überschwang der Beteiligung an der in prekärer finanzieller Lage befindlichen Northern Pacific-Bahnlinie zu. Noch während der Feier verlor die Aktie beinahe die Hälfte ihres Wertes. Doch Siemens blieb bei seinem Entschluss und rief währenddessen die Deutsch-Amerikanische Treuhand-Gesellschaft AG zur Förderung deutscher Investitionen in den USA mit einem Kapital von 20 Mio. Mark ins Leben. Bis 1895 war der Northern Pacific weiter auf Talfahrt, bevor sich mit James J. Hill eine Kooperation mit der Great Northern Railway ergab. 1896 hatte der Kurs wieder seinen Einführungswert erreicht. Dennoch blieb der Northern Pacific ein Verlustgeschäft von mehreren Millionen Mark. Georg von Siemens, für den das ganze ohnehin ein herber Rückschlag war, stellte zur Deckung des finanziellen Verlustes einen großen Teil seines eigenen Vermögens bereit.

Arthur von Gwinner

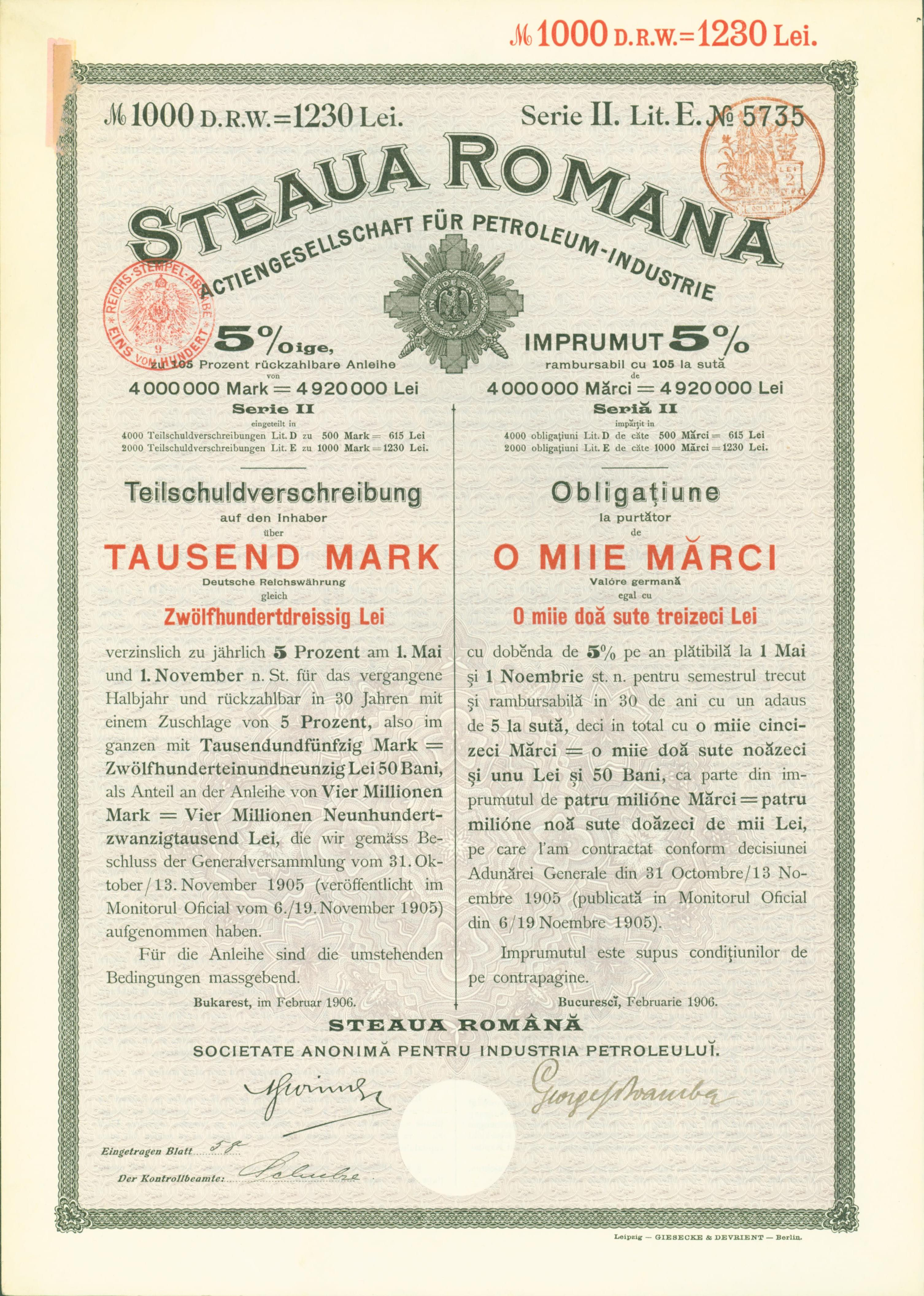
Teilschuldverschreibung der Steaua Română AG vom Februar 1906, mit Faksimile-Unterschrift des Deutsche-Bank-Vorstandes von Gwinner.

Am 27. Juni 1903 kam es zu einer Einigung zwischen dem Wiener Bankverein, der Deutschen Bank und der rumänischen Regierung: Die Deutsche Bank hatte sich entschlossen, die Mehrheit des rumänischen Erdölunternehmens Steaua Romana zu übernehmen und Arthur von Gwinner, ab 1894 als Nachfolger Wallichs im Vorstand der Bank zuständig für die großen internationalen Finanzgeschäfte, mehr Verhandlungsgeschick bewiesen als die Vertreter von John D. Rockefellers Standard Oil Company und der Disconto-Gesellschaft. Danach folgte die Reorganisation der Erdölgesellschaft. Ein Jahr nach Erwerb von Steaua fasste die Deutsche Bank ihre gesamte Aktivität im Erdölgeschäft in einer Holding zusammen, in der auch die Deutsche Petroleum-Aktiengesellschaft (DPAG) zu finden war.
Über das Engagement beim Erdöl machte Emil Georg von Stauß Karriere: 1904 noch Generaldirektor der DPAG, übernahm er 1914 die Leitung der Steaua und wurde 1915 Vorstandsmitglied der Deutschen Bank. Durch das Zuvorkommen beim Erwerb der Steaua verschärfte sich die Rivalität zwischen Disconto-Gesellschaft und Deutscher Bank. Zudem verkaufte Standard Oil immer dort sein Öl, wo einen Tag später die Öllieferung der Erdöl-Holding der Deutschen Bank ankommen sollte. So rentierte sich das Geschäft absolut nicht und die englischen Teilhaber der Holding bemerkten, man solle doch „das Zeug lieber in den Rhein gießen“. In dieser verzwickten Lage sah sich Gwinner genötigt, mit den Amerikanern zu verhandeln, was 1907 dazu führte, dass Standard Oil die deutschen Öl- und Petroleum-Preise diktieren konnte. Gwinner protestierte bei der Reichsregierung und forderte die Errichtung eines Reichspetroleummonopols, was aber bis zuletzt am Veto der Disconto-Gesellschaft scheiterte, die einen Kooperationspakt mit Standard Oil unterzeichnet hatte. Rückblickend schrieb Arthur von Gwinner:

„Schließlich hat die Deutsche Bank sogar viel Geld an dem Geschäft verdient. Doch wenn ich’s noch einmal zu tun hätte, würde ich die Petroleumgeschäfte als Bankmann nie wieder anrühren.“

Zu den größten Industrie-Projekten der ersten Jahrzehnte zählte auch die Finanzierung der Bagdadbahn. Angestoßen durch eine Initiative der Württembergischen Vereinsbank, die im Aufsichtsrat der Deutschen Bank vertreten war, übernahm die Deutsche Bank die Führung in einem Konsortium, das am 4. Oktober 1888 von der osmanischen Regierung die Konzession für die Strecke Konstantinopel bis Ankara erhielt. Versuche, englische Banken in die Finanzierung einzubeziehen, scheiterten. Eine Beteiligung Frankreichs, das bis dahin eine dominierende wirtschaftliche Rolle im Osmanischen Reich innehatte, war unerwünscht. Die Bauleitung erfolgte durch die Anatolische Eisenbahngesellschaft, die vom Konsortium zu diesem Zweck gegründet worden war. An der Bauausführung waren unter anderem Philipp Holzmann (Streckenbau), Krupp (Schienen), Krauss & Co., J.A. Maffei (Lokomotiven) und die Maschinenfabrik Esslingen beteiligt. Die Deutsche Bank betonte in der Öffentlichkeit immer wieder den positiven Beitrag zur deutschen Wirtschaft, der von diesem Projekt ausging. Nach dem Bau einer weiteren Nebenstrecke ließ man sich schließlich 1899 auf Druck des Sultans Abdülhamid II. sowie nach einer Zusage Wilhelm II. an den Sultan zu einer Unterschrift bewegen, die Strecke von Ankara bis nach Bagdad zu erweitern. Von Siemens kommentierte die Vereinbarung, aufgrund der noch eine Anleihe für den osmanischen Staat zu begeben war, in einem Schreiben an seine Kollegen:

„Sie werden mich für verrückt halten, wenn ich trotz unserer Vereinbarungen, trotz Panik auf den europäischen Plätzen, trotz meiner schon seit März proklamierten Überzeugung von Börsenbaisse, amerikanischem Getreideimport usw. usw. den Türken einen Vorschuss von 200.000 Ltq [türkische Pfund] = 3.800.000 Mark zu 7 % geben will, während man zum gleichen Diskont Wechsel auf gute deutsche Häuser kaufen kann. Der sogenannte Bagdadvertrag ist nur ein Wisch, und doch bezahle ich 200.000 Ltq dafür.“

Nachdem Georg von Siemens ausgeschieden war, oblag die Projektleitung Arthur von Gwinner. Die Finanzierung stand erst 1903 und Beginn der Strecke war nun Konya, so dass die Strecke weiter im Süden verlief, als ursprünglich gewünscht, und weniger Gebirge überwunden werden mussten. Die Finanzierung erfolgte diesmal unter Einbeziehung der Franzosen (Banque Imperiale Ottomane), wobei die Deutschen allerdings auf der Federführung bestanden. Auch dieses Mal konnte eine Beteiligung britischer Banken nicht erreicht werden. Nach langen, zwischenzeitlich immer wieder gescheiterten Versuchen gelang es schließlich im Frühjahr 1914, auch England einzubinden und das letzte Stück bis Basra am persischen Golf in die Pläne mit einzubeziehen, was aus wirtschaftlichen Gründen für die Strecke besonders wichtig war. Mit dem Ersten Weltkrieg endete die deutsche Beteiligung an diesem Großunternehmen jedoch abrupt. Erst im Jahr 1940 wurden die letzten Lücken im Streckenverlauf geschlossen.

### Filialnetz und Fusionen bis 1929

Zentrale der Deutschen Bank in der Mauerstraße in Berlin (1898)

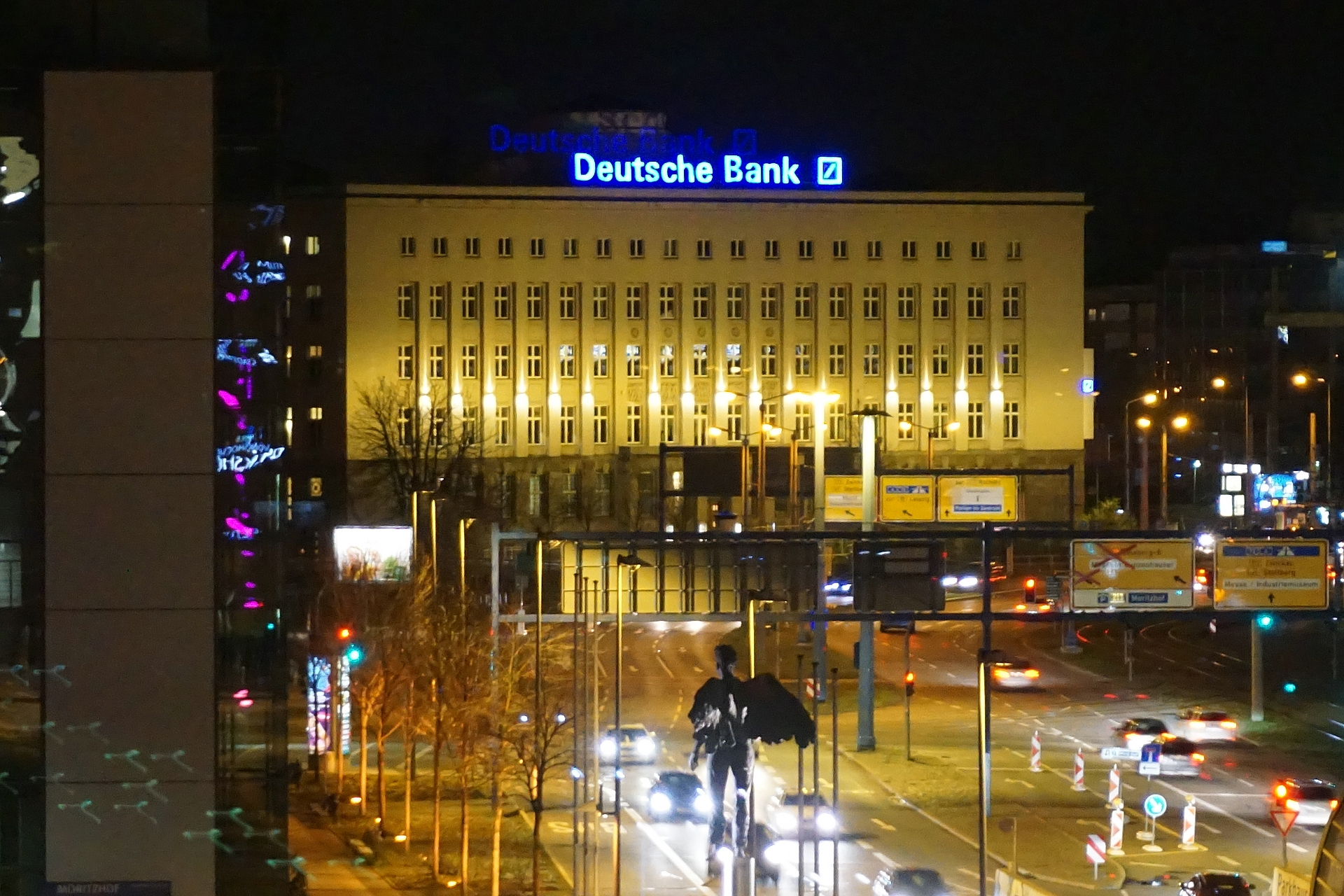
Zwischen 1921 und 1926 erbautes Bankgebäude der Filiale der Deutschen Bank in Chemnitz

Ende des 19. Jahrhunderts fand ein Strategiewechsel in der Deutschen Bank statt. Bisher konzentrierte sich das Institut auf Außenhandelsfinanzierung, Industriefinanzierung und die Abwicklung von Emissionen. Diese Geschäfte konnten gut von der Berliner Zentrale ausgeführt werden. Nun sollten mehr Kontakte in die Provinz aufgebaut werden. Dieses Feld war bisher den Gesellschaftern überlassen worden. Doch für weiteres Wachstum wurde eine breitere Basis benötigt und so wurde mit dem Aufbau eines umfangreichen Netzwerks, das nicht nur auf persönlichen Kontakten beruhte, begonnen.
Eigene Filialen bestanden zunächst nur in Bremen, Hamburg und Frankfurt. Der Beginn zur Erweiterung war die Gründung einer weiteren Filiale in München im Jahr 1892. 1901 übernahm die Deutsche Bank das im Bau befindliche Gebäude der insolventen Leipziger Bank. Im selben Jahr wurden in Dresden, 1905 in Nürnberg und 1906 in Augsburg Filialen gegründet.
Viel wirkungsvoller als der mühsame Weg über eigene Filialen war jedoch die Kooperation und kapitalmäßige Verflechtung mit Regionalbanken. Hierzu verband sich das Institut zunächst mit den Gesellschaften, die bei der Gründung der Deutschen Bank zu den Zeichnern gehört hatten oder im Laufe der Zeit über geschäftliche Beziehungen in den Aufsichtsrat gelangt waren. Ein erster entscheidender Schritt war 1897 die Übernahme von jeweils 75 Prozent der Aktien der Bergisch-Märkischen Bank in Elberfeld sowie des Schlesischen Bankvereins in Breslau durch Aktientausch. Der in der Bilanz ausgewiesene Beteiligungswert stieg von 2,99 Mio. Mark auf 47,29 Mio. Mark während das Aktienkapital sich von 100 auf 150 Millionen Mark erhöhte. Es folgten 1899 Beteiligungen an der Hannoverschen Bank und der Oberrheinischen Bank, Mannheim. Wichtig waren die Übernahme der Aktienmehrheit bei der Ruhrorter Bank im Jahr 1903 und der Umtausch dieser Aktien in Anteile an der Essener Credit-Anstalt im Folgejahr. Durch diese auf Carl Klönne zurückgehende Beziehung entstand ein bedeutender Zugang zur westdeutschen Industrie.
Nachdem die Oberrheinische Bank infolge der konjunkturellen Krise 1901 in Schwierigkeiten geraten war, wurde das Problem gelöst, indem das Institut die Anteile in die größere und stabile Rheinische Creditbank, Mannheim einbrachte. Hierzu bemerkte Max Steinthal:

„Die Schwierigkeit liegt bei den Provinzbanken immer in den Debitoren. Misstrauen gegen Banken, die sich anbieten, ist stets am Platze.“

Dennoch behielt die Bank ihre Strategie bei. Es folgten 1905 Beteiligungen an der Emder Bank und der Oldenburgischen Spar- und Leihbank sowie der Niederlausitzer Kredit- und Sparbank, Cottbus, und der Privatbank zu Gotha. Die durch die Beteiligung der Deutschen Bank gestärkten Regionalbanken trugen zur Verdichtung des Netzes bei, indem sie ihrerseits verstärkt kleinere Banken in ihrem Einflussbereich übernahmen. Hierzu stellte die Deutsche Bank Mittel zur Kapitalerhöhung zur Verfügung. Ein weiterer wichtiger Baustein war die Beteiligung an der Württembergischen Vereinsbank in Stuttgart durch die Übernahme eines großen Aktienpakets anlässlich deren Kapitalerhöhung von 1906. Mit diesem Institut war die Deutsche Bank unter anderem durch das Eisenbahngeschäft in der Türkei bereits länger verbunden.
1914 wurde erneut ein strategischer Wechsel vollzogen. Nachdem große Wettbewerber wie die Diskonto-Gesellschaft und die Dresdner Bank ein wachsendes Filialnetz aufgebaut hatten, wollte auch die Deutsche Bank in den Regionen stärker mit dem eigenen Namen präsent sein. So fusionierte sie 1914 mit der Bergisch-Märkischen Bank sowie 1917 mit der Norddeutschen Creditanstalt in Königsberg und dem Schlesischen Bankverein. Dadurch entstand mit 38 neuen Niederlassungen eine Filialbank und gleichzeitig die größte Universalbank der Welt. Während des Ersten Weltkrieges konnte die Deutsche Bank 6,5 Mrd. Mark Reichsanleihen unterbringen und zählte 1917 zu den Mitbegründern der Universum-Film-Aktiengesellschaft UFA. Diese sollte im Auftrag der Militärverwaltung das neue Medium Film zu einer effektiveren Propaganda nutzen.
In der Weimarer Republik wurde die 1914 begonnene Politik fortgesetzt. Die Deutsche Bank expandierte weiter durch Fusionen, Übernahmen oder Aktientausch mit vielen Regionalbanken, so:
- 1920 mit der Hannoverschen Bank, der Braunschweiger Privatbank AG, der Privatbank zu Gotha, dem Elberfelder Bankverein
- 1922 Übernahme von Niederlassungen der Pfälzischen Bank (Ludwigshafen am Rhein) in Bayern und Frankfurt.

1923 betrug die Anzahl der Niederlassungen 146.
Es folgten noch:
- 1924 die Württembergische Vereinsbank,[53]
- 1925 die Essener Credit-Anstalt und die Siegener Bank
- 1927 die Lübecker Privatbank
- 1928 die Hildesheimer Bank und die Osnabrücker Bank

Die deutsche Niederlage im Ersten Weltkrieg hatte auch für die Deutsche Bank in vielerlei Hinsicht Rückschläge und Einbrüche gebracht. Bereits mit Kriegsbeginn war die wichtigste Auslandsniederlassung in London geschlossen worden und wurde nach Kriegsende abgewickelt. Zu großen internationalen Geschäften, die für die Bank einen Geschäftsschwerpunkt gebildet hatten, hatte sie nun keinen Zugang mehr. Auslandsinvestitionen in den Bereichen Eisenbahnen, Erdöl und Elektrizitätswirtschaft mussten teilweise unter Verlusten aufgegeben werden. Die Konzentration und das Wachstum im Inlandsmarkt bildeten keinen gleichwertigen Ausgleich hierfür.
Deutsche Auslandsinvestitionen wurden auch durch die Last der Reparationen verhindert. Diese überforderten die deutsche Wirtschaftskraft, so dass es nach ausbleibender Erfüllung der Vorgaben zur Ruhrbesetzung und zur Hyperinflation im Jahr 1923 gekommen war. Die Deutsche Bank war wie die anderen großen Banken ohne große Schäden geblieben. Verlierer waren die Kleinanleger, die ihr Geld in Sparbüchern und Anleihen angelegt hatten. Gewinner war hingegen die Industrie, die ihr Vermögen in Sachwerten und Devisen halten konnte. War die Deutsche Bank vor dem Krieg gemessen an Kapital und Rücklagen noch das größte deutsche Unternehmen gewesen, so rangierte sie im Vergleich der Goldmark-Eröffnungsbilanzen am 1. Januar 1924 hinter acht Industrieunternehmen nur noch auf dem neunten Platz.
In der Folgezeit kam es zudem in der Industrie zu einer Reihe von Zusammenschlüssen, die die Banken zwar begleiteten – die Deutsche Bank oftmals federführend –, der relativen Bedeutung der Banken aber abträglich waren. Beispielgebende Fusionen waren die zu den Vereinigten Stahlwerken unter Einschluss der Gelsenberg oder den I.G. Farben. Daneben hatten sich Großunternehmen wie Flick oder Stinnes gebildet. Deren Vermögen war aus Kriegs- oder Inflationsgewinnen entstanden und diese Akteure hatten keine traditionellen Bindungen an die Banken. Diese Großunternehmen entwickelten eigene Fähigkeiten von der internationalen Kapitalbeschaffung bis zur Begebung von Auslandsanleihen und eigenen Bankaktivitäten (I.G. Farben).
In der deutschen Bankenlandschaft von 1929 wurden sieben Großbanken gezählt, die international jedoch nur unzureichende Bedeutung hatten. Führend waren dabei die vier D-Banken.
| Bank                                                                         | Bilanzsumme       | Wechsel und Debitoren | Kreditoren        | Eigenkapital      |
| 31. Dezember 1925                                                            | 31. Dezember 1925 | 31. Dezember 1925     | 31. Dezember 1925 | 31. Dezember 1925 |
| ---------------------------------------------------------------------------- | ----------------- | --------------------- | ----------------- | ----------------- |
| Deutsche Bank                                                                | 1.540             | 1.024                 | 1.240             | 205               |
| Danatbank                                                                    | 1.012             | 676                   | 859               | 100               |
| Dresdner Bank                                                                | 1.162             | 713                   | 1.003             | 101               |
| Disconto-Gesellschaft*                                                       | 1.115             | 702                   | 893               | 147               |
| Commerzbank                                                                  | 694               | 483                   | 600               | 64                |
| 31. Dezember 1926                                                            |                   |                       |                   |                   |
| Deutsche Bank                                                                | 1.853             | 1.204                 | 1.509             | 225               |
| Danatbank                                                                    | 1.511             | 912                   | 1.327             | 100               |
| Dresdner Bank                                                                | 1.567             | 960                   | 1.353             | 129               |
| Disconto-Gesellschaft*                                                       | 1.365             | 830                   | 1.073             | 199               |
| Commerzbank                                                                  | 902               | 560                   | 789               | 64                |
| 31. August 1929**                                                            |                   |                       |                   |                   |
| Deutsche Bank                                                                | 2.991             | 1.920                 | 2.531             | 240               |
| Danatbank                                                                    | 2.346             | 1.453                 | 2.102             | 120               |
| Dresdner Bank                                                                | 2.222             | 1.273                 | 1.995             | 134               |
| Disconto-Gesellschaft*                                                       | 2.086             | 1.172                 | 1.778             | 202               |
| Commerzbank                                                                  | 1.737             | 1.098                 | 1.452             | 113               |
| *inkl. Norddeutsche Bank und Schaffhausen; **Zahlen aus dem „Reichsanzeiger“ |                   |                       |                   |                   |

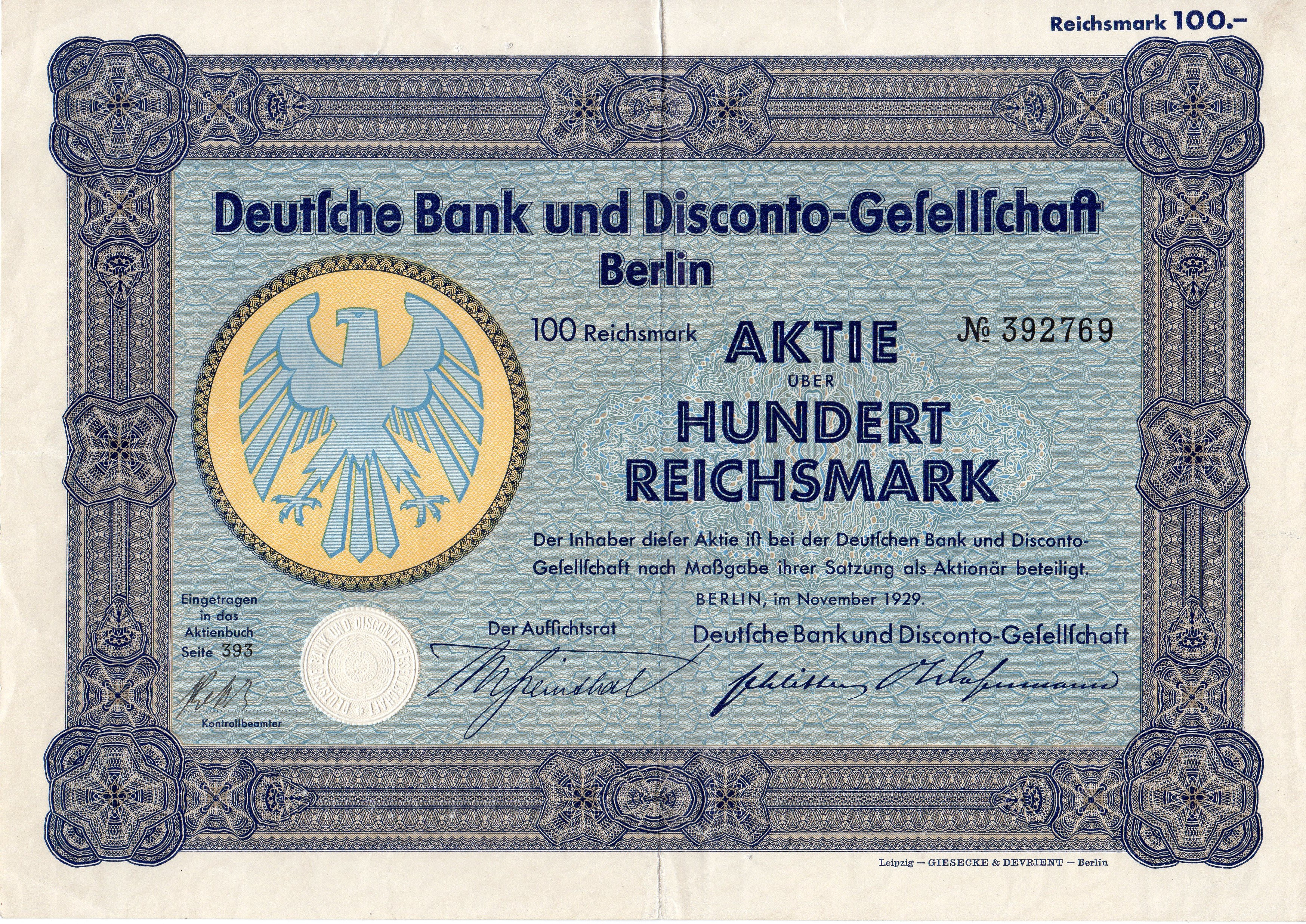
Gründeraktie der Deutschen Bank und Disconto-Gesellschaft vom November 1929

1929 erfolgte schließlich die Fusion mit dem großen Rivalen, der Disconto-Gesellschaft, zur Deutsche Bank und Disconto-Gesellschaft, mit 289 Niederlassungen. In der neuen Bank gingen zudem die wichtigsten Tochtergesellschaften Norddeutsche Bank aus Hamburg, der A. Schaaffhausen’sche Bankverein aus Köln, die Rheinische Creditbank aus Mannheim, das Bankhaus Böcking, Karcher & Cie aus Kaiserslautern sowie die Süddeutsche Disconto-Gesellschaft aus Mannheim auf. Das im Volksmund „DeDiBank“ genannte Institut erreichte eine Bilanzsumme von 5,5 Mrd. RM und wurde zur in Deutschland dominierenden Bank. International kam sie lediglich ein gutes Stück näher an die führenden Konkurrenten heran. Spitzenreiter waren die National City Bank in New York (9 Mrd. RM), Midland (8,5), Lloyds (7,8), Guaranty Trust (New York, 7,1), Barclays (6,5), Westminster (6,4) National Provincial (6,3)
Eines der wichtigsten Ziele der Fusion war, die Wirtschaftlichkeit und damit die nachhaltige Wettbewerbsfähigkeit des gemeinsamen Instituts zu verbessern. Der hierfür zuständige spätere Vorstand Rummel notierte hierzu:

„Der Personalstand der Bank war durch die vielen Fusionen nach der Inflation überaltert. Die Unkosten waren starr festgefahren, das Bilanzvolumen schrumpfte, und die Konditionen waren für die Wirtschaft zu hoch.“

Nicht zuletzt durch die verbesserten Kostenstrukturen war die Deutsche Bank und Diskonto-Gesellschaft die einzige deutsche Großbank, die in der Bankenkrise von 1931 ohne staatliche Intervention bestehen konnte.

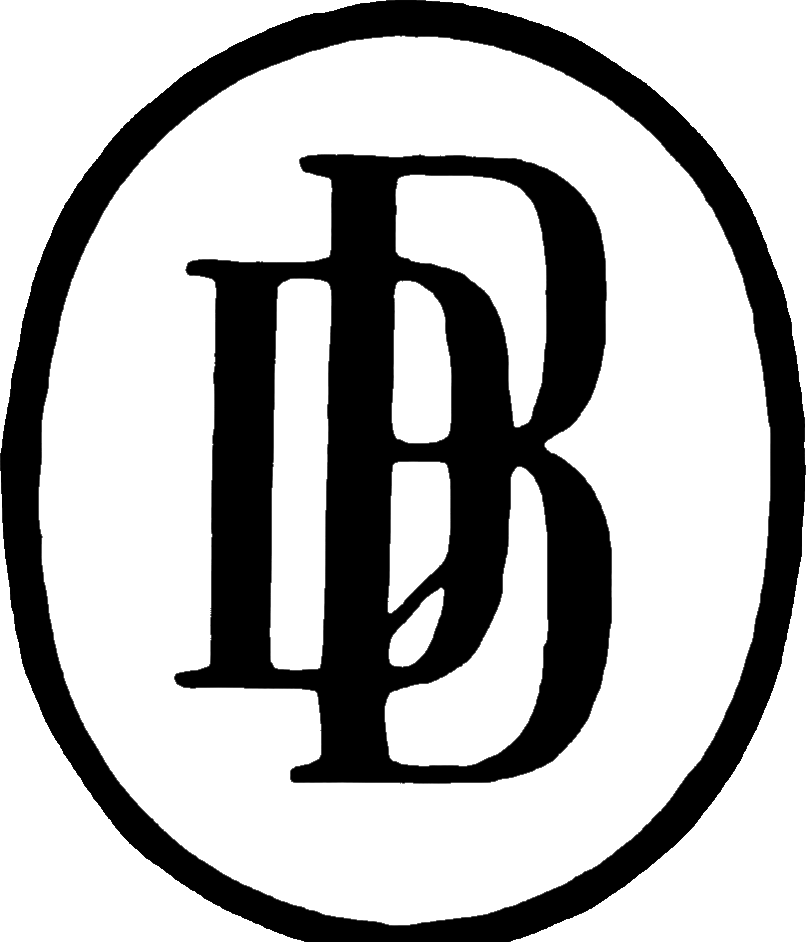
Altes Logo der Deutschen Bank Mitte der 1930er-Jahre und von 1957 bis 1974

### Weltwirtschaftskrise und Zeit des Nationalsozialismus
In den Bilanzen der DeDiBank hinterließ die Weltwirtschaftskrise 1929 bis 1932 tiefe Spuren. Nach der Fusion betrug das gemeinsame Aktienkapital noch 285 Millionen RM bei 160 Mio. RM Rücklagen. Das rückläufige Geschäft in der Krise und Abschreibungen auf Ausleihungen und Wertpapiere von 400 Millionen RM in den Jahren 1930 und 1931 machten eine Kapitalbereinigung erforderlich. Hiernach betrug das Kapital nur noch 144 Millionen RM bei Reserven von 25,2 Millionen RM. Darüber hinaus nahm die Bank 50 Millionen RM Staatskredit in Anspruch, für die sie Aktien in Höhe von 72 Millionen RM hinterlegen musste. Im Vergleich zur Dresdner Bank, in der die am 17. Juni 1931 zusammengebrochene DANAT-Bank aufgegangen war, und zur Commerzbank kam die DeDiBank glimpflich davon. An den beiden Konkurrenten musste der Staat mehr als 90 % des Kapitals übernehmen. Noch während der Bankenkrise hatte die Bank die Expansion im Inland fortgesetzt und im Jahr 1930 die unter Kapitalmangel leidenden Bankhäuser L. Pfeiffer in Kassel, J. Frank & Cie in Krefeld, Doertenbach & Cie in Stuttgart sowie E. Ladenburg in Frankfurt/Main übernommen und deren Geschäfte in ihre jeweiligen Filialen integriert.
Die Krisenentwicklung, vor allem die restriktive Kreditvergabe, hatten den Ruf der Banken in der Öffentlichkeit stark geschädigt. Viele mittelständische Unternehmen mussten in dieser Zeit wegen mangelnder Liquidität schließen, was die Arbeitslosigkeit verstärkte. Dies beförderte die sowohl von kommunistischer als auch von nationalsozialistischer Seite vorgetragene Kritik am Großkapital und trug zur politischen Radikalisierung bei. Die Abkehr von der Deflationspolitik der Kabinette von Papen – Schleicher im Jahr 1932 konnte die weitere politische Entwicklung nicht mehr stoppen.
Die Machtübernahme der Nazis hatte direkte Folgen in der Führung der Bank. Oscar Wassermann, ab 1912 im Vorstand und ab 1923 Sprecher des Vorstandes, hatte ursprünglich vorgesehen, Ende 1933 mit 65 Jahren in den Ruhestand zu treten. Aufgrund der Aggression der Nationalsozialisten gegenüber dem jüdischen Kapital wurden in der Bank jedoch Probleme befürchtet. Hjalmar Schacht hatte am 6. April den Aufsichtsratsvorsitzenden Franz Urbig direkt angesprochen, dass es opportun sei, jüdische Vorstandsmitglieder aus dem Vorstand zu entfernen. Urbig nahm diese Sicht auf und warf Wassermann Führungsschwäche im Rahmen der Bankenkrise vor. So kam es noch vor der Hauptversammlung im Juni 1933 zum Rücktritt von Wassermann und seinem Kollegen Theodor Frank. Im Jahr 1933 sind in den Vorstand (Peter Brunswig, Karl Kimmich, Hans Rummel, Ernst Karl Sippell und Fritz Wintermantel) nur Männer, die aus der Bank kamen und in deren Tradition standen. Die Aufgabe des Sprechers übernahm der katholisch erzogene, aber jüdischstämmige Georg Solmssen (der Sohn des Diskonto-Gesellschafters Arthur Salomonsohn, des ersten Aufsichtsratsvorsitzenden der Deutschen Bank mit der Disconto ab 1929), der seine eigene Position bereits kritisch betrachtete. In einem Brief an Urbig schrieb er am 9. April 1933:

„Lieber Herr Urbig, Die Ausstoßung der Juden aus dem Staatsdienst, die nunmehr durch Gesetz vollzogen ist, drängt die Frage auf, welche Folgen sich an diese, auch von dem gebildeten Teil des Volkes gleichsam als selbstverständlich hingenommenen Maßnahmen für die private Wirtschaft knüpfen werden. Ich fürchte, wir stehen noch am Anfang einer Entwicklung, welche zielbewusst, nach wohlaufgelegtem Plane auf wirtschaftliche und moralische Vernichtung aller in Deutschland lebenden Angehörigen der jüdischen Rasse, und zwar völlig unterschiedslos, gerichtet ist. Die völlige Passivität der nicht zur nationalsozialistischen Partei gehörigen Klassen, der Mangel jedes Solidaritätsgefühls, der auf der Seite derer zu Tage tritt, die bisher in den fraglichen Betrieben mit jüdischen Kollegen Schulter an Schulter gearbeitet haben, der immer deutlicher werdende Drang, aus dem Freiwerden von Posten Nutzen zu ziehen und das Totschweigen der Schmach und des Schadens, die unteilbar all denen zugefügt werden, die, obgleich schuldlos, von heute auf morgen die Grundlage ihrer Ehre und Existenz vernichtet sehen – alles dieses zeigt eine so hoffnungslose Lage, dass es verfehlt wäre, den Dingen nicht ohne jeden Beschönigungsversuch ins Gesicht zu sehen.“

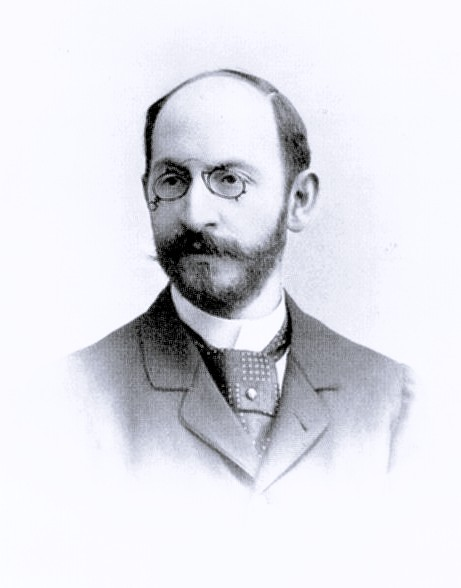
Max Steinthal 1893

Solmssen musste bereits 1934 ebenfalls weichen und wurde als Sprecher durch Eduard Mosler abgelöst. Solmssen gehörte danach noch bis 1938 dem Aufsichtsrat an. Aus der Gründergeneration der Bank war Max Steinthal im Aufsichtsrat verblieben, schied aber 1935 aus, um der Bank „keine Schwierigkeiten zu machen“. Er und seine Frau Fanny (1866–1941) wurden später enteignet und starben Anfang der 1940er Jahre mittellos im Eden-Hotel Berlin. Der Vorstandsvorsitzende Josef Ackermann stellte 2008 die an diese und andere tragischen Biografien erinnernden Stipendien am Abraham-Geiger-Kolleg Potsdam ein und erntete dafür Kritik aus dem Deutschen Bundestag, weil er sich der historischen Verantwortung der Bank nicht stellen wolle.
Auch auf der Ebene der Mitarbeiter änderte sich das Klima. Auf die Bank wurde von innen und von außen erheblicher Druck ausgeübt, gegen nicht-arische Mitarbeiter vorzugehen. Es bildete sich eine Nationalsozialistische Betriebszellenorganisation (NSBO), die 1933 mit zwei Vertretern in den Aufsichtsrat einrückten. Der Betriebszellenobmann Franz Hertel organisierte am 30. November 1933 eine „erste allgemeine Betriebsversammlung mit einem Aufmarsch aller Mitglieder der SA, der SS und des ‚Stahlhelms‘“. Hieran nahmen insgesamt 4.000 Angestellte und die meisten Vorstandsmitglieder teil.
Die Bank versuchte, extreme Auswüchse des nationalsozialistischen Treibens innerhalb des Unternehmens zu verhindern. So schrieb Sippell, der für das Personalressort zuständig war, dem Direktor der Bochumer Filiale, „dass er als Nationalsozialist nicht nur erhöhte Rechte, sondern auch größere Pflichten habe“, und untersagte ihm, Zitate aus Mein Kampf in die Bochumer Betriebsordnung aufzunehmen. Viele kleinere Probleme resultierten daraus, dass im Vorstand der Bank keine Mitglieder der NSDAP als deren Ansprechpartner saßen. Um damit besser umgehen zu können, trat 1935 Karl Ritter von Halt vom Bankhaus Aufhäuser, ein mit Orden ausgezeichneten Frontkämpfer des Ersten Weltkriegs, der 1936 die Olympischen Spiele in Garmisch organisierte, in die Bankgesellschaft ein. Von Halt konzentrierte die bankinternen NS-Aktivitäten auf Betriebssport und fachliche Wettbewerbe. Die Kontakte zur Partei pflegte er unter anderem im Freundeskreis Heinrich Himmler, einer Gruppe von etwa 40 Personen aus Wirtschaft und Militär. Von Halt wurde 1938 als erstes Parteimitglied Mitglied des Vorstandes. Er war vorrangig zum Unternehmen loyal. So gelang es ihm, an mehreren Standorten ideologisch besonders scharfe Betriebsobleute zu entlassen, darunter den Berliner Hertel, der danach als Hauptsturmführer der SS Karriere machte und sich bei Arisierungen in Tschechien bereicherte.
Im Jahr 1933 konnte die Bank das bis dahin leer stehende Gebäude der Diskonto-Gesellschaft an der Behrenstrasse an das Deutsche Reich veräußern und erhielt dafür einen Teil der als Sicherheiten hinterlegten Aktien in Höhe von 14 Mio. RM. Da kein Eigenkapitalbedarf bestand, erfolgte eine weitere Kapitalherabsetzung von 144 auf 130 Mio. RM. 1935 wurde erstmals wieder eine Dividende gezahlt, die mit 4 % jedoch gering ausfiel. Im Jahr 1937 erhielt das Institut auf Beschluss der Hauptversammlung wieder den Namen Deutsche Bank.
Hatte die Deutsche Bank ab Ende des 19. Jahrhunderts zum Teil bedeutsamen Einfluss auf politische Persönlichkeiten, so war dieser in den ersten Jahren der NS-Zeit weitgehend zum Erliegen gekommen. Die Beziehungen zur Politik wurden lediglich über Mitglieder des Aufsichtsrates wahrgenommen. Hier waren von besonderer Bedeutung Philipp Reemtsma, ab 1933 im Aufsichtsrat und mit guten Beziehungen zur Hamburger Wirtschaft sowie vor allem zu Hermann Göring, sowie Emil Georg von Stauß, Vorstandsmitglied von 1915 bis 1932, der zugleich in einer Reihe von Aufsichtsräten saß, denen er schon als Vorstand angehört hatte und die für die Bank aufgrund ihres wirtschaftlichen Engagements von besonderem Interesse waren. Hierzu zählten die Ufa, die Deutsche Lufthansa, BMW und Daimler-Benz und einige mehr. Als DVP-Abgeordneter im Reichstag hatte Stauß schon vor 1933 Kontakt zur NSDAP-Spitze gesucht und unter anderem 1931 einen ersten Kontakt Hitlers mit dem amerikanischen Botschafter in seinem Haus ermöglicht. Stauß blieb auch nach 1933 als einer von zwei DVP-Abgeordneten im Reichstag und hatte so Zugang zu einer Reihe von NS-Persönlichkeiten. Er trat jedoch bis zu seinem Tod 1942 der NSDAP nicht bei.

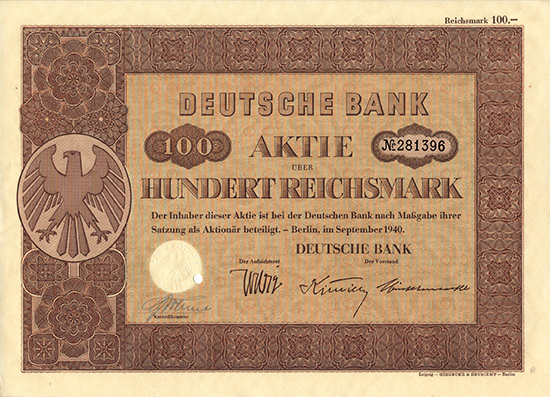
Aktie der Deutsche Bank von 1940

Während der Zeit des Nationalsozialismus war die Deutsche Bank im Rahmen der Arisierung an der für die Verkäufer überwiegend verlustreichen Übertragung von Anteilen an Unternehmen jüdischer Bürger beteiligt, wie bei der Aronwerke Elektrizitäts-AG in Berlin, beim Ullstein Verlag oder bei Salamander, Kornwestheim. Der Vorstand der Deutschen Bank empfahl bei der Arisierung Zurückhaltung. Im Interesse der Erhaltung des Auslandkredits solle die Bank sich in diesem Zusammenhang nicht herausstellen. Die Beteiligung an der Arisierung von mehr als 363 Unternehmen (Stand November 1938) (z. B. Bankhaus Mendelssohn, Bondi & Maron) erfolgte insbesondere durch gewährte Kredite, aber auch durch eigenen Erwerb und gewinnbringenden Weiterverkauf, wie bei der Hubertus AG des Petschek-Konzerns oder der Adler & Oppenheimer AG. Insgesamt war die Vermittlung von zu verkaufenden Vermögenswerten ein gewinnträchtiges Provisionsgeschäft und half so der nationalsozialistischen Diktatur bei der Umsetzung ihrer rassistischen Ziele. Andererseits half die Deutsche Bank in einigen Fällen den jüdischen Vorbesitzern, wenigstens einen Teil ihres Vermögens zu bewahren, was von diesen auch nach dem Krieg zum Teil ausdrücklich gewürdigt wurde.
Die Deutsche Bank hatte in der Weltwirtschaftskrise eine wichtige Funktion in der Verwaltung der deutschen Auslandsschulden übernommen. Um weitere Devisenabflüsse zu vermeiden, war es mit ausländischen Gläubigern unter Beteiligung der deutschen Golddiskontbank zu einem Stillhalteabkommen (Deutsches Kreditabkommen) gekommen. Gustaf Schlieper, im Vorstand der DeDiBank für das Auslandsgeschäft zuständig, leitete das deutsche Schuldenkomitee, das jährlich über den Fortbestand dieses Abkommens verhandelte. Nach Schliepers Tod 1937 teilte Hjalmar Schacht der Bank mit, dass er diese Aufgabe an Hermann J. Abs vom Bankhaus Delbrück Schickler & Co. übertragen werde. Die Bank bemühte sich daraufhin um Abs und konnte ihn ab Januar 1938 als Vorstand – wie Schlieper zuständig für das Auslandsgeschäft – gewinnen. Somit blieb die Betreuung der Auslandsschulden im eigenen Hause und es war bei der ersten Ernennung eines Vorstandes ab 1933 wieder die Wahl auf ein Nicht-Parteimitglied gefallen.

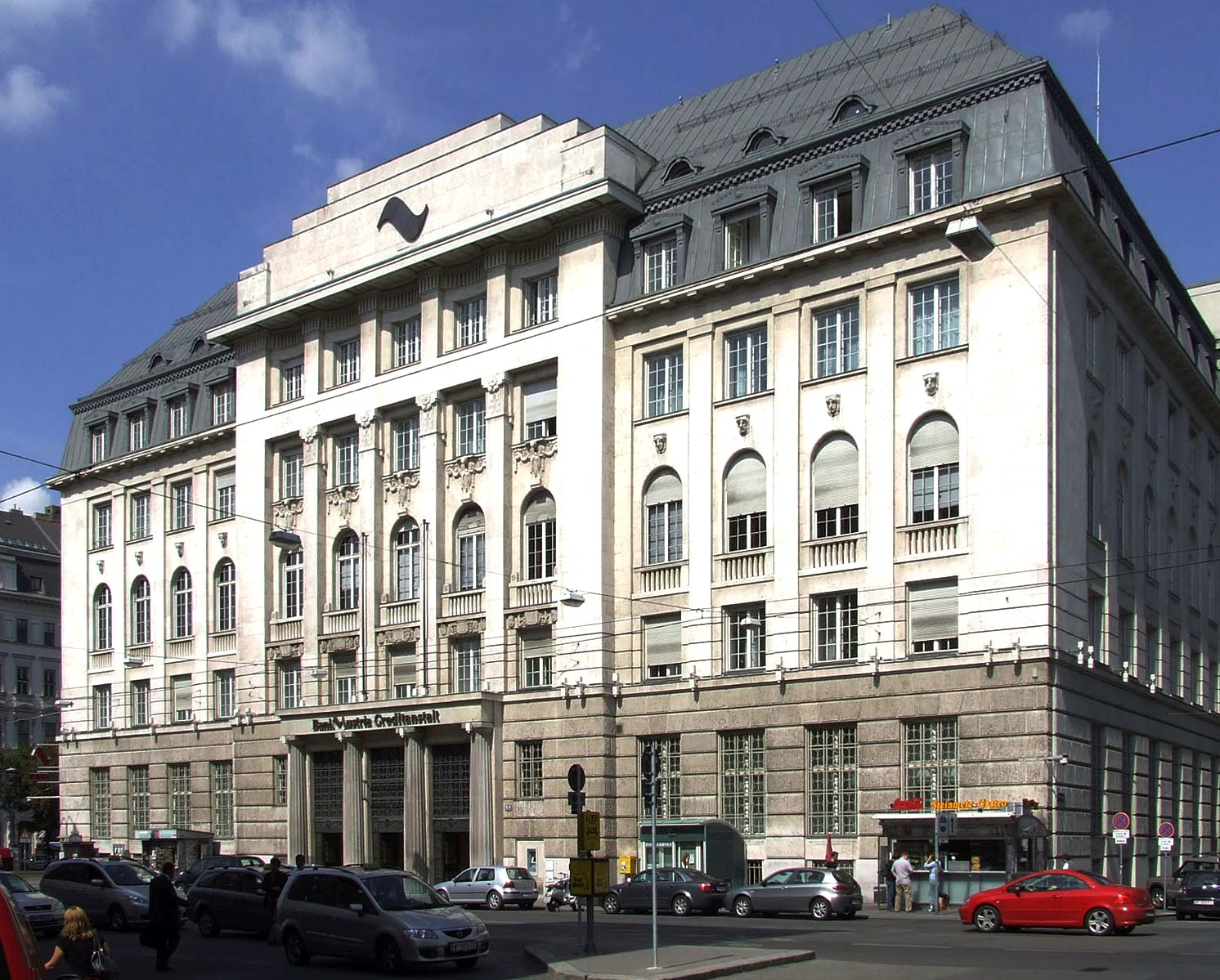
Ehemalige Zentrale der Creditanstalt-Bankverein

Infolge der Besetzung Europas durch das nationalsozialistische Regime expandierte auch die Deutsche Bank. Sie übernahm u. a. 1938 zuerst im Sudetenland und später auch in Böhmen und Mähren die Böhmische Union Bank sowie nach dem Anschluss Österreichs bis 1942 mehrheitlich die Creditanstalt-Bankverein in Wien. Insbesondere die späteren Geschäfte der Böhmischen Union-Bank waren geprägt durch den Kauf arisierter (also letztendlich enteigneter) Unternehmungen in Osteuropa und den Verkauf vor allem an die Reichswerke Hermann Göring oder an das Wirtschaftsimperium der SS. Auch die Deutsche Bank verdiente zumindest indirekt am Handel mit dem Gold ermordeter Juden sowie an der Finanzierung von Unternehmen, die in Auschwitz auf der Baustelle Buna-Werke der I.G. Farben oder für die dortige SS tätig waren. Nach dem Historiker Manfred Pohl dokumentierten Aktenfunde der Deutschen Bank in Hannover eine „Mitschuld [sc. der DB] an den Leichen des NS-Terrors.“ Die Deutsche Bank habe demnach „mit Krediten für Bauunternehmen an Auschwitz mitgebaut.“

### Geplante Zerschlagung nach dem Zweiten Weltkrieg
Nach dem Zweiten Weltkrieg erwogen die US-Amerikaner, die Vorstandsmitglieder der Deutschen Bank und der anderen Großbanken in Nürnberg als Kriegsverbrecher anzuklagen, was jedoch nicht geschah, da sie nicht mit einer Verurteilung rechneten. Im Hinblick auf die Verstrickungen der drei deutschen Großbanken, zu denen auch die Dresdner Bank und die Commerzbank zählten, in die Nazi-Verbrechen empfahl die US-amerikanische Militärregierung OMGUS noch vor den Nürnberger Urteilssprüchen die Zerschlagung dieses Bankengeflechts. In der Sowjetischen Besatzungszone wurden alle Großbanken enteignet, die Zentrale in Ost-Berlin musste unverzüglich ihre Geschäftstätigkeit einstellen. In den Westzonen erfolgte insbesondere auf Initiative der USA eine weitestgehende Dezentralisierung. Hintergrund hierfür war zum einen das vom New Deal geprägte Misstrauen der amerikanischen Verwaltung gegen eine Machtagglomeration des Big Business, zum anderen die Beteiligung der Großunternehmen an den Verbrechen des Nationalsozialismus.
Dadurch war die Deutsche Bank ab dem 1. April 1948 mit zehn kleineren Regionalbanken tätig.
- Die Bayerische Creditbank mit Sitz in München
- Die Disconto Bank mit Sitz in Bremen
- Die Hessische Bank mit Sitz in Frankfurt am Main
- Die Südwestbank mit Sitz in Stuttgart/Mannheim
- Die Norddeutsche Bank mit Sitz in Hamburg
- Die Nordwestbank mit Sitz in Hannover
- Die Rheinisch-Westfälische Bank AG mit Sitz in Düsseldorf
- Die Oberrheinische Bank mit Sitz in Freiburg im Breisgau
- Die Rheinische Kreditbank mit Sitz in Ludwigshafen am Rhein
- Die Württembergische Vereinsbank mit Sitz in Reutlingen

### Rezentralisierung 1952–1957

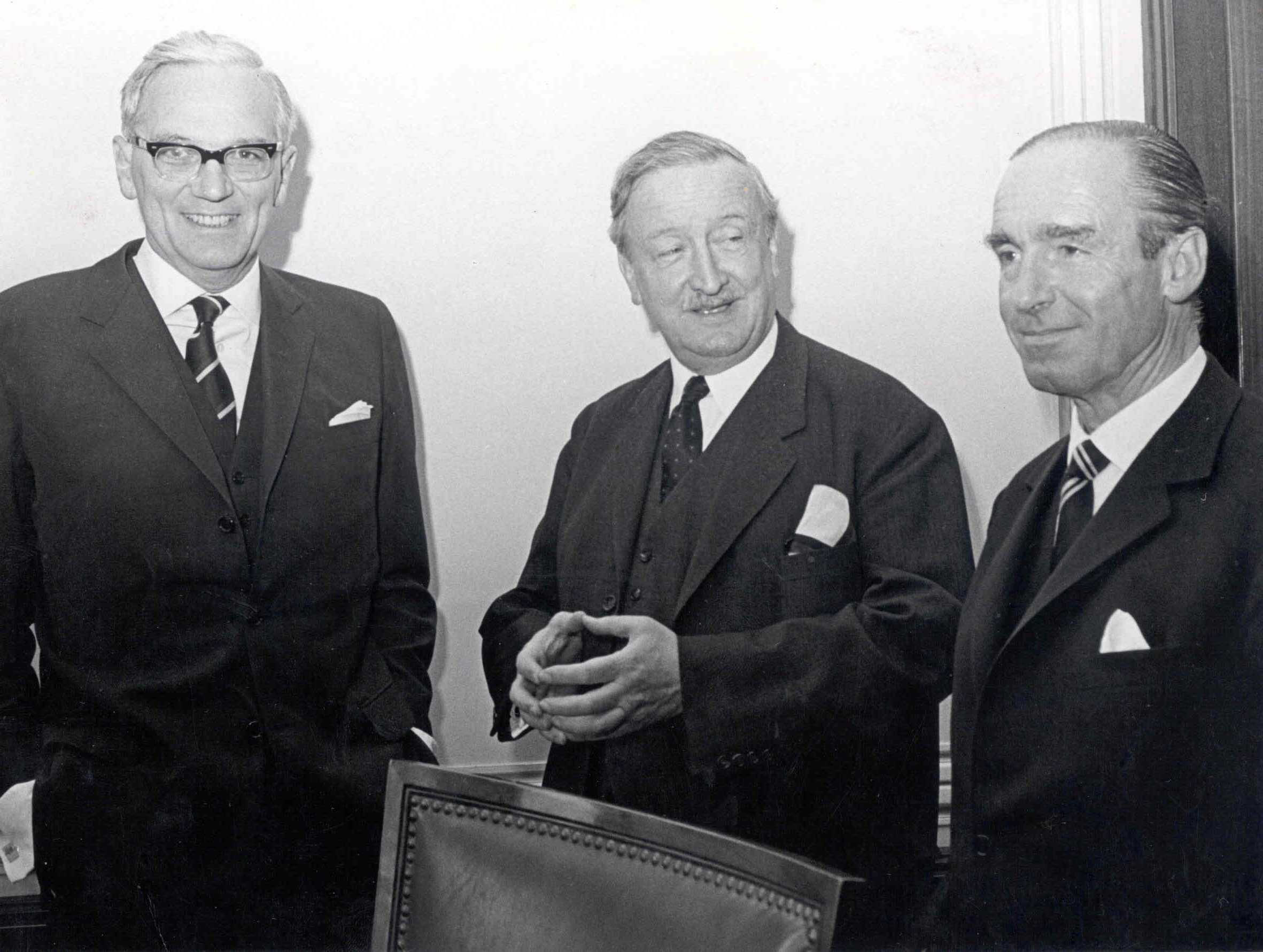
Hermann Josef Abs mit seinen Sprechernachfolgern Karl Klasen (l.) und Franz Heinrich Ulrich (r.) am 12. April 1967

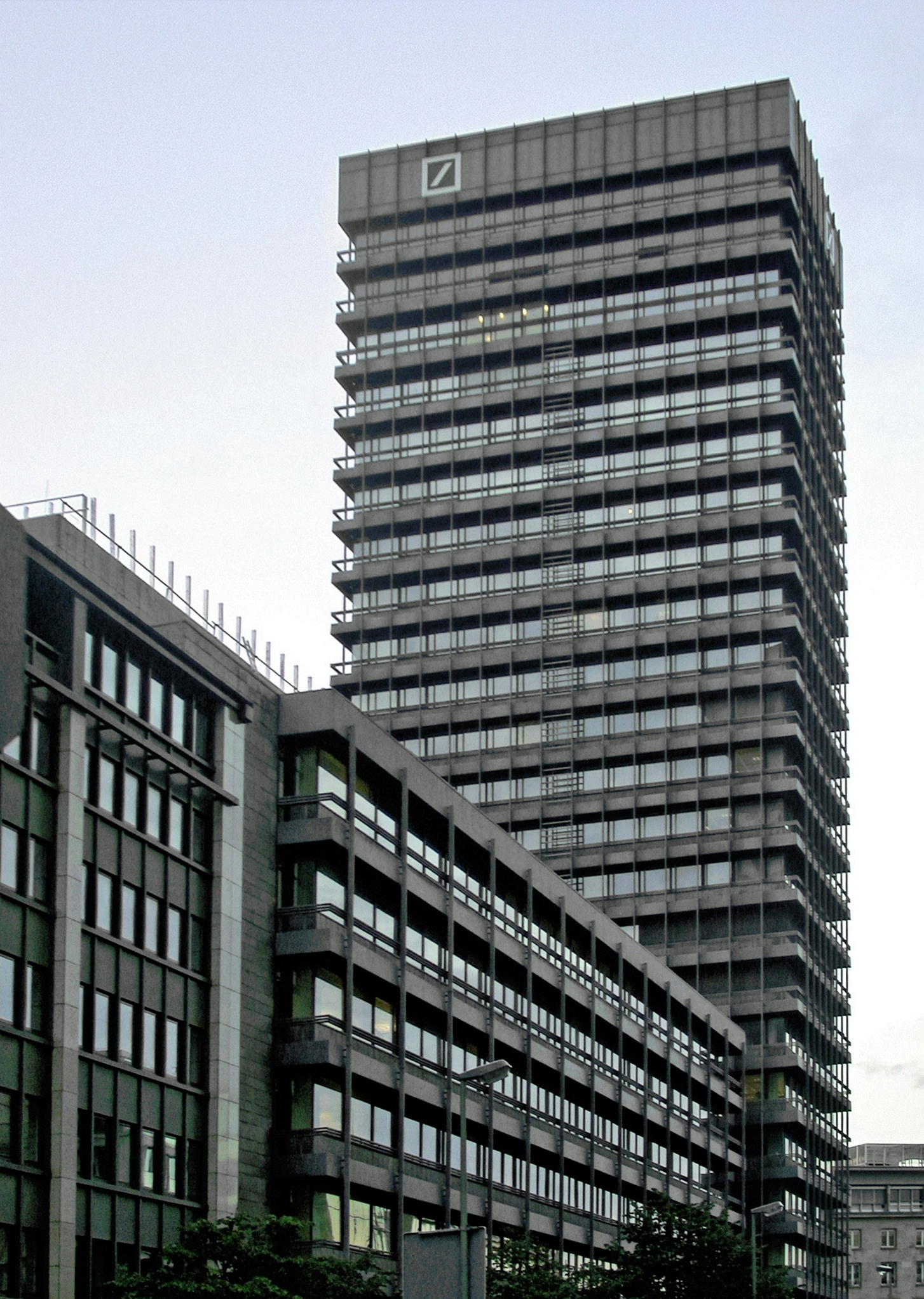
Erstes Hochhaus der Deutschen Bank von 1971 in der Großen Gallusstraße in Frankfurt am Main

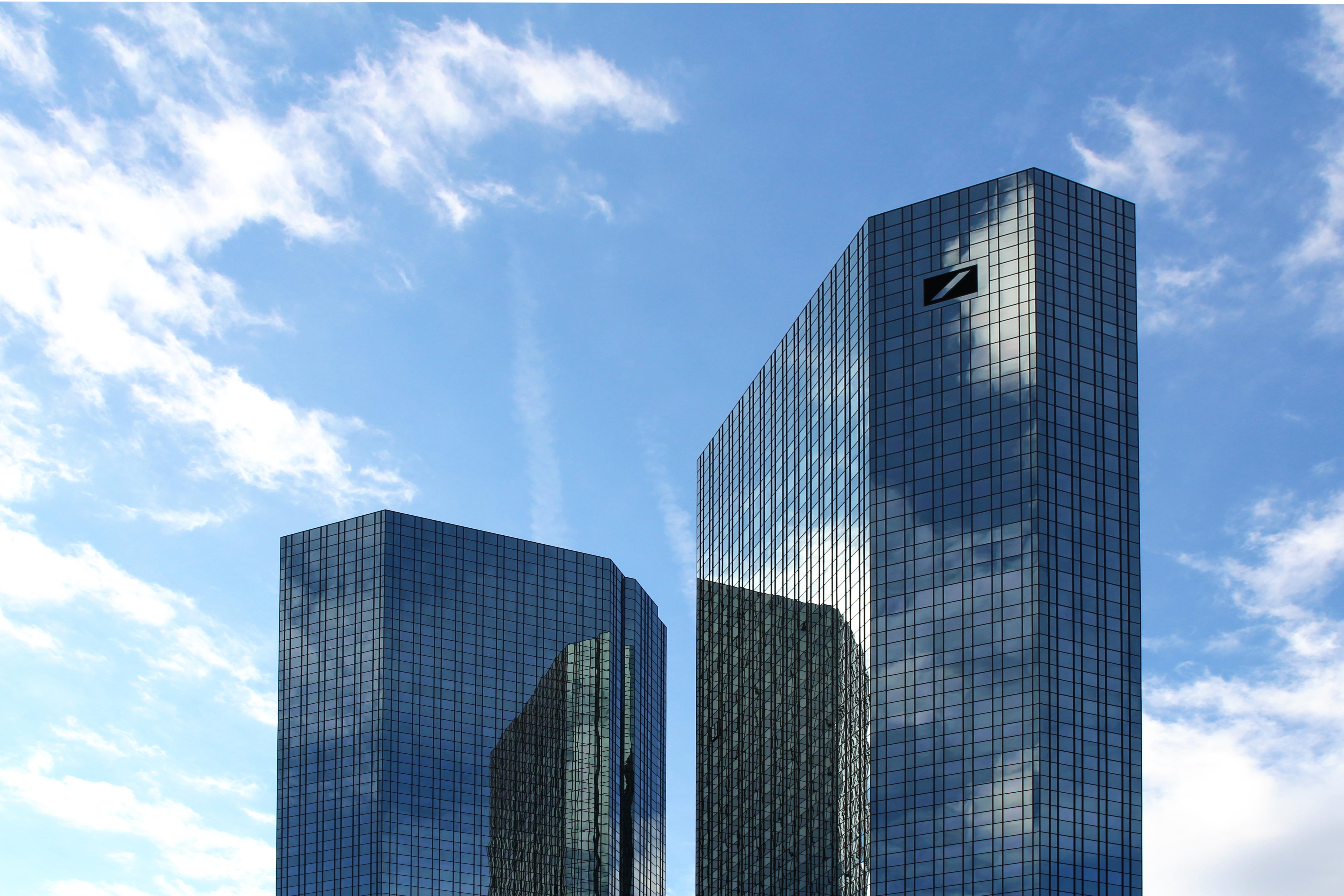
Die Stahl-/Glastürme der heutigen Zentrale in Frankfurt

Angesichts der Auseinandersetzung mit der Sowjetunion, die aus Sicht der Westmächte eine Stärkung der marktwirtschaftlichen Ausrichtung, wirtschaftlichen Leistungsfähigkeit und Selbstständigkeit der Bundesrepublik Deutschland geboten sein ließ, nahm der Druck auf die ehemaligen Großbanken und ihr altes Personal spätestens ab 1948 ab. Nach und nach rückte daher das alte Führungspersonal der Großbanken wieder in wesentliche Positionen der deutschen Finanzwelt, darunter Karl Blessing, Otto Schniewind und trotz anfänglichen amerikanischen Widerstands auch Hermann Josef Abs. Diese argumentierten zunehmend, dass eine Wiederzusammenführung der Banken für eine Stärkung der deutschen Wirtschaftskraft unabdingbar sei. Da die Vorbehalte der Alliierten nicht vollständig ausgeräumt werden konnten, argumentierten die Vertreter der Banken aus taktischen Gründen lediglich für eine teilweise Zusammenführung der Nachfolgeinstitute der ehemaligen Großbanken. Im Zuge des Koreakriegs und der Einführung der D-Mark waren diese Bemühungen erfolgreich.
Das allgemein Großbankengesetz genannte Gesetz über den Niederlassungsbereich von Kreditinstituten vom 29. März 1952 bildete die Grundlage, dass die deutschen Großbanken in jeweils drei Nachfolgeinstitute ausgegründet wurden. Aus den zehn Regionalbanken der Deutschen Bank wurden dabei gemäß außerordentlicher Hauptversammlung vom 25. September 1952 die drei Nachfolgebanken:
- Norddeutsche Bank AG mit Sitz in Hamburg,
- Süddeutsche Bank AG mit Sitz in München,
- Rheinisch-Westfälische Bank AG mit Sitz in Düsseldorf, ab April 1956 Deutsche Bank AG West

Bei der Ausgründung der drei Institute aus der Altbank erhielt jeder Alt-Aktionär Aktien aller Nachfolgeinstitute. Pro Alt-Aktie im Nennwert von 1.000 Reichsmark waren dies Namensaktien im Gesamtwert von 625 DM im Verhältnis 20 % NDB, 40 % SDB und 40 % RWB. Zur Abdeckung der enteigneten Vermögenswerte in den ehemaligen Ostgebieten erhielten die Aktionäre ferner neue Aktien der Altbank (Restquoten). Damit bestand neben den obigen Instituten und später neben der Deutsche Bank AG die Deutsche Bank mit Sitz Berlin fort. Die Altbank kam ohne Nennung der Rechtsform aus, da ihre Gründung vor der Einführung des Aktiengesetzes lag. Diesen Zustand änderte der Gesetzgeber 1980, wonach sich die Gesellschaft in Aktiengesellschaft Deutsche Bank umbenannte.
Nachdem 1952 das Luxemburger Abkommen und 1953 unter wesentlicher Beteiligung von Abs das Londoner Schuldenabkommen abgeschlossen worden waren, stieg die Kreditwürdigkeit Deutschlands. Der gleichzeitig einsetzende Exportboom machte eine Stärkung der deutschen Exportfinanzierung notwendig. Nachdem die Bundesrepublik 1955 weitere Souveränitätsrechte erhalten hatte, war die weitere Konzentration des Bankwesens nur noch eine Frage der Zeit. Mit einem erneuten Gesetz über den Niederlassungsbereich von Kreditinstituten vom 24. Dezember 1956 wurde die rechtliche Möglichkeit zur endgültigen Zusammenführung der Nachfolgeinstitute geschaffen.
Schon im September 1955 schlossen die Teilinstitute rückwirkend zum 1. Januar einen Vertrag über Gewinn- und Verlustausgleich, „um die finanzielle Kraft jedes der drei Nachfolgeinstitute durch Ausgleich der Gewinne und etwaiger Verluste zu stärken und ihre Aktionäre vor wirtschaftlichen Nachteilen aus der Aufteilung der Deutschen Bank zu schützen“. Im selben Jahr traten die Banken erstmals als Deutsche Bank Gruppe auf, ferner änderte die Rheinisch-Westfälische Bank im April 1956 ihren Namen in Deutsche Bank AG West. Ende April 1957 fassten die Hauptversammlungen der drei Nachfolgeinstitute der Deutschen Bank die entsprechenden Beschlüsse, so dass am 2. Mai 1957 rückwirkend zum 1. Januar 1957 die (neue) Deutsche Bank AG mit Sitz in Frankfurt am Main gegründet wurde. In West-Berlin firmierte die Bank zunächst unter dem Namen ‚Berliner Diskonto-Bank AG‘, später unter Deutsche Bank Berlin AG. Der Vorstandssprecher war Hermann Abs, der bereits ab 1938 im Vorstand der alten Deutschen Bank tätig war.
Wegen Vermögenslosigkeit wurde die Altbank 1983 im Handelsregister gelöscht und der Handel mit den Restquoten eingestellt. Die Hoffnung auf Rückübertragung des zwischen 1945 und 1949 enteigneten Altvermögens erfüllte sich nach der Wiedervereinigung nicht, da dies laut Zwei-plus-Vier-Vertrag ausgeschlossen war. Mit der Wiedervereinigung wurde 1990 das Filialnetz der Staatsbank der DDR übernommen. 1993 erreichte das Filialnetz der Deutschen Bank seine größte Dichte. Seitdem wurde die Anzahl der Filialen in Deutschland nach und nach reduziert.

### Aufbau eines breiten Publikumsgeschäfts
Für die Anlage von Sparguthaben hatte die Deutsche Bank bereits im Gründungsjahr 1870 geworben. Diese „Depositen“ betrachtete man als günstige Refinanzierung und eröffnete in der Folge eine Reihe von „Depositenkassen“, wie man die Zweigstellen ursprünglich nannte. Das modernere Retailgeschäft mit Standardprodukten betreibt die Bank erst seit Ende der 1950er-Jahre. Ein standardisiertes Produkt im Mengengeschäft wurde erstmals am 2. Mai 1959 mit dem Persönlichen Klein-Kredit (PKK), einem Darlehen für jedermann bis zu 2000 DM, angeboten. Es folgten das Persönliche Anschaffungs-Darlehen (PAD) 1962 und das Persönliche Hypotheken-Darlehen (PHD) im Jahr 1968. Eine parallele Entwicklung auf der Anlagenseite entstand durch das Fondsgeschäft der 1956 gegründeten Deutschen Gesellschaft für Wertpapiersparen (DWS).

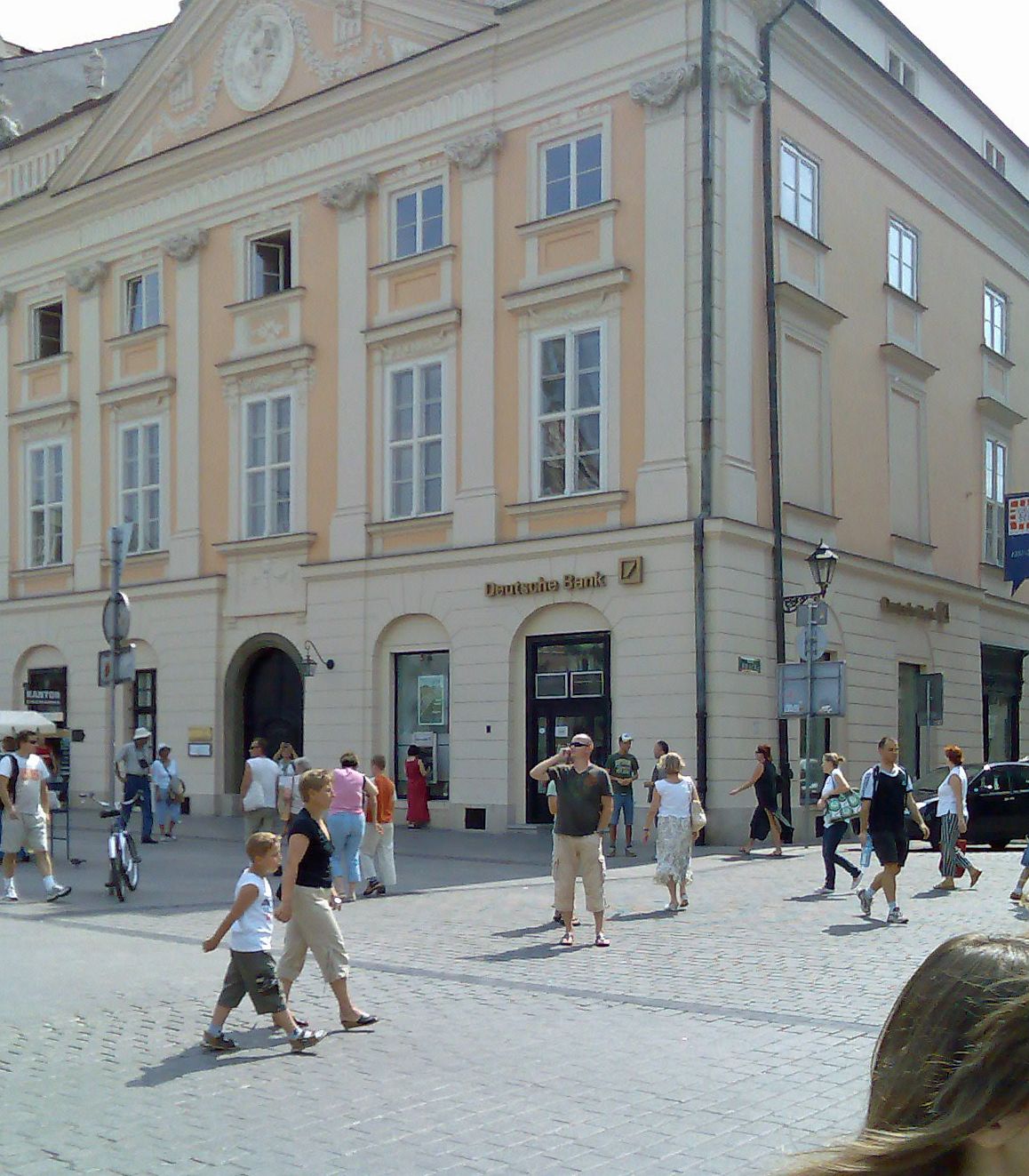
Deutsche Bank in Krakau

Die Einbeziehung des Consumer Bankings in das traditionelle Geschäft bedeutete neue Formen der Werbung, der Kontenverwaltung und einen Ausbau der Bank in der Fläche. Bei Einstieg in den Massenmarkt hatte die Deutsche Bank 250.000 Privatkunden und 364 örtliche Niederlassungen. 1999 verkündete Herbert Walter den Plan, die Anzahl der Bankkunden bis 2003 von 7 auf 10 Millionen zu steigern, ein Jahr später strebte die Bank eine Fusion mit der Dresdner Bank an, zu der es nicht kam.
Im Jahr 2008 war die Zahl der Kunden im Private Banking auf knapp 10 Millionen gestiegen. Die Anzahl der Zweigstellen und Filialen hatte nach Eingliederung des ostdeutschen Marktes mit über 2000 im Inland ihren höchsten Stand. Sie sank in der Folge deutlich und lag 2008 bei knapp 1.000. Diese Entwicklung wurde durch die Einführung der EDV stark gefördert. Im Jahr 1955 wurde in der Filiale Wuppertal zum ersten Mal die Lochkartentechnik eingesetzt. Begünstigt wurde das Wachstum im Konsumentengeschäft durch die zunehmende Anzahl der Firmen, die Löhne und Gehälter nicht mehr bar, sondern durch Überweisung auf Gehaltskonten auszahlten.
Durch Akquisitionen hat die Deutsche Bank das breite Filialgeschäft auch in einigen europäischen Märkten, so in Italien, Spanien und Portugal, Polen und Belgien ausgebaut. Zum modernen Publikumsgeschäft wurden im Laufe der Zeit die angebotenen Leistungen immer mehr erweitert. Sie reichen vom Bausparen über das Versicherungsgeschäft, Kreditkarten bis hin zum Electronic Banking.
Im Rahmen der Währungsunion durch die Wiedervereinigung Deutschlands wurde der größte Teil des Passivgeschäfts von der Deutschen Kreditbank (insbesondere das Firmen- und Privatkundengeschäft) sowie zahlreiche Filialgebäude bzw. -standorte anteilig mit der Dresdner Bank übernommen. Diese Bereiche firmierten bis Mitte 1993 unter Dresdner Bank Kreditbank AG und bis zum Jahr 1994 unter Deutsche Bank Kreditbank AG.
Mitte bzw. Ende der 1990er-Jahre wurde das Breitengeschäft mit den Privatkunden von der Bank ausgegliedert. Dieses wurde über die Bank 24 AG in die Nachfolgerin Deutsche Bank 24 transformiert, welche heute unter der Bezeichnung DB Privat- und Firmenkundenbank AG firmiert. Der Bereich hatte ein eigenes Logo, die Kunden dieses Bereichs bekamen neue Bankleitzahlen zugewiesen, welche statt bisher mit einer -10 nun mit einer -24 endeten.
Das Investmentbanking, die Firmenkunden und die vermögenden Privatkunden (Private Banking) und sehr vermögenden Kunden (Private Wealth Management) verblieb in der AG. Eingebracht wurde auch die bisherige Privatbank Grunelius, die fortan als Deutsche Bank TrustAG firmierte.
Die äußerliche Trennung des Massengeschäfts wurde 2005 revidiert, die Zuordnung der Kunden über die Bankleitzahl blieb jedoch erhalten.
2006 erweiterte die Deutsche Bank ihr Privatkundengeschäft in Deutschland, indem sie im Juni 2006 die Berliner Bank und im August 2006 die norisbank erwarb. Im selben Jahr begann sie damit, unter dem Label Bankamız bundesweit Bankdienstleistungen in türkischer Sprache anzubieten. Am 21. Dezember 2018 begann die Deutsche Bank mit der Ausstrahlung eines TV-Werbespots zur Bewerbung von Apple Pay.

### Vernetzung mit der Industrie

#### Kapitalverflechtungen
Das Geschäft der Deutschen Bank war von Anbeginn mit Großunternehmen der Industrie verbunden. Georg von Siemens hatte vor seiner Tätigkeit für die Bank bereits für seinen Vetter Werner von Siemens gearbeitet und die Errichtung einer Telegrafenleitung nach Teheran realisiert. Neben der Außenhandelsfinanzierung gehörte die Emission von Aktien und Anleihen nicht nur für den Staat und kommunale Zwecke, sondern vor allem auch für Industrieunternehmen zum Kerngeschäft. Schon früh war die Deutsche Bank Hausbank bei den späteren Industriegiganten Bayer und BASF und hat deren Wachstum begleitet. Zu den unternehmerischen Höhepunkten der Anfangszeit gehörte die Abwicklung von Großgeschäften im internationalen Eisenbahnbau. Die engen Kontakte zu Philipp Holzmann entstanden in dieser Zeit, und der Aufstieg von Mannesmann wäre ohne den Einsatz und das Durchhaltevermögen beider Siemens-Vettern gescheitert. Georg von Siemens baute auch früh – zum Ärger seines Vetters – enge Beziehungen zu Emil Rathenau auf und finanzierte die Entwicklung der AEG und engagierte sich im Kraftwerksbau. Die erste Industrieanleihe von Krupp hat die Deutsche Bank ebenso begeben wie die erste Anleihe von Siemens.
Herausragende Einzelvorgänge im Industriegeschäft der 1920er-Jahre waren die Gründung der Ufa, der Zusammenschluss von Daimler und Benz oder die Gründung der Lufthansa durch den Zusammenschluss von Aero Lloyd und Junkers. Diese industriepolitischen Projekte wurden durch Georg von Stauß vorangetrieben. Andere wichtige Geschäfte waren die Abwicklung von Stinnes sowie die Fusionen in der Stahlbranche zu den Vereinigten Stahlwerken und in der Chemie zur I.G. Farben.
Im Bergbau und in der Stahlindustrie war die Deutsche Bank schwächer vertreten. Die Nummer eins in diesem Geschäft war der bedeutendste Wettbewerber, die Disconto-Gesellschaft. Der Zusammenschluss von 1929 verstärkte die Industriedominanz. Bei Stollwerck engagierte sich das Institut 1923, als die Familie eine für die Expansion notwendige Kapitalerhöhung nicht aufbringen konnte. (Verkauf der Schachtel 1972 an den Unternehmer Hans Imhoff.) Im Zuge der Wirtschaftskrise nach 1929 half die Deutsche Bank Anfang der dreißiger Jahre den krisengeschüttelten Unternehmen Didier-Werke, Karstadt und Girmes. Bei der Fusion von Krauss und Maffei schoss das Kreditinstitut Kapital ein (1955 an die damalige Flick-Tochter Buderus verkauft) und bei Lanz wurden Forderungen in Beteiligungskapital umgewandelt.
Der Ausbau des Industrieportfolios wurde nach dem Zweiten Weltkrieg weiter vorangetrieben. Auf die Höhe der Beteiligungen hatte das deutsche Steuerrecht erheblichen Einfluss. Besaß ein Aktionär eine „Schachtel“ von mindestens 25 %, blieben die vereinnahmten Dividenden steuerfrei (Schachtelprivileg). Alternative Anlagen mussten etwa das Doppelte einbringen, um gleichermaßen attraktiv zu sein. Entsprechend war es sinnvoll, kleinere Beteiligungen abzustoßen und andere Pakete aufzustocken. Ein anderer Weg zur Nutzung des Schachtelprivilegs waren Vorschaltgesellschaften. Ein typischer Fall war die Metallgesellschaft. Um eine Dominanz des Konkurrenten Dresdner Bank zu verhindern, gründete die Deutsche Bank mit Siemens und der Allianz die Allgemeine Verwaltungsgesellschaft für Industriebeteiligungen und hielt auf diesem Wege einen Anteil von 28 %. Durchgerechnet besaß das Kreditinstitut 10,9 %. Den Gegenpol bildete die von der Dresdner Bank angeführte Gesellschaft für Metallwerte.
Schon in den 1960er-Jahren war Kritik an den großen Beteiligungsportfeuilles der Banken und der damit verbundenen Bankenmacht laut geworden. Die Bank hatte stets betont, dass die Beteiligungen keinesfalls aus dem Motiv der Macht entstanden seien. Vielmehr stünden dahinter sehr verschiedene geschäftliche Vorgänge und Ertragsgesichtspunkte. Ab Anfang der 1970er-Jahre begann die Deutsche Bank systematisch eine Vielzahl von Beteiligungen, die unter Anlageaspekten eine geringere Bedeutung hatten, zu veräußern:
- 1973 46,5 % Stollwerck, 25,1 % Augsburger Kammgarn Spinnerei
- 1974 25 % Hoffmann’s Stärkefabriken, über 25 % Maschinenfabrik Moenus
- 1975 31,6 % Schuhfabrik Manz
- 1976 knapp 50 % Bayerische Elektrizitätswerke
- 1978 11,6 % Continental, 10,7 % Phoenix (Restbesitz 10 %)
- 1983 48 % Pittler
- 1986/88 26,9 % Hapag-Lloyd (Restbesitz 12,5 %)
- 1989 36,5 % Bergmann-Elektrizitätswerke, 25 % Hutschenreuther, 15,5 % Didier-Werke

Weitere Beteiligungen mit einem strategischen Wert oder bei denen aufgrund eines niedrigen Buchwertes ein Verkauf hohe Steuerzahlungen zur Folge hätte, bleiben weiterhin im Portfolio.
|                                           | Aktien- kapital (in Mio. DM) | Davon % Deutsche Bank | Kurs am 30. Juni 1989 | Börsenwert in Mio. DM |
| Direktbeteiligungen                       | Direktbeteiligungen          | Direktbeteiligungen   | Direktbeteiligungen   | Direktbeteiligungen   |
| ----------------------------------------- | ---------------------------- | --------------------- | --------------------- | --------------------- |
| Daimler-Benz AG                           | 2.117,90                     | 28,24                 | 694,50                | 8.307,54              |
| Deutsche Beteiligungs AG                  | 30,00                        | 46,30                 | 173,00                | 48,06                 |
| Philipp Holzmann AG                       | 112,50                       | 30,00                 | 985,00                | 664,88                |
| Karstadt AG                               | 360,00                       | 25,00                 | 588,00                | 1.004,40              |
| Süddeutsche Zucker AG                     | 120,58                       | 23,05                 | 461,50                | 256,59                |
| Beteiligungen über Zwischengesellschaften |                              |                       |                       |                       |
| Metallgesellschaft AG                     | 320,00                       | 10,90                 | 462,00                | 322,29                |
| Horten                                    | 250,00                       | 18,80                 | 271,00                | 254,74                |
| VEW                                       | 1.000,00                     | 6,30                  | 199,00                | 250,74                |
| Hutschenreuther                           | 21,33                        | 37,50                 | 483,00                | 77,27                 |
| Didier-Werke AG                           | 92,40                        | 15,50                 | 273,50                | 78,34                 |

Neben diesen im Geschäftsbericht namentlich genannten Beteiligungen besaß die Bank 1989 weitere Industriebeteiligungen mit einem Anteil über 10 %, die jedoch nicht ausdrücklich genannt wurden. Hierzu gehören Phoenix, Linde, Krauss-Maffei und insbesondere die Allianz und die Münchener Rück. Ab Mitte der 1990er begann die Bank mit einem systematischen Abbau der Beteiligungen.
| Unternehmen                            | Jahr             | 1995   | 1996   | 1997   | 1998   | 1999   | 2000   | 2001   | 2002  | 2003  | 2004  | 2005  | 2006  | 2007  | 2008  |
| -------------------------------------- | ---------------- | ------ | ------ | ------ | ------ | ------ | ------ | ------ | ----- | ----- | ----- | ----- | ----- | ----- | ----- |
| Aachener und Münchener Beteiligungs AG | Anteil %         | 5,0    | 5,0    |        |        |        |        |        |       |       |       |       |       |       |       |
| Aachener und Münchener Beteiligungs AG | Marktwert (Mio.) | 130    | 138    |        |        |        |        |        |       |       |       |       |       |       |       |
| Allianz                                | Anteil %         | 10,0   | 10,0   | 10,0   | 9,3    | 7,0    | 4,2    | 4,0    | 3,2   | 2,5   | 2,5   | 2,4   | 2,2   | 1,7   |       |
| Allianz                                | Marktwert (Mio.) | 3.262  | 3.253  | 5.342  | 7.102  | 5.675  | 3.897  | 2.806  | 753   | 965   | 935   | 1.234 | 1.494 | 1.154 |       |
| Continental                            | Anteil %         | 10,1   | 10,2   | 8,4    | 8,4    | 7,9    | 7,8    | 8,2    |       |       |       |       |       |       |       |
| Continental                            | Marktwert (Mio.) | 100    | 137    | 199    | 228    | 197    | 175    | 162    |       |       |       |       |       |       |       |
| Daimler-Benz, DaimlerChrysler          | Anteil %         | 24,4   | 22,6   | 21,8   | 12,0   | 11,9   | 12,1   | 12,1   | 11,8  | 11,8  | 10,4  | 4,4   | 4,4   | 4,4   | 2,7   |
| Daimler-Benz, DaimlerChrysler          | Marktwert (Mio.) | 4.634  | 6.252  | 7.236  | 10.089 | 9.219  | 5.312  | 5.861  | 3.403 | 4.445 | 3.706 | 1.930 | 2.103 | 2.967 | 692   |
| Hapag-Lloyd                            | Anteil %         | 10,0   | 10,0   | 10,0   |        |        |        |        |       |       |       |       |       |       |       |
| Hapag-Lloyd                            | Marktwert (Mio.) | 134    | 103    | 130    |        |        |        |        |       |       |       |       |       |       |       |
| Heidelberger Zement                    | Anteil %         | 10,1   | 10,1   | 10,1   | 10,1   | 8,7    | 9,2    | 8,9    | 8,5   |       |       |       |       |       |       |
| Heidelberger Zement                    | Marktwert (Mio.) | 197    | 270    | 308    | 322    | 404    | 267    | 287    | 189   |       |       |       |       |       |       |
| Philipp Holzmann                       | Anteil %         | 25,8   | 25,8   | 25,0   | 20,9   | 15,1   | 19,6   |        |       |       |       |       |       |       |       |
| Philipp Holzmann                       | Marktwert (Mio.) | 304    | 212    | 260    | 159    | 30     | 33     |        |       |       |       |       |       |       |       |
| Karstadt                               | Anteil %         | 10,0   | 10,0   |        |        |        |        |        |       |       |       |       |       |       |       |
| Karstadt                               | Marktwert (Mio.) | 253    | 220    |        |        |        |        |        |       |       |       |       |       |       |       |
| Klöckner-Humboldt-Deutz, Deutz         | Anteil %         | 45,0   | 44,7   | 38,2   | 25,8   | 26,8   | 25,4   | ??     | ??    | 10,5  | 4,5   |       |       |       |       |
| Klöckner-Humboldt-Deutz, Deutz         | Marktwert (Mio.) | 119    | 100    | 155    | 123    | 100    | 43     | ??     | ??    | 31    | 12    |       |       |       |       |
| Linde                                  | Anteil %         | 10,1   | 10,1   | 10,1   | 10,1   | 10,0   | 10,1   | 10,1   | 10,0  | 10,0  | 10,0  | 10,0  | 7,8   | 5,2   | 2,4   |
| Linde                                  | Marktwert (Mio.) | 368    | 404    | 472    | 437    | 655    | 613    | 552    | 401   | 509   | 544   | 785   | 983   | 789   | 250   |
| Metallgesellschaft                     | Anteil %         | 16,6   | 16,5   | 13,0   | 13,0   | 9,3    | 9,3    | 9,1    |       |       |       |       |       |       |       |
| Metallgesellschaft                     | Marktwert (Mio.) | 361    | 356    | 293    | 245    | 345    | 212    | 166    |       |       |       |       |       |       |       |
| Münchener Rück                         | Anteil %         | 10,0   | 10,0   | 10,0   | 10,0   | 9,6    | 9,7    | 7,2    |       |       |       |       |       |       |       |
| Münchener Rück                         | Marktwert (Mio.) | 1.294  | 1.560  | 2.856  | 3.637  | 4.342  | 6.521  | 3.889  |       |       |       |       |       |       |       |
| Nürnberger Beteiligungs-AG             | Anteil %         | 25,9   | 26,0   | 26,0   | 26,3   | 26,4   | 26,4   |        |       |       |       |       |       |       |       |
| Nürnberger Beteiligungs-AG             | Marktwert (Mio.) | 178    | 182    | 289    | 327    | 300    | 304    |        |       |       |       |       |       |       |       |
| Südzucker                              | Anteil %         | 12,8   | 11,0   | 10,1   | 10,1   | 10,1   | 11,4   | 11,3   | ??    | 4,8   | 4,8   |       |       |       |       |
| Südzucker                              | Marktwert (Mio.) | 227    | 215    | 226    | 202    | 192    | 199    | 313    | ??    | 126   | 128   |       |       |       |       |
| VEW                                    | Anteil %         | 6,3    | 6,3    | 6,3    | 6,3    | 6,2    |        |        |       |       |       |       |       |       |       |
| VEW                                    | Marktwert (Mio.) | 338    | 321    | 372    | 324    | 318    |        |        |       |       |       |       |       |       |       |
| Sonstige                               | Marktwert (Mio.) | 171    | 118    | 171    | 158    | 218    | 267    | ??     | ??    | 303   | 305   | 195   | 394   | 170   | 130   |
| Gesamt                                 | Marktwert (Mio.) | 12.073 | 13.842 | 18.310 | 23.350 | 21.955 | 17.933 | 14.036 | 4.746 | 6.379 | 5.630 | 4.144 | 4.974 | 5.080 | 1.072 |

Das Jahr des Verkaufs der aufgeführten Beteiligungen ist jeweils das erste Jahr, in dem in der vorstehenden Tabelle kein Wert mehr ausgewiesen wird. Die in der Tabelle unter „Sonstige“ ausgewiesenen Marktwerte enthalten eine Reihe weiterer bekannter Industrieadressen, deren Anteile die Deutsche Bank schrittweise abgegeben hat. Hierzu zählen BHS tabletop AG (nach 2001), Fuchs Petrolub AG (1999), Hutschenreuther (1998), Leifheit (1998), LEONI (nach 2000), Motor-Columbus (nach 2000), Phoenix (nach 2000), Salamander (1997), Verseidag (1998), Vossloh (nach 2000), WMF (nach 2000). Im Frühjahr 2009 wurden mit den verbliebenen Anteilen an Daimler-Benz und Linde auch die letzten der Beteiligungen aus dieser Liste veräußert.

#### Daimler-Benz und Flick
Die Verbindung der Deutschen Bank zu Daimler-Benz reicht bis in die 1920er Jahre zurück. Die Kapazitäten der Automobilproduktion waren in der Zeit nach dem Ersten Weltkrieg zu groß. Zugleich drängten amerikanische Modelle auf den Markt, nachdem in den USA Rationalisierungen in den Fertigungen schon wesentlich weiter vorangeschritten waren. Über die Rheinische Kreditbank bei Benz und die Württembergische Vereinsbank bei Daimler hatte die Deutsche Bank bei beiden Unternehmen ein hohes Kreditengagement. Zuständig im Vorstand der Bank war Stauß, der auch in beiden Unternehmen sowie nach der von ihm betriebenen Fusion 1926 den Aufsichtsratsvorsitz innehatte. Die ursprüngliche Idee war es, einen deutschen Automobiltrust zu bilden. Diese Versuche scheiterten sowohl bei Opel als auch bei BMW, obwohl Stauß hier ebenfalls Aufsichtsratsvorsitzender war. Andere mögliche Fusionskandidaten waren in der Auto Union AG aufgegangen.
Nach großen Schwierigkeiten in der Wirtschaftskrise prosperierte der Autobauer in der NS-Zeit durch Rüstungsaufträge, nicht zuletzt weil sich Stauß hierfür einerseits bei der NSDAP-Führung verwendete und die entsprechenden Finanzierungen andererseits zum Teil gegen interne Widerstände durchsetzte.
In den frühen 1950er-Jahren versuchte Friedrich Flick, der nach dem Krieg seine Beteiligungen an der Harpener Bergbau-AG und der Essener Steinkohle AG zwangsweise hatte verkaufen müssen, verdeckt eine Mehrheit an Daimler-Benz zu erwerben. Durch die Kursentwicklung misstrauisch geworden, kaufte die Deutsche Bank ihrerseits in erheblichem Umfang Anteile zu. Weil Flick sein Ziel nicht erreichen konnte, verhandelte er 1954 mit der Deutschen Bank, um wenigstens eine Schachtel zu realisieren. Hierzu verpflichtete er sich schriftlich gegenüber Abs, auf eine Mehrheit und den Aufsichtsratsvorsitz zu verzichten sowie im Falle einer Veräußerung die Deutsche Bank einzuschalten. Parallel hatte auch die Familie Quandt einen nennenswerten Anteil zusammengekauft, der 1956 auf 12,75 % angestiegen war. Zur Nutzung des Schachtelprivilegs brachte Flick einen Teil seiner mittlerweile fast 40 % in eine eigens gebildete Vorschaltgesellschaft ein. Auf diesem Weg hatte Daimler-Benz über lange Jahre drei große Aktionäre mit jeweils mehr als 25 % und die Deutsche Bank den Aufsichtsratsvorsitz.
Mithilfe der Dresdner Bank verkauften die Quandts schließlich ihr Paket von nun 14 % im Jahr 1974 an das Scheichtum Kuwait. Flick drohte seinerseits 1975 der Deutschen Bank, sein Paket von 39 % an den Iran zu verkaufen. Die Bank konnte ihn überreden, einen Anteil von 10 % zu halten, rund 4 % wurden direkt im Markt veräußert und für die übrigen Anteile von 25,23 % bildete man als Vorschaltgesellschaft die Mercedes-Automobil Holding AG, an der wiederum mehrere Vorschaltgesellschaften beteiligt waren. Auf diese Weise konnte die Bank das Paket im Wert von 1,8 Milliarden DM gestückelt an eine Gruppe von institutionellen Investoren platzieren. Die Konstruktion einschließlich der steuerfreien Übertragung des Veräußerungsgewinns bei Flick nach § 6b EStG hatte man sich ausdrücklich durch das Finanzministerium (Staatssekretär Rainer Offergeld) genehmigen lassen. Die Konstruktion wurde 1993 aufgelöst, indem die Mercedes-Holding auf die Daimler-Benz AG verschmolzen wurde.
Zehn Jahre später, 1985, schaltete Friedrich Karl Flick die Bank ein, um seine Industriebeteiligungsgesellschaft aufzulösen und im Markt zu platzieren. Hierzu gehörte auch das restliche Paket der Daimler-Benz-Aktien.

#### Das Netzwerk der Aufsichtsräte
Neben Kapitalbeteiligungen ist für die Deutsche Bank (wie auch für andere Banken) das persönliche Beziehungsgeflecht wichtig, das sich aus Mandaten in Aufsichtsräten und Beiräten ergibt. Kurt Fiebig (1908–1988), ein bekannter berufsmäßiger Opponent auf Hauptversammlungen in Deutschland, stellte hierzu einmal fest:

„In jeder Hauptversammlung trifft man auf die gleichen Gesichter, von denen man weiß, dass sie sich gegenseitig zu Amt und Würden verhelfen.“

Hermann Josef Abs hatte in der Spitze über dreißig solcher Posten, Franz Heinrich Ulrich (1910–1987) hatte 1965 bei fremden Unternehmen 19 Mandate inne; Karl Klasen hatte bis zu 23 Mandate gleichzeitig inne. (siehe auch Rheinischer Kapitalismus – eher die Banken (weniger die Börsen) bestimmten das Finanzgeschehen) Repräsentanten der Deutsche Bank hatten häufiger als andere den Aufsichtsratsvorsitz inne.
Um den Einfluss einzelner zu beschränken, wurde in der Aktienrechtsreform von 1965 die Anzahl der externen Mandate auf zehn begrenzt und bei Konzernunternehmen durften nicht mehr als fünf solcher Posten hinzukommen. Darüber hinaus war es nicht mehr erlaubt, dass Vorstände in dem Aufsichtsrat eines Unternehmens sitzen durften, das seinerseits einen Aufsichtsrat im eigenen Unternehmen stellte (Überkreuzkontrolle). Für die Deutsche Bank war diese Umstellung nicht unproblematisch. Man gab die Aufsichtsräte nicht auf, sondern verteilte sie breiter und bezog stärker Direktoren (insbesondere aus den Filialleitungen) mit ein. Ob die gesetzliche Neuregelung erfolgreich war, war bzw. ist für den Externen schwer zu beurteilen. Neben etwa 150 Sitzen in wichtigen Beiräten wie zum Beispiel bei Bosch hielt die Deutsche Bank 1989 rund 400 Mandate in den Aufsichtsräten deutscher Aktiengesellschaften, circa 160 mehr als 1976. Das Überkreuzproblem entstand insbesondere im Aufsichtsrat der Bank selbst. Auch hier gab die Bank nicht die eigenen Mandate auf, sondern bildete für Vorstände der Unternehmen, in denen sie selbst im Aufsichtsrat saß, den „Beraterkreis der Gesamtbank“ mit 15 bis 20 prominenten Managern, zu denen etwa Carl Horst Hahn gehörte. Dieser Kreis hatte zudem den Vorteil, dass offener gesprochen werden konnte als im Aufsichtsrat, wo die Arbeitnehmer mit vertreten waren.
Viele grundlegende Geschäftsbeziehungen der Deutschen Bank beruhten auf persönlichen Beziehungen. Zu nennen sind etwa Philipp Fürchtegott Reemtsma, dessen Testamentsvollstreckung die Bank ab 1959 übernahm, und Peter Klöckner. Beide saßen schon vor dem Zweiten Weltkrieg im Aufsichtsrat. Klöckners Schwiegersohn Günther Henle hielt an dieser Bindung fest. Bei Helmut Horten und Heinz Nixdorf half die Bank beim Aufbau ihres Geschäftes ebenso wie bei dessen Verwertung. Von besonderer Bedeutung für die Bank wurde Hans Lutz Merkle, dessen enge Bindung an die Bank stark durch Abs gefördert wurde und der als einer der wenigen Externen den Vorsitz im Aufsichtsrat der Bank innehatte. Diese Verbindung wurde von Marcus Bierich nahtlos fortgeführt. Viele Beziehungen eröffnete Günter Vogelsang, der auf Drängen der Bank zu Krupp kam und das Unternehmen erfolgreich sanierte. Eine ähnliche Funktion hatte der ehemalige AEG Finanzvorstand Johannes Semler (1923–2018), der die Interessen der Deutschen Bank bei Zeiss, als Vorstand der Mercedes-Automobil-Holding sowie als Aufsichtsrat bei Daimler-Benz und bei der Axel Springer AG vertrat.

### Internationalisierung
Die Deutsche Bank ist seit ihrer Gründung (1870) international tätig, z. B. im Rahmen der Außenhandelsfinanzierung für Kunden. Das bedeutet bzw. impliziert nicht, dass sie an internationalen Standorten ein eigenständiges Geschäft mit den jeweils nationalen Kunden betreibt.
Vor dem Ersten Weltkrieg – das British Empire war damals die führende Weltmacht, London damals größte Stadt der Welt und so etwas wie die „Welthauptstadt der Wirtschaft“ – hatte die Filiale in London eine große Bedeutung. Nach Kriegsausbruch wurde die Filiale zwangsweise geschlossen und abgewickelt; die Deutsche Bank hatte in der Folge am wichtigen Finanzplatz London nur eine Repräsentanz. Erst 1976 gründete sie wieder eine erste Auslandsfiliale (erneut in London).
Ähnlich ging es der Bank im überseeischen Geschäft: die Deutsche Überseeische Bank (DUB) als Tochter der Deutschen Bank verlor zweimal infolge der Weltkriege ihre Basis in Lateinamerika und musste jeweils neu starten. In Asien war vor dem Ersten Weltkrieg die Deutsch-Asiatische Bank (DAB) mit eigenen Filialen für ein Konsortium von sieben Banken tätig, von denen die Deutsche Bank die führende Rolle hatte. Auch die DAB verlor ihr Geschäft nach dem Ersten Weltkrieg und hatte zwischen den Weltkriegen keine größere Bedeutung.

Mitarbeiterentwicklung Deutsche Bank Konzern

Die zunehmende Internationalisierung der Deutschen Bank nach dem Zweiten Weltkrieg kann man in drei sich überlappende und ergänzende Phasen einteilen:
- In den 1960er-Jahren bis Mitte der 1970er-Jahre setzte die Bank vorwiegend auf Kooperation mit Korrespondenzbanken. Wenn man vor Ort war, arbeitete man mit Repräsentanzen.
- Ab Mitte der 1970er-Jahre begannen ein systematischer Ausbau eines Filialnetzes und die Gründung von Tochtergesellschaften im Ausland.
- Ab Mitte der 1980er-Jahre kam es zu internationalen Akquisitionen und damit zu einem Erwerb nennenswerter Marktanteile in Märkten bzw. Geschäftsfeldern.

#### Weltweites Netz von Partnerbanken
1963 sagte Hermann J. Abs auf dem X. Bankiertag:

„Bewährte Partnerschaften sind ein tragfähiges Fundament für eine auf allen Arbeitsgebieten der Banken wachsende Zusammenarbeit. Für eine übernationale Ausweitung der Filialnetze der Banken sind weder volkswirtschaftliche Bedürfnisse zu erkennen, noch wäre sie privatwirtschaftlich sinnvoll.“

Gemäß dieser Sichtweise beteiligte sich die Deutsche Bank an einem „Europäischen Beratungsausschuss“ (EBIC) befreundeter Banken. Mitglieder waren die Société Générale Belgique, ABN und die Midland Bank. Im Laufe der Zeit kamen Banca Commerciale Italiana, Creditanstalt-Bankverein und die französische Société Générale hinzu. 1967 wurde die Banque BEC (Banque Europeénne de Credit à Moyen Term) in Brüssel, ein Institut für länderübergreifende mittelfristige Kreditgeschäfte, gegründet. 
Der nächste Schritt war eine gemeinsame Konsortialbank in den USA. Hierbei griff man auf die Belgian American Banking Corporation und die Belgian American Trust Company zurück, an der sich die EBIC-Partner beteiligten. Im Namen der Gesellschaften wurde lediglich „Belgian“ durch „European“ ersetzt. Die Partner richteten in diesen Instituten eigene Abteilungen zur Betreuung ihrer jeweiligen Kundschaften ein. Die European American Banks waren zugleich als Vehikel für das steuerbegünstigte „Offshore-Geschäft“ auf den Bahamas und Bermudas („Steueroasen“). 1972 entstanden Filialen in Los Angeles und San Francisco. Der Einstieg ins Privatkundengeschäft gelang 1974 mit der Übernahme der Franklin National Bank, die aufgrund von riskanten Devisengeschäften insolvent geworden war.
Für das Merchant Geschäft (internationale Finanzierungen und Emissionen sowie Consulting) wurde des Weiteren 1973 die European Banking Company (EBC) in London ins Leben gerufen, die 1982 auch die BEC aufnahm.
In Asien griff die EBIC auf Strukturen der Deutschen Bank zurück. Diese hatte über die Deutsch-Asiatische Bank, Hamburg, bei der sie größter Gesellschafter war, nach dem Zusammenschluss der Regionalinstitute in Deutschland begonnen, wieder Auslandsfilialen aufzubauen. Nach dem Start in Hongkong (1958) folgten Karachi (1962), Kuala Lumpur (1968) und Jakarta (1969). Nach Übernahme der Anteile von den bisherigen Partnerbanken (die Filiale Singapur verblieb bei der Dresdner Bank) wurde 1972 die Euras-Bank (Europäisch-Asiatische Bank) gebildet. Das Filialnetz wurde in der Folge stark ausgebaut. Ähnliche Aktivitäten gab es im arabischen Raum, in Kanada und in Australien.

#### Internationales Filialnetz
Die EBIC-Organisation hatte eine breite internationale Präsenz aufgebaut; trotzdem betrieben einzelne ihrer Mutterinstitute (auch die Deutsche Bank) eigene Aktivitäten.

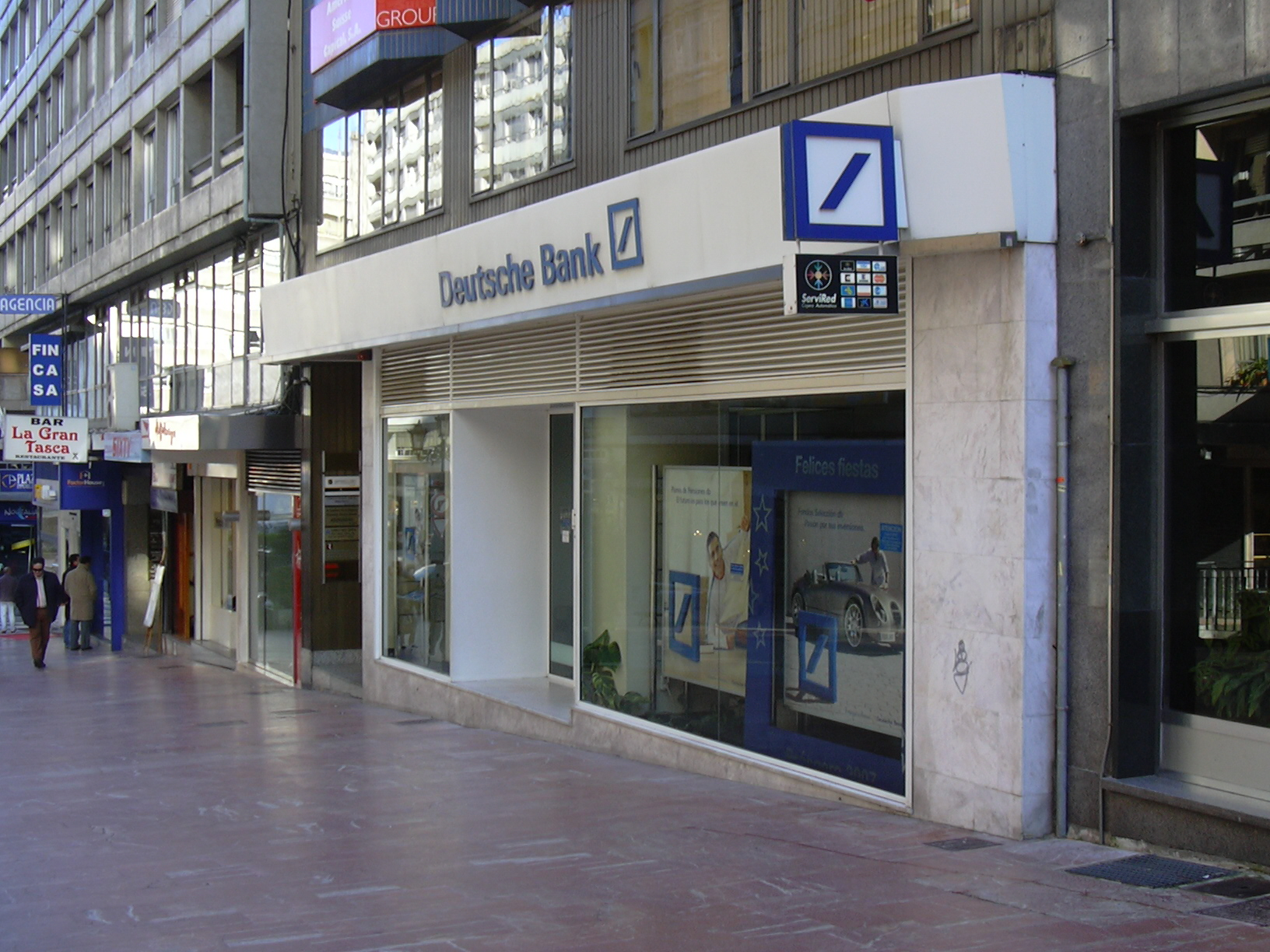
Deutsche Bank in Oviedo

Erster Schritt war die Gründung einer Tochtergesellschaft in Luxemburg (1970), deren Hauptaufgabe die Syndizierung internationaler Kredite war, die sich also vorwiegend über andere Kreditinstitute refinanziert. Bankmäßig bedeutsam war die Umwandlung der Repräsentanz in London im Jahr 1973. London war die erste direkte Auslandsfiliale der Deutschen Bank nach dem Zweiten Weltkrieg. In den Jahren 1976 bis 1978 wurde die DUB in die Bank integriert. Tokio wurde auf diesem Weg die zweite Auslandsfiliale. Es kamen hinzu Buenos Aires, São Paulo und Asunción (letztere 1989 verkauft). Das deutlichste Zeichen einer Abwendung von der EBIC-Konzeption ist die Gründung der Filiale in New York im Jahr 1978. In Singapur wurde die Deutsche Bank mit der Deutsche Bank (Asia Credit) ab 1978 parallel zur Euras-Bank tätig. Ähnlich geschah es mit der Deutschen Bank (Canada) in Toronto ab 1981 und der Deutschen Bank Australia 1986. In der Schweiz wurde man mit der Deutschen Bank (Suisse) S.A. in Genf in der Vermögensverwaltung aktiv.
Vor dem Hintergrund dieser Aktivitäten kam es konsequenterweise bis 1988 zur Auflösung der EBIC-Beziehungen. Die Deutsche Bank gab ihre Anteile an den amerikanischen, australischen und Londoner Aktivitäten ab; die Institute in Asien (Euras-Bank) und Kanada übernahm sie und integrierte sie in die eigene Organisation. Bei der Beurteilung der Bankgeschichte ist umstritten, ob das EBIC-Konzept ein Irrweg war oder ein notwendiger Anstoß für eine konsequente Internationalisierung.

#### Akquisitionen im Ausland
Im Jahr 1986 äußerte das Vorstandsmitglied Jürgen Krumnow (Controlling):

„Europa soll für uns eines Tages zu dem werden, was heute die Bundesrepublik ist: nämlich unser Heimatmarkt.“

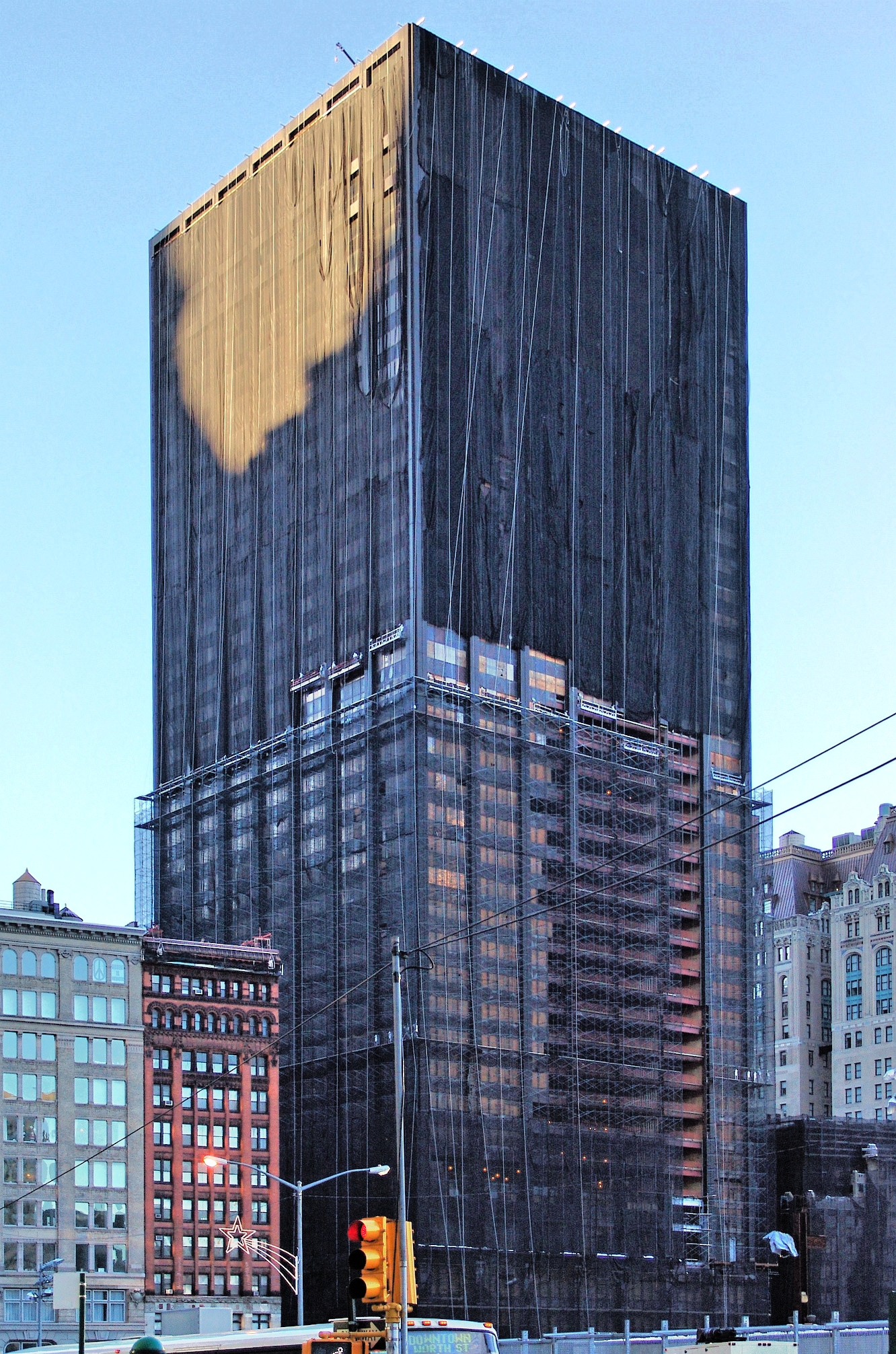
Das Deutsche Bank Building in New York (2005), das wegen der Schäden nach dem Einsturz des World Trade Centers am 11. September abgerissen werden musste.

Da die europäischen Märkte in der Fläche bereits besetzt waren, war der einzige wirtschaftliche Weg, Marktanteile im Privatkundengeschäft in anderen Ländern zu erwerben, die Akquisition bestehender Banken. Ein erster Schritt auf dem Weg dieser neu formulierten Strategie war die Übernahme der Banca d’America e d’Italia in Mailand von der Bank of America im Jahr 1986. Damit war die Deutsche Bank zum ersten Mal in einem europäischen Land in der Fläche präsent. Diese Akquisition wurde 1993 ergänzt durch den Erwerb der Mehrheit an der Banca Popolare di Lecco, einer Regionalbank.
In den Niederlanden wurde 1988 die Bank H. Albert Bary, Amsterdam, mit der eine traditionelle Verbindung bestand, von der ABN Amro im Zuge der Aufspaltung der EBIC übernommen. Ebenfalls 1988 erwarb man 50 Prozent an der australischen Investmentbank Bain & Co. 1988 erfolgte auch die Aufstockung der Anteile an der MDM Sociedade Investimento, einer Investmentbank in Lissabon. Im selben Jahr wurde auch der Wertpapier-Broker McLean McCarthy in Kanada erworben. Die Präsenz in Österreich wurde durch die Übernahme der Privatbank Antoni, Hacker & Co hergestellt.
Nach schrittweisen Anteilszukäufen konnte die Deutsche Bank 1989 trotz ablehnender Haltung der Zentralbank die Mehrheit am Banco Comercial Transátlántico erwerben. Ähnlich wie in Italien erfolgte eine Ergänzung durch den Zukauf des Banco de Madrid im Jahr 1993. In den USA waren die Aktivitäten durch internes Wachstum so weit angewachsen, dass man 1989 ein gesondertes Gebäude nahe der Wall Street beziehen konnte, das in Deutsche Bank Building umbenannt wurde.
1989 betrug die Bilanzsumme rund 202 Milliarden US-Dollar und es erfolgte im gleichen Jahr die Übernahme der britischen Investmentbank Morgan Grenfell in London. Die 1990er wurden geprägt von Bankgründungen und Übernahmen in Ost- und Südeuropa. 1998 wurde zum Preis von 16,5 Milliarden DM die US-amerikanische Investmentbank Bankers Trust in New York City übernommen. Mit über 12.000 Mitarbeitern in den USA verfügt die Bank hierdurch über ein wesentliches Standbein im internationalen Investment Banking. Allerdings hatte diese Fusion wenig Auswirkungen auf die europäischen Märkte. Im Laufe der Zeit wurde Bankers Trust vollständig in eine gemeinsame Organisation integriert und übernahm auch in den USA den Namen ‚Deutsche Bank‘.

### Rolle in der Finanzkrise ab 2007 und Anklage in den USA
Vor der Finanzkrise ab 2007 gelang es der Deutschen Bank, einen Teil der gefährdeten Subprime-Anleihen an die später gerettete IKB Deutsche Industriebank zu veräußern und damit die Schäden für sich erheblich zu verringern. Im März 2009 profitierte die Deutsche Bank von Staatshilfen der US-Regierung an den angeschlagenen Versicherer AIG, aus denen dieser 11,8 Milliarden Dollar (9,1 Milliarden Euro) Verbindlichkeiten an die Deutsche Bank begleichen konnte. Über die staatliche Rettung der Bankenholding Hypo Real Estate vor der Insolvenz konnten nach der Einschätzung von 2008 weitere 1,8 Mrd. Verbindlichkeiten an die Deutsche Bank abgesichert werden.
Ein Untersuchungsausschuss des US-Senats zur Finanzkrise beurteilte in seinem im April 2011 veröffentlichten Abschlussbericht die Deutsche Bank neben den Ratingagenturen und Goldman Sachs als führend verantwortlich für die Krise. Der Vorsitzende Carl Levin äußerte, „dass die Institutionen Kunden und Öffentlichkeit bewusst getäuscht haben und dabei von ehrerbietigen Regulierern und Ratingagenturen unterstützt wurden“. Die Untersuchungsergebnisse wurden den Ermittlungsbehörden übergeben.
Am 4. Mai 2011 begann in New York ein Prozess gegen die Deutsche Bank und deren Tochter MortgageIT, die die Bank 2007 erst kurz vor der Finanzkrise erworben hatte. Die Anklage lautete auf betrügerische Erschleichung staatlicher Garantieleistungen. Das Verfahren wurde ein Jahr später gegen eine Vergleichszahlung von 202 Mio. Dollar eingestellt.
Am 16. September 2016 wurde bekannt, dass das US-Justizministerium eine Strafzahlung in Höhe von 14 Milliarden Dollar (12,5 Milliarden Euro) von der Deutschen Bank wegen ihrer Hypothekengeschäfte fordert. Diese Summe übersteigt die Möglichkeiten der Deutschen Bank. Sowohl die Deutsche Bank als auch die Bundesregierung dementierten ein Hilfeersuchen des Bankenvorstands in diesem Zusammenhang.
Das US-Justizministerium bestätigte am 17. Januar 2017 einen bereits im Dezember 2016 von der Deutschen Bank angekündigten Vergleich über insgesamt 7,2 Milliarden Dollar (rund 6,7 Mrd. Euro). „Dieser Beschluss zieht die Deutsche Bank für illegales Gebaren und verantwortungslose Kreditvergabepraktiken zur Verantwortung, die Investoren und der US-Bevölkerung ernsthaften und dauerhaften Schaden zugefügt haben“, erklärte die US-Justizministerin Loretta Lynch. Gemäß diesem Vergleich werde die Deutsche Bank 3,1 Milliarden Dollar Bußgeld und 4,1 Milliarden Dollar als Wiedergutmachung für geschädigte Hausbesitzer, Kreditnehmer und Gemeinden bezahlen. Der Deutschen Bank wurde vorgeworfen, „mit windigen Hypothekendeals Anleger getäuscht und so zum Kollaps des US-Häusermarktes im Jahr 2008 und damit zur letzten großen Finanzkrise beigetragen zu haben“.

### Sonstige wichtige Ereignisse ab 2000

#### 2000 bis 2006
Im April 2000 scheiterte kurzfristig eine geplante Fusion der Deutschen Bank mit der Dresdner Bank. Seit 2001 wird die Aktie der Deutschen Bank auch an der New York Stock Exchange gehandelt. Im selben Jahr führte die Deutsche Bank ihr Hypothekenbankgeschäft mit dem der Dresdner Bank und der Commerzbank in der Eurohypo AG zusammen. Im Jahr 2005 hat die Deutsche Bank ihren Anteil an der gemeinsamen Gesellschaft an die Commerzbank verkauft.
Mit einem Marktanteil von rund 25 Prozent ist die zur Unternehmensgruppe gehörende DWS Investments die größte deutsche Fondsgruppe. Auch europaweit ist die DWS-Gruppe mit mehr als 150 Milliarden Euro verwaltetem Fondsvermögen eine der führenden Publikumsfondsgesellschaften und auch im islamischen Bankwesen spielt DWS inzwischen mit Partnern bei den „Global Playern“ mit. Hier unterhält die Deutsche Bank mit Dar al Istithmar in London eine „Globale Denkfabrik“ für die islamische Finanzindustrie.

#### 2007 bis 2011
Im Juli 2007 verkaufte die Deutsche Bank ihren Anteil von 13,2 Prozent an der Deutschen Beteiligungs AG. Im selben Monat erwarb sie Abbey Life von der fünftgrößten britischen Bank Lloyds TSB. Der Preis für das Versicherungsunternehmen lag bei 1,44 Mrd. Euro. Ein Jahr später, im Juli 2008, kaufte die Bank den wesentlichen Teil des niederländischen Mittelstandsgeschäfts der ABN Amro für 709 Millionen Euro. Zwei Monate später, im September 2008, wurde die Übernahme der Postbank angekündigt, womit die Bank einer Offerte der spanischen Großbank Santander zuvorkam. Der Kauf der Postbank wird mit mehr als 8 Mrd. Euro bewertet. Das positive Votum des Post-Aufsichtsrats wurde am 12. September bekanntgegeben. Im September führte die Deutsche Bank eine Kapitalerhöhung über 2,2 Mrd. Euro zur Finanzierung des Kaufes der Postbank-Aktien durch. Die endgültige Struktur des Geschäfts wurde Anfang Januar 2009 festgelegt. Danach stockte die Deutsche Bank ihren bisherigen Anteil an der Postbank von 2,1 % in einem ersten Schritt um 22,9 % auf, so dass sie eine Sperrminorität von 25 % plus eine Aktie erhielt. Mit einer Pflichtumtauschanleihe konnte nach Ablauf von drei Jahren der Anteil weiter erhöht werden. Darüber hinaus bestanden zwischen der Post und der Deutschen Bank Optionen über weitere 12,1 %, die nach Ablauf von 36 bis 48 Monaten ausgeübt werden konnten. Gemeinsam hatten Deutsche Bank und Postbank 24 Millionen Privat- und Geschäftskunden in Deutschland.
Im September 2010 hat die Deutsche Bank den Aktionären der Deutschen Postbank ein freiwilliges, öffentliches Übernahmeangebot gemacht. Im Zuge dieses Angebots wurden der Deutschen Bank rund 22 % der Postbank-Aktien angedient. Die Deutsche Bank hält nun die Mehrheit der Postbank-Aktien und konnte die Postbank damit konsolidieren.
Ende Oktober 2009 wurde die komplette Übernahme von Sal. Oppenheim durch die Deutsche Bank bekanntgegeben. Damit endete nach 220 Jahren der Familienbesitz von Sal. Oppenheim. Das Unternehmen galt 2008 noch als die größte unabhängige Privatbankgruppe Europas. Der Kaufpreis betrug eine Milliarde Euro. Sal. Oppenheim war durch die Finanzkrise und die Beteiligung an Arcandor in Schwierigkeiten geraten.
Im Dezember 2010 haben die US-amerikanischen Steuerbehörden und die Deutsche Bank ein jahrelanges Ermittlungsverfahren wegen Beihilfe zur Steuerhinterziehung beigelegt. Die Deutsche Bank zahlte 550 Millionen Dollar, im Gegenzug verzichteten die US-Behörden auf Strafverfolgung. Dem amerikanischen Fiskus seien durch die Transaktionen ein Schaden von mehreren Milliarden Dollar entstanden, erklärten das amerikanische Justizministerium und die Bundesanwaltschaft.
Im Juli 2011 gab die Deutsche Bank bekannt, dass der bisherige Leiter der Abteilung des Investmentbankings, Anshu Jain, und der Leiter der Deutschen Bank Deutschland, Jürgen Fitschen, gemeinsam ab Mai 2012 den Vorsitz des Vorstandes übernehmen und somit die Nachfolger von Josef Ackermann werden. Ackermann hatte ursprünglich an die Spitze des Aufsichtsrats wechseln und dort Clemens Börsig ablösen sollen; stattdessen übernahm Paul Achleitner, vordem Vorstandsmitglied der Allianz, 2012 den Vorsitz im Kontrollgremium.

#### 2012 bis 2019
Siehe: Verwicklung in Geldwäsche und Steuerhinterziehung
Im März 2012 wurde bekannt, dass die Bundesanstalt für Finanzdienstleistungsaufsicht (BaFin) den von Anshu Jain vorgeschlagenen Risikovorstand William Broeksmit abgelehnt hat. Broeksmit sollte eigentlich am 16. März vom Aufsichtsrat auf diesen Posten gewählt werden. Stattdessen wurde der Schotte Stuart Lewis neuer Risikovorstand.
Im Dezember 2013 sandte die amerikanische Notenbank Fed der Deutschen Bank einen Mängelbericht bezüglich der Finanzberichterstattung ihres Amerika-Geschäftes; dieses Schreiben gelangte Monate später an die Öffentlichkeit.
Im Zuge des Libor-Skandals verhängte die Generaldirektion Wettbewerb nach Ermittlungen eine 725-Millionen-Euro-Strafe gegen die Deutsche Bank.
Nach dem Wahlsieg Trumps 2016 beeilte sich die Deutsche Bank, einen 600-Mio.$-Kredit abzulösen, den sie der staatlichen russischen VTB gewährt hatte.
Ab 2017 wurde das Verhältnis zu US-Präsident Donald Trump von Politikern aus dem Finanzausschuss des US-Parlaments kritisch gesehen. Kredite der Deutschen Bank an Donald Trump sollen von der russischen Regierung garantiert worden sein. Bei der Deutschen Bank sollen zwei Kredite mit rund 340 Millionen Dollar von Donald Trump offen sein und es seien 950 Millionen Dollar für ein Projekt geflossen, an dem er 30 Prozent halte. Die Deutsche Bank wollte sich auf Nachfrage zu diesen Vorwürfen nicht äußern.
Am 29. April 2019 reichten US-Präsident Donald Trump und Mitglieder seiner Familie sowie The Trump Organization Unterlassungsklage gegen die Deutsche Bank und das amerikanische Finanzinstitut Capital One ein, um die Herausgabe ihrer Finanzdaten an Ausschüsse des US-Repräsentantenhauses, die entsprechende Subpoena erlassen hatten, zu verhindern.
Im Jahr 2017 fuhr die Bank einen Verlust von 0,7 Milliarden Euro ein, hervorgerufen durch einen einmaligen Steueraufwand von 1,4 Milliarden Euro aufgrund der amerikanischen Steuerreform. Die Bonuszahlungen, überwiegend für Investmentbanker, betrugen in dem Zeitraum ca. 1 Milliarde Euro. Im November 2017 wurde die Deutsche Bank in den Veröffentlichungen der Paradise Papers aufgelistet.
Im April 2019 wurden Gespräche über eine Fusion der Deutschen Bank und der Commerzbank abgebrochen, die im Vormonat aufgenommen worden waren. Bundesfinanzminister Olaf Scholz hatte sie befürwortet. Die Vorstandsvorsitzenden begründeten die Entscheidung mit Umsetzungsrisiken, Restrukturierungskosten und Kapitalanforderungen. Gewerkschaften und Arbeitnehmervertretungen lehnten einen Zusammenschluss der Banken ab, weil sie die Streichung Tausender Arbeitsplätze befürchteten.
Im Juli 2019 teilte das Unternehmen nach einer Aufsichtsratssitzung mit, dass es einen massiven Umbau der Gesellschaft vornehmen wird. Der Vorstandsvorsitzende Christian Sewing sagte hierzu: „Heute haben wir die umfassendste Transformation der Deutschen Bank seit Jahrzehnten vorgestellt.“ Die Maßnahmen beinhalten unter anderem den Aufbau einer Bad Bank, den Abbau von 18.000 Vollzeitstellen sowie die Einstellung des weltweiten Aktienhandels.
Die Deutsche Bank begann bereits einen Tag später den Beschluss umzusetzen: Im Londoner Büro wurde eine nicht näher bestimmte Anzahl an Mitarbeitern mit sofortiger Wirkung entlassen und aufgefordert, ihre privaten Gegenstände zu beräumen. Weitere unmittelbare Entlassungen wurden darüber hinaus auch in Hongkong und Sydney angeordnet.
Für die Geschäftsjahre 2009 bis 2014 wurde eine Dividende von 0,75 € gezahlt. Für 2015/16 zahlte die Deutsche Bank eine Dividende von 0,19 €, für die Geschäftsjahre 2017 und 2018 jeweils 0,11 € und für die nächsten zwei Jahre gar nichts. Für das Geschäftsjahr 2021 wurde am 24. Mai 2022 eine Dividende von 0,20 € bezahlt.

#### Seit 2020
Von 2015 an erwirtschaftete das Unternehmen schlechte Bilanzzahlen. Ursachen waren u. a. Umstrukturierungen und damit verbundenen Neuausrichtungen inklusive zu zahlenden Abfindungen, die Einstellung des Aktienhandels und der Verkauf von ganzen Sparten sowie das andauernde Zinstief. Als Reaktion beschloss die Unternehmensführung Anstrengungen, um von 2020 an einen positiven Gewinn vor Steuern zu erzielen. Auch dafür wurden die Umstrukturierungen fortgeführt und ein weiterer weltweiter Stellenabbau von rund 18.000 auf dann 74.000 Mitarbeiter angekündigt. Die Aufwendungen für die weitere Umorganisation waren im Jahr 2020 mit 17 Milliarden Euro geplant. Trotz der Negativabschlüsse erhielten die Mitglieder des Bankenvorstands jedoch Bonuszahlungen, sie verzichteten aber auf die individuelle erfolgsabhängige Vergütung, um einen Beitrag zur Sanierung zu leisten.
Den Einstieg der US-amerikanischen Investmentgesellschaft Capital Group mit 3,1 Prozent an der Deutschen Bank, der Anfang Februar 2020 bekannt wurde, nahmen die Finanzmärkte als positives Zeichen dafür wahr, dass die Deutsche Bank bei ihrer Restrukturierung Fortschritte mache.
Das Deutsche Bank Wealth Management übernahm in Deutschland exklusiv den Vertrieb eines europäischen langfristigen Investmentfonds für Infrastruktur von BlackRock. Der ELTIF (European Long Term Investment Fund) setzt auf langfristig als aussichtsreich bewertete Themen, wie zum Beispiel digitale Infrastruktur, intelligente Städte, globale Energiewende und Finanzierungslücken der öffentlichen Hand.
Am 24. Februar 2022 begann der Russische Überfall auf die Ukraine 2022. Die Deutsche Bank teilte am 11. März 2022 mit, sie sei dabei, ihr Geschäft in Russland herunterzufahren. Auch werde dort kein Neugeschäft mehr gemacht. Im Mai 2024 wurde bekannt, dass russische Behörden bis zu 238 Millionen Euro an Wertpapieren, Immobilien und Guthaben beschlagnahmt haben.
Auf der Hauptversammlung 2022 wurde Aufsichtsratsvorsitzender Paul Achleitner nach zehn Jahren Tätigkeit verabschiedet, sein Nachfolger ist Alexander Wynaendts.
Am 31. Mai 2022 durchsuchten Staatsanwaltschaft und Finanzaufsicht Räumlichkeiten der Deutschen Bank und ihrer Tochter DWS Group wegen des Verdachts des Kapitalanlagebetrugs. Auf der Hauptversammlung am 9. Juni 2022 legte Leiter Asoka Wöhrmann sein Amt nieder. Stefan Hoops vom Mutterkonzern Deutsche Bank wurde am 10. Juni 2022 neuer Vorsitzender der Geschäftsführung.
Am 24. März 2023 fielen die Aktien der Deutschen Bank um zwischenzeitlich bis zu 14,9 Prozent auf 7,95 Euro, so stark wie im März 2020 während des Börsenzusammenbruchs in der Anfangszeit der COVID-Pandemie. Am 24. März 2023 waren die Preise für Credit Default Swaps der Bank zur Absicherung gegen Zahlungsausfälle bei Anleihen der Bank sprunghaft gestiegen. Für die Absicherung eines 10 Millionen Euro schweren Pakets von Deutsche-Bank-Anleihen mussten über 200.000 Euro gezahlt werden statt 142.000 Euro wie noch am 22. März 2023. Der deutsche Bundeskanzler Olaf Scholz sprach der Bank am 24. März 2023 sein Vertrauen aus und erklärte: „Es gibt keinen Anlass, sich irgendwelche Gedanken zu machen.“
Die Finanzaufsicht BaFin hat am 29. September 2023 einen Sonderbeauftragten für die Deutsche Bank AG bestellt. Er soll überwachen, dass das Institut die Einschränkungen im Kundenservice bei den Niederlassungen Postbank und DSL Bank zügig und vollständig beseitigt. Betroffen ist deren Privatkundengeschäft. Der Sonderbeauftragte wird der BaFin regelmäßig berichten. Er wird seinen Fokus darauf richten, dass Aufträge von Kundinnen und Kunden in einer angemessenen Frist bearbeitet und bisher nicht bearbeitete Kundenaufträge rasch abgearbeitet werden. Die BaFin hat diese Maßnahme ergriffen, um die kollektiven Interessen von Verbraucherinnen und Verbrauchern zu schützen.
Im Jahr 2025 kündigte die Deutsche Bank den Abbau von fast 2000 Stellen an, nachdem im Jahr zuvor bereits 125 Filialen geschlossen worden waren.

## Offenbar Verstoß gegen Korruptionsgesetz
Der Deutschen Bank wurde 2020 von der New York Times zur Last gelegt, bei der Anbahnung neuer Geschäftsbeziehungen mit Kunden unter anderem in China gegen Gesetze zur Vermeidung von Korruption verstoßen zu haben. Dem Gericht zufolge gab es außerdem Verletzungen bei der Kontrolle über Geldwäsche bei Zahlungen in Saudi-Arabien und Abu Dhabi. Anfang 2021 legte die Bank mit der Zahlung von insgesamt rund 130 Millionen Dollar entsprechende Rechtsstreitigkeiten zu den Akten. Das Institut habe zwei Vergleichen mit dem US-Justizministerium und der Wertpapieraufsicht SEC zugestimmt, erklärte ein Gericht in New York.

## Öffentliche Wahrnehmung, Kritik und Kontroversen

### Die Bank und die Politik
Von Beginn an war die Geschäftstätigkeit der Deutschen Bank mit gesamtwirtschaftlichen Aufgabenstellungen verbunden. Neben den Gründungszweck der Außenhandelsfinanzierung und einer Stärkung der deutschen Exportwirtschaft trat schon bald die Begebung von Kommunalobligationen und von Staatsanleihen. Wenn auch zum Teil innerhalb der Bank kritisch aufgenommen, so gehörte Georg von Siemens zunächst als Vertreter der Nationalliberalen und später der Freisinnigen mehrfach dem Deutschen Reichstag an. Arthur von Gwinner (1856–1931) wurde 1910 Mitglied des Herrenhauses, der ersten Kammer des Preußischen Landtages. Mit Karl Helfferich (1872–1924), der die Interessen der Bank bei der Bagdadbahn vertreten hatte, gelangte ein Vorstand der Bank sogar in Regierungsverantwortung. Die großen Banken galten in der Kaiserzeit als staatstragend und als Einrichtungen, die zur Steigerung des Wohlstandes beitrugen.
Diese Sicht änderte sich in der Weimarer Republik gravierend. Zwar arbeitete man noch eng mit der Regierung und der Reichsbank zusammen, aber eine direkte Verknüpfung von Vorstandstätigkeit und politischem Amt gab es nicht mehr. Einen deutlichen Schaden erhielt das Image in der Inflationszeit, weil die Banken durch Zinssteigerungen ihre Margen sicherstellten, während Kreditnehmer und Sparer in besonderem Maße litten. Ein noch größerer Schaden entstand in der Weltwirtschaftskrise, als der Zusammenbruch einer Reihe von Banken und die hohen Verluste mit Spekulation und zu hohen Risiken in Verbindung gebracht wurden. Im Mai/Juni 1931 begann eine Bankenkrise in mehreren europäischen Ländern; danach zerfiel das Goldwährungssystem (es hatte Deflationsprobleme verursacht). In der Deutschen Bankenkrise wurden im Sommer 1931 faktisch fast alle großen Geschäftsbanken verstaatlicht. 
Tief sank schließlich das Ansehen in der Zeit des Nationalsozialismus. Dort galten Banken als Produkt „jüdischen Kapitals“. Ein öffentlicher Einfluss wurde ihnen nur in geringem Maße zugestanden. Eine gewisse Position hatten sie durch ihre Verteilungsfunktion bei der Begebung von Staatsanleihen, die mit steigender Rüstungsproduktion zunehmende Bedeutung erhielt. Die Devisenlage des Deutschen Reichs war stets angespannt. Die Bank begleitete die Expansion des Dritten Reichs nach Ost- und Südosteuropa (Anschluss Österreichs März 1938, Zerschlagung der Rest-Tschechei März 1939). 
Der Einfluss in der Industrie und die staatstragende Rolle der Großbanken führte nach Kriegsende zu einer negativen Beurteilung durch die US-Militärregierung (OMGUS) in der amerikanischen Besatzungszone und zu einer Zerschlagung ähnlich wie es in der Chemieindustrie (siehe I.G. Farben) und der Stahlindustrie nach dem Krieg geschah. Es waren nicht zuletzt die politischen Kontakte von Hermann Josef Abs, durch die es gelang, den Weg der Rezentralisierung systematisch zu betreiben. Abs war Mitglied des 1949 von Adenauer begründeten „Wirtschaftsausschusses des Bundeskanzlers“. In ähnlicher Weise standen Vorstände der Deutschen Bank späteren Bundesregierungen beratend zur Seite. Karl Klasen, Mitglied der SPD, wurde in der Ära Brandt Präsident der Deutschen Bundesbank. Alfred Herrhausen hatte einen guten Zugang zu Helmut Kohl. In der Finanzkrise ab 2007 war es zuletzt Josef Ackermann, der bei der Bewältigung der Krise Angela Merkel auch in seiner Funktion als Präsident des Bankenverbandes (Bundesverband deutscher Banken) als „Ratgeber“ zur Seite stand und Axel Wieandt als Spitzenmanager zur Führung der angeschlagenen Hypo Real Estate entsandte.

### Parteispenden
Die Deutsche Bank gehörte zu den größten Spendern unter den juristischen Personen in Deutschland; sie hat von 2000 bis 2009 mehr als 4,4 Millionen Euro an die Bundestagsparteien (mit Ausnahme der PDS bzw. der Linkspartei) gespendet. Etwa 60 Prozent dieser Spendensumme flossen an die CDU; z. B. 400.000 Euro im Wahlkampfjahr 2005. Etwa 25 % flossen an die FDP. Geringe Anteile gingen an SPD, Grüne und CSU.
Im Jahr 2010 führte die Bank eine Richtlinie ein, die fortan sämtliche Parteispenden untersagt; damit wolle man sich den internationalen Gepflogenheiten anpassen.

### Macht der Banken
Die Macht der Banken löst immer wieder kritische Diskussionen aus. Dabei steht die Deutsche Bank als größtes Bankinstitut in Deutschland in besonderem Maße im Fokus. Die Macht der Banken wird vor allem an drei Aspekten festgemacht: den Industriebeteiligungen, den Mandaten in Aufsichts- und Beiräten sowie dem Depotstimmrecht.
Während die meisten Vertreter der Bank oftmals versucht haben, die Machtposition herunterzuspielen, hat Alfred Herrhausen (Deutsche Bank) sich 1988 dazu bekannt:

„Ich habe nie zu denjenigen gehört, die abgestritten haben, dass wir Macht haben. Das habe ich zum Leidwesen meiner damaligen Kollegen bereits als junger Mann im Vorstand freimütig bekundet. Natürlich haben wir Macht. Es ist nicht die Frage ob wir Macht haben, sondern die Frage, wie wir damit umgehen, ob wir sie verantwortungsvoll einsetzen oder nicht. Wir haben Macht, weil wir sie haben müssen, und das hat nichts mit unserem Ehrgeiz zu tun, mächtig zu sein, sondern das hat zu tun mit der Grundsatzentscheidung, die wir hier nach dem Zweiten Weltkrieg in der Bundesrepublik getroffen haben. Wir haben uns nämlich für ein Gesellschaftssystem entschieden, in dem es plurale Machtpotentiale gibt, die sich jedoch in einer labilen Balance halten müssen. Und wir meinen, dass in diesem pluralen Machtgeflecht auch die Deutsche Bank ein Machtpotential darstellt, das wir wollen.“

Die Bedeutung der Bankenmacht ist bei der Platzierung des Flickvermögens (s. o.) ebenso zutage getreten wie bei einer Reihe von Fusionsvorgängen. So stand die Bank auf der Seite des Reifenherstellers Continental AG, bei dem sie den Aufsichtsratsvorsitz hatte, als das italienische Unternehmen Pirelli eine feindliche Übernahme versuchte. Mögliche Interessenkonflikte der Bank wurden bei der Übernahme der Hoesch AG durch Krupp ebenso deutlich wie bei der späteren Fusion von Krupp mit Thyssen. Die Bank war in beiden Fällen jeweils auf beiden Seiten maßgeblich im Aufsichtsrat vertreten. Ein jüngeres Beispiel ist die Übernahme der Schering AG durch die Bayer AG, deren M&A-Berater die Deutsche Bank war. Zugleich war Hermann-Josef Lamberti im Aufsichtsrat von Schering vertreten und legte aus diesem Grund daraufhin kurzfristig sein Mandat nieder.
Durch die zunehmende Internationalisierung der Bankenwelt trat in den letzten Jahrzehnten des 20. Jahrhunderts das Prinzip der Hausbank bei den größeren Industrieunternehmen immer weiter zurück. Sowohl im M&A-Geschäft als auch bei Anleihen und Schuldscheindarlehen kamen amerikanische Investmentbanken wie Morgan Stanley oder Goldman Sachs verstärkt zum Wettbewerb hinzu. Die Finanzabteilungen der Großkunden erwarben zunehmend Know-how. Über Siemens sagte Hermann J. Abs einmal: „Die hätten mehr Grund, sich die Bilanzen einiger Banken, bei denen sie ihre Guthaben hinlegen, anzusehen, als umgekehrt die Banken Grund hätten, sich die Siemens-Bilanz anzusehen.“ Die Automobilunternehmen gründeten eigene Banken zur Absatzfinanzierung, Versicherungen boten Kapitalanlegern eigenständig Fonds an. Es entstand das Prinzip der Kernbanken, mit denen die Großunternehmen zwar weiter eng zusammenarbeiteten, bei der Vergabe von bedeutenden Aufträgen aber stets Wettbewerb erzeugten, so dass die Margen der Banken deutlich schmaler wurden.
Weil die Bedeutung der Industriebeteiligungen für das eigene Geschäft immer weiter abnahm, kam es zu einem verstärkten Abverkauf dieser Beteiligungen. Beratungsintensive Geschäfte wie das M&A, die Vermögensverwaltung oder der Verkauf von Kapitalanlagen (Private Equity, geschlossene Fonds) brachten deutlich höhere Erträge und wurden deshalb forciert. Es entstand zunehmend das Bild der undurchsichtigen und schwer kontrollierbaren Finanzgiganten. Hierzu trugen die konzentrierten Investitionen der Deutschen Bank in das Investmentbanking (Morgan Grenfell, Bankers Trust, Scudder Investments u. a. m.) erheblich bei. Die Kritik in der Öffentlichkeit verschob sich von der Bankenmacht auf eine zu hohe Ertragsorientierung nach dem Prinzip des Shareholder-Value.

### Kontroverse Äußerungen
Als größte deutsche Bank nimmt die Deutsche Bank eine bedeutende Rolle in der öffentlichen Wahrnehmung ein. Fast immer, wenn mehrere Banken in ein Geschäft eingebunden sind, ist die Deutsche Bank beteiligt und in Deutschland viel öfter als ihre Wettbewerber mit der Federführung betraut. Entsprechend oft standen auch die Vorstandssprecher im Blickpunkt der Öffentlichkeit. Öffentliche Auftritte sind für diese dabei nicht unproblematisch. Besonders bekannte Beispiele hierfür sind:
- die Bezeichnung von 50 Millionen DM offener Handwerkerrechnungen als „Peanuts“ durch Hilmar Kopper in Verbindung mit dem Schneider-Immobilienskandal[164]
- der Hinweis von Rolf-Ernst Breuer in einem Fernsehinterview, dass allgemein bekannt sei, dass der Medienunternehmer Leo Kirch keine Kredite mehr erhalte, was eine Serie von Prozessen mit Kirch zur Folge hatte.[165]
- das Victory-Zeichen von Josef Ackermann beim Warten im Rahmen des Mannesmann-Prozesses, bei dem es um die sehr hohen Abfindungen für Klaus Esser und Joachim Funk im Zuge der Übernahme von Mannesmann durch die Vodafone Group ging.[166]

Öffentliche Diskussionen gab es um Ackermanns Bemühen, die Ertragskraft der Deutschen Bank auf ein nach eigener Angabe international übliches Niveau zu bringen. Als Skandal wurde im Jahr 2005 die Ankündigung eines weiteren Personalabbaus angeprangert, obwohl in derselben Pressekonferenz eine außerordentlich positive Entwicklung der Erträge verkündet wurde. Dies führte sogar zu einem Boykottaufruf der damaligen hessischen SPD-Vorsitzenden Andrea Ypsilanti und weiterer SPD-Politiker, der Aufruf wurde jedoch in der Öffentlichkeit kritisch gesehen. Der Wirtschaftswissenschaftler Rudolf Hickel kritisierte den Turbokapitalismus. Besonders angegriffen wurde das von Ackermann verkündete Renditeziel von 25 %. Der Vorsitzende der Evangelischen Kirche in Deutschland (EKD), Bischof Wolfgang Huber, sprach von einem Götzendienst des Geldes, bat im Nachhinein für die individuelle Nennung Ackermanns jedoch um Entschuldigung. Der Schauspieler und PDS-Kandidat Peter Sodann äußerte im Interview, als echter Kommissar Ackermann verhaften zu wollen. Dabei spielten auch Missverständnisse eine Rolle: Während Ackermann eine (eher zu erreichende) Eigenkapitalverzinsung vor Steuern meinte, hielten Laien diese Kennzahl für so etwas wie die Umsatzrendite eines Industrieunternehmens, die in der Regel deutlich unter fünf Prozent liegt. Ackermann verteidigte die Kennzahl und äußerte, dass solch eine Rendite durch die Deutsche Bank mit ihrem Geschäftsmodell ohne übermäßige Risiken zu erreichen sei.
Im Mai 2009 wurde bekannt, dass in vorangegangenen Jahren verschiedene Personen, darunter der Vorstand Lamberti und ein kritischer Aktionär, durch eine Detektei bespitzelt worden waren. Die Bank entließ zwei führende Mitarbeiter und beauftragte eine Kanzlei mit der Aufklärung. Aufgrund der Arbeitsgerichtsprozesse mit den entlassenen Mitarbeitern taucht dieser Skandal immer wieder in der Presse auf.
Zur 2009 einmalig erhobenen Boni-Steuer in Großbritannien hatte Deutsche Bank-Chef Ackermann vorgeschlagen, dass die Sondersteuer nicht allein von den britischen Bankmanagern getragen werde, sondern die Kosten weltweit auf alle Beschäftigten des Konzerns umzulegen. Dies stieß auf Ablehnung bei den deutschen Bankmitarbeitern.

### Marke
Im Jahr 1870 ähnelte das Logo der Deutschen Bank sehr dem Kaiseradler. Wettbewerber beschwerten sich, dass die Bank zu sehr den Eindruck eines staatlichen Instituts erwecke. Mitte der 1930er-Jahre wurde ein schlichtes Buchstabenlogo „ineinander verschlungenes DB im Oval“ eingeführt. Dieses wurde auch bei der Zusammenführung 1957 wieder verwendet. Dem moderneren, auf eine klare Symbolsprache ausgerichteten Marketingverständnis entsprach das 1974 eingeführte Corporate Design mit blauem Logo „Schrägstrich im Quadrat“, das von dem Grafikdesigner Anton Stankowski entwickelt wurde. Die Diagonale solle Wachstum symbolisieren; der Rahmen solle zugleich „Sicherheit und ein kontrolliertes Umfeld“ vermitteln. Das charakteristische Logo mit Schriftzug, die Farbe Blau und die Schriftart Univers finden seit 1975 konsequent Verwendung.
1998 ist es der Deutschen Bank gelungen, ihre Initialen DB als Internetdomain DB.com von The Internet Company zu erwerben. Sie ist eine der sieben Banken weltweit und die einzige Bank in Deutschland, die eine nur zwei Buchstaben lange .com-Domain besitzt.

### Öffentlichkeitsarbeit
Die Deutsche Bank arbeitet auf vielfältigen Ebenen daran, ihr Ansehen in der Öffentlichkeit zu verbessern. Schon in den 1970er-Jahren wurde eine Sammlung zeitgenössischer Kunst aufgebaut. Ein prägendes Ereignis jener Zeit war die Begegnung von Friedrich Wilhelm Christians mit dem Kunstsammler George Costakis in der Sowjetunion. Die Werke der Deutsche Bank Collection werden zu über 90 % der Öffentlichkeit in Geschäftsräumen des Unternehmens, in Ausstellungen und als Leihgaben präsentiert. Besonders eng ist die Zusammenarbeit mit dem Städel Museum in Frankfurt, wo seit 2008 rund 600 Arbeiten als Dauerleihgabe zu besichtigen sind. Seit 1990 ist die Bank Allein-Sponsor der Berliner Philharmoniker. Im Bereich des Sports ist die Bank nationaler Förderer der Stiftung Deutsche Sporthilfe, Gründungsmitglied der Nationalen Anti-Doping Agentur (NADA) und seit 2005 Sponsor der Special Olympics. Als Einzelsportarten werden Basketball (Deutsche Bank Skyliners), Reiten (Großer Dressurpreis von Aachen) und Golf (DB Ladies’ Swiss Open) gefördert.
Die Abteilung Kultur und Gesellschaft wurde von 1995 bis 2000 durch Brigitte Seebacher-Brandt, der Witwe von Willy Brandt, geleitet. Schon zu seinen Lebzeiten wurde Brigitte Seebacher-Brandt in das Kuratorium der Alfred-Herrhausen-Gesellschaft berufen. Zur Unterstützung gemeinnütziger Zwecke hat die Bank im Laufe der Zeit eine Reihe von Stiftungen aufgebaut, die in regionalen Schwerpunkten ihrer Tätigkeit (Deutschland, New York, London, Mittelamerika, Asien) für eine Vielzahl von Projekten Mittel zur Verfügung stellen. Die mit Abstand größte Institution in diesem Bereich ist die Deutsche Bank Stiftung mit einem Stiftungskapital von 135,5 Mio. Euro.
Die Ausgaben für gesellschaftliches Engagement werden für das Jahr 2008 mit 82 Millionen Euro beziffert; das sind etwa 0,3 % der Gesamterträge vor Bewertungseinflüssen. Zu den geförderten Projekten gehören der Forschungsverbund SED-Staat und die Forschungsstelle Osteuropa. Ein besonderes Augenmerk hat die Bank auf die Mikrofinanzierung gelegt, für die sie ab 1997 mehrere Fonds zur Refinanzierung der entsprechenden Institute aufgelegt hat. Insgesamt verteilen sich die Gelder auf Soziales (37 %), Bildung (31 %), Kunst (24 %) und Corporate Volunteering (8 %).
Die Aufbereitung der eigenen Geschichte reicht bis in das Jahr 1961 zurück, als die Deutsche Bank ihr „Historisches Archiv“ begründete. Mit dem Historiker Gerald D. Feldman wurde 1988 vereinbart, zum 125-jährigen Jubiläum im Jahr 1995 eine grundlegende Darstellung der Geschichte der Bank zu veröffentlichen. Die Historiker erhielten freien Zugang zum Archiv bis in das Jahr 1945. Prominente Forscher waren außerdem Lothar Gall, Harold James und Hans E. Büschgen. Das Buch (Die Deutsche Bank: 1870–1995) wurde von der Financial Times und dem Beratungsunternehmen Booz Allen Hamilton als das beste Wirtschaftsbuch des Jahres 1995 ausgezeichnet und löste eine Reihe ähnlicher Studien für andere Unternehmen aus. Im Jahr 1996 gründete die Bank das „Historische Institut“, das zunächst Manfred Pohl und in der Folge Angelika Raab-Rebenstich leiteten. Die Aufgabe dieses Instituts ist es, die Geschichte der Bank systematisch aufzubereiten. Hieraus ist eine Reihe grundlegender sowie die lokale Geschichte der Bank betreffender Veröffentlichungen hervorgegangen. Aufgrund der Diskussion über die Zeit des Nationalsozialismus berief man 1997 eine unabhängige Historikerkommission ein, erneut unter der Leitung von Feldman, die in der Folge mehrere Detailstudien erarbeitete. Die Bank konnte diese Studien und ihren offenen Umgang mit der eigenen Geschichte nutzen, als im Rahmen des Erwerbs von Bankers Trust kritische Stimmen laut wurden. Ergänzt wird die historische Reflexion durch die „Historische Gesellschaft der Deutschen Bank“, einem eingetragenen Verein mit über 1700 Mitgliedern, der sich allgemein mit der Geschichte des Bankwesens auseinandersetzt.
Im Jahr 2000 war die Bank eines der Gründungsmitglieder der Stiftungsinitiative der Deutschen Wirtschaft „Erinnerung, Verantwortung, Zukunft“.

### Unternehmensverantwortung
Die Deutsche Bank bekennt sich nach eigenen Angaben zu ihrer gesellschaftlichen Verantwortung als global agierendes Unternehmen (Corporate Social Responsibility). Als Wertegrundlage betrachtet sie den Global Compact (Globalen Pakt) der Vereinten Nationen und hat die entsprechende Verpflichtungserklärung als eines der Gründungsmitglieder unterzeichnet. In ihrem Leitbild zur Nachhaltigkeit bezieht sie sich auf die „UNEP-Erklärung der Finanzinstitute zur Umwelt und zur nachhaltigen Entwicklung“. Zum Nachweis des Erfolgs ihrer Aktivitäten lässt die Bank ihre Tätigkeit im Rahmen von Nachhaltigkeitsindizes und Ratings extern bewerten und erreicht dabei vordere Ränge.
Kritiker sehen in der Unterzeichnung entsprechender Erklärungen häufig nur ein Lippenbekenntnis.
Außerdem ist die Deutsche Bank ein Hauptförderer des Businessplanwettbewerbs für soziale Initiativen startsocial.
Im April 2016 stoppte die Deutsche Bank Maßnahmen, die zur Schaffung von 250 neuen Arbeitsplätzen an ihrem Standort für Software-Entwicklung in Cary, North Carolina (Vereinigte Staaten), geführt hätten. Vorstandsvorsitzender Cryan begründete dies mit der Unvereinbarkeit des Einsatzes der Deutschen Bank für Inklusion mit dem „Public Facilities Privacy & Security Act“ („HB2“). Dieses von der North Carolina General Assembly beschlossene Gesetz wurde als äußerst diskriminierend gegenüber Mitgliedern der LGBT-Community in den Vereinigten Staaten angesehen. Zuvor hatten zahlreiche Musikkünstler und Unternehmen wie die Bank of America ihr Engagement im US-Bundesstaat aus Protest zurückgefahren.

### Offshore-Leaks und Panama Papers
Seit dem 4. April 2013 veröffentlicht ein Konsortium von Medien aus 46 Ländern (Offshore-Leaks) Berichte über Steueroasen. Der Leak, der etwa 130.000 Personen und alle Großbanken betrifft, wird in Form von investigativem Journalismus seit Mitte 2012 ausgewertet; Der Umfang der Daten ist etwa 150-mal größer als die Veröffentlichung von Depeschen US-amerikanischer Botschaften durch WikiLeaks im Jahr 2010, der bis dahin größte Leak. Nach Recherchen des Norddeutschen Rundfunks und der Süddeutschen Zeitung hat die Deutsche Bank über ihre Niederlassung in Singapur mehr als 300 Unternehmen und Trusts in mehreren Steueroasen, größtenteils auf den Britischen Jungferninseln, gegründet.
In vielen Fällen setzte sie dabei ihre Tochtergesellschaft Regula Limited als Direktorin ein. Nach Ansicht von Kritikern leistete sie der Verschleierung von Geldströmen Vorschub und begünstigte damit mögliche Straftaten. In wessen Auftrag sie dies tat und was der Geschäftszweck war bzw. ist, wollte die Deutsche Bank nicht mitteilen. Mit Offshore-Konstrukten könnten Geldwäsche, Steuerhinterziehung, Korruptionsgelder verschleiert werden. In einer Broschüre offeriert die Deutsche Bank ihren Kunden unverblümt die „Gründung, das Management und die Verwaltung“ von Trusts, Firmen und Stiftungen in verschiedenen Ländern. Dafür arbeite man eng mit den Rechts- oder Steuerberatern der Kunden zusammen. Auf der Website dboffshore.com wirbt sie für ihre Offshore-Dienste. Dort heißt es, die Steueroase Mauritius biete „eine steuer-neutrale Umgebung“. Die Mitarbeiterzahl im örtlichen Büro stieg dem Konzern zufolge in den vergangenen Jahren von fünf auf mehr als 200.
Am 29. November 2018 durchsuchte die Staatsanwaltschaft Frankfurt die Geschäftsräume der Deutschen Bank in Frankfurt und an weiteren Standorten wegen des Verdachts der Geldwäsche. Nach einer Auswertung des beim Bundeskriminalamtes vorliegenden Datenbestandes der Offshore-Leaks und der Panama Papers habe sich der Verdacht ergeben, dass die Deutsche Bank Kunden bei der Gründung von Offshore-Gesellschaften in Steuerparadiesen behilflich war. Dabei sollen Gelder aus Straftaten auf Konten der Deutschen Bank übertragen worden sein, ohne dass die Bank Geldwäscheverdachtsanzeigen erstattete. Außerdem wurde die Deutsche Bank im Zusammenhang mit dem Geldwäscheskandal um die Danske Bank genannt. Deren estnische Filiale soll dutzende Milliarden Euro zweifelhaften Ursprungs aus Russland ins globale Finanzsystem eingespeist haben. Die Deutsche Bank hatte für die Filiale Auslandsüberweisungen abgewickelt.

### Luxemburg-Leaks
Im November 2014 wurden durch die sogenannten Luxemburg-Leaks Steuervermeidungsmodelle der Deutschen Bank mit Immobiliengeschäften in Luxemburg bekannt. Laut Tagesschau verschiebt die Bank Gewinne aus Deutschland, Polen, Italien und Frankreich über Luxemburg und andere Länder in Steueroasen. Ziel sei es, Steuern zu vermeiden und den Weg des Geldes in Steueroasen zu verschleiern. Vertrauliche durch PwC erstellte Dokumente gelangten im Original an die Öffentlichkeit.

### Manipulation der Referenzzinssätze LIBOR und EURIBOR
2012 wurde bekannt, dass zahlreiche Banken jahrelang – speziell in den Jahren 2005–2009 – die wichtigen Referenzzinssätze LIBOR und EURIBOR routinemäßig zu ihren Gunsten manipuliert haben, um Handelsgewinne zu erzielen. Es gibt Indizien, dass die Deutsche Bank allein im Jahr 2008 damit 500 Millionen Euro verdiente. Die EU-Kommission verhängte 2013 Bußgelder in Höhe von insgesamt 1,7 Milliarden Euro. Mit 725 Millionen Euro entfiel der größte Teil auf die Deutsche Bank.
Im April 2015 verhängten die zuständigen Aufsichtsbehörden der USA und Großbritanniens gegen die Deutsche Bank eine Strafzahlung von 2,5 Milliarden Dollar sowie die Verpflichtung, verantwortliche Mitarbeiter zu entlassen und sich in den USA einer strengeren Überwachung zu unterziehen.
Auch persönlich erhielten Mitarbeiter der Deutschen Bank Strafen: 2018 wurde der Devisenhändler Christian Bittar von einem Londoner Gericht zu einer Haftstrafe von fünf Jahren und vier Monaten verurteilt. Zudem bedeutete das Urteil eine Vermögensabschöpfung von 2,5 Millionen Pfund und die Zahlung von Gerichtskosten von 800 000 Euro. Bittars Komplize Philippe Moryoussef, ehemals Mitarbeiter der Barclays-Bank, wurde zu einer Strafe von acht Jahren verurteilt.

### Riskante Hypotheken

#### CDO-Geschäfte
Die Federal Home Loan Bank of San Francisco verklagte die Deutsche Bank Securities am 15. März 2010 beim San Francisco Superior Court und forderte von der Deutschen Bank und anderen Banken Schadensersatz und die Annullierung von Geschäften, bei denen sie für 5,4 Milliarden Dollar Anteile an 33 CDO-Paketen kaufte, deren Wert vom US-Immobilienmarkt abhing.

#### Swap-Geschäfte
Laut dem Wirtschaftsjournalisten Michael Lewis verkaufte die Deutsche Bank vor dem großen Crash, der Mitte 2007 einsetzte, CDS-Versicherungen in Milliardenhöhe gegen den Immobilien-Crash an Hedgefonds. Auf der anderen Seite dieser Geschäfte, die Hedgefonds reich machten, standen nicht zuletzt die überforderten Investoren in Düsseldorf, wie die IKB Deutsche Industriebank, die dadurch 2007 in eine existenzbedrohende Krise geriet.
Mit hochriskanten Wettgeschäften, an denen die Deutsche Bank und andere Unternehmen, darunter JPMorgan Chase & Co., hohe Provisionen verdiente und die auf falschen Zinsprognosen basierten, verloren auch Städte, darunter Hagen und Pforzheim, Würzburg, Neuss und Mailand, Gemeinden und europäische Regionen, darunter die Toskana, Millionenbeträge, welche die betroffenen Kommunen schwer belasteten.

#### Zwangsvollstreckungen
Dem Unternehmen werden in der weltweit recherchierten, im Mai 2012 ausgestrahlten Fernsehreportage Verzockt und verklagt – Die „guten Geschäfte“ der deutschen Bank der WDR-Reihe die story Betrügereien bei der Verbriefung riskanter Hypotheken vorgeworfen. Bei Zwangsvollstreckungen der Deutschen-Bank-Tochter Deutsche Bank National Trust wurden 1,4 Millionen Familien in den Vereinigten Staaten, unter anderem mithilfe von durch CBS-Recherchen aufgedeckten Dokumenten- und Unterschriftenfälschungen (Robo-Signing), aus ihren Häusern vertrieben. Die Deutsche Bank hatte an diesen von Anshu Jain verantworteten Hypotheken-Geschäften Milliarden Euro verdient. Der ehemalige Chef der Westdeutschen Landesbank, Ludwig Poullain, wirft in der Reportage der Deutschen Bank vor, missbräuchlich ihre Macht für Geschäfte eingesetzt zu haben, die sich volkswirtschaftlichen Verpflichtungen entziehen.

### Nahrungsmittelspekulationen und Land Grabbing
Kritik wird ferner häufig in Kampagnen von Nichtregierungsorganisationen wie Oxfam und Foodwatch u. a. daran geäußert, dass die Deutsche Bank sich gewinnbringend mit ihren Rohstoff- und Agrarfonds an Nahrungsmittelspekulationen und Landnahme beteiligt.
Auch der UN-Sonderbeauftragte für das Recht auf angemessene Ernährung, Olivier de Schutter, machte im Juli 2012 die Bank unter anderem für steigende Nahrungsmittelpreise verantwortlich und ist der Meinung, dass die extremen Preisschwankungen auf dem Nahrungsmittelmarkt nur wenig mit Angebot und Nachfrage zu tun haben. Im Gegensatz zu anderen Großbanken, wie der DekaBank und der Commerzbank, hält die Deutsche Bank weiter an ihrer Geschäftspraxis fest.

### Klimaschädliche Investitionen
Die Deutsche Bank gilt als Investor in Kohle und andere klimaschädliche Aktivitäten. Hierfür wurde sie mehrfach von Umwelt- und Klimaschützern kritisiert, auch das Unternehmen erst dann von einer Finanzierung ausgeschlossen werden, sofern sie mehr als 50 % Umsatz mit Kohle erwirtschaften.  Die Deutsche Bank steckte zwischen 2016 und 2019 rund 69 Milliarden Dollar in die Finanzierung fossiler Energieträger. Ein Spitzenplatz unter den europäischen Finanzinstituten, von denen viele allerdings Regeln haben – etwa die französische Bank Crédit Agricole oder die niederländische ING Groep. Bis 2025 wollte die Bank weitgehend aus dem Kohlegeschäft aussteigen. Jedoch sie bleibt die zweitgrößte fossile Bank in Europa.

### Verwicklung in Geldwäsche und Steuerhinterziehung
Nachdem im Jahr 2017 russische Geldwäscheaktivitäten im Umfang von 22 bis 80 Milliarden US-Dollar aufgedeckt wurden, bei denen die Deutsche Bank als Korrespondenzbank zwischen 2010 und 2014 russische Rubel im Werte eines zweistelligen Milliarden-Dollar-Betrages von Moskau hauptsächlich nach London und New York transferierte, belegten die britische und US-amerikanische Finanzmarktaufsicht (FCA und NYSDFS) die Deutsche Bank mit Strafzahlungen in Höhe von insgesamt 630 Millionen US-Dollar. Im selben Jahr wurde die Deutsche Bank in den Veröffentlichungen der Paradise Papers aufgelistet.
Im November 2018 berichtete der Spiegel, die Deutsche Bank sei, neben der im Jahr 2017 bekannt gewordenen Verwicklung in russische Geldwäsche, zudem verwickelt in Geldwäscheaktivitäten aus Aserbaidschan. Dabei wurde die Deutsche Bank im Jahr 2007 von der Danske Bank beauftragt, Transaktionen im Werte von 150 Milliarden Dollar durchzuführen. 2015 brach die Deutsche Bank die Geschäftsbeziehung zu der Danske Bank ab.
Im Januar 2019 wurde bekannt, dass die Bank Warburg im Dezember 2018 beim Landgericht Frankfurt am Main Klage gegen die Deutsche Bank eingereicht hat. Diese habe es bei großen Aktiengeschäften („Cum Ex“) jahrelang „pflichtwidrig“ unterlassen, fällige Steuern einzubehalten und an die Finanzämter abzuführen, zitiert die Süddeutsche Zeitung aus der Klageschrift. Die Deutsche Bank weise alle Vorwürfe zurück.
Aufgrund dieser Vorkommnisse hat die deutsche Finanzmarktaufsicht BaFin am 15. Februar 2019 bei der Deutschen Bank einen weisungsbefugten Sonderbeauftragten zur Prävention von Geldwäsche und Terrorismusfinanzierung eingesetzt.
Die New York Times berichtete im Mai 2019, dass Anti-Geldwäsche-Spezialisten der Deutschen Bank in Jacksonville, Florida, mehrfach auf verdächtige Transaktionen zwischen den Organisationen von Donald Trump und Jared Kushner und Personen in Russland aufmerksam gemacht haben. Die Bankführung, die Trump und Kushner Kredite in Höhe von mehreren Milliarden US-Dollar gewährt hatte, ging den Hinweisen nicht nach und informierte nicht die zuständigen Behörden. Zuvor hatte der Kongress der Vereinigten Staaten Trumps Finanzunterlagen von der Deutschen Bank angefordert, um Hinweisen auf rechtswidriges Verhalten von Trump nachzugehen.

### Geschäftsbeziehungen mit dem verstorbenen Sexualstraftäter Jeffrey Epstein
Nach einem Vergleich mit dem New York State Department of Financial Services (NYSDFS) im Juli 2020 wegen der Geschäftsbeziehungen mit dem 2019 verstorbenen Sexualstraftäter Jeffrey Epstein und der in einen Geldwäscheskandal verwickelten Danske Bank musste die Deutsche Bank eine Strafe von 150 Millionen US-Dollar (133 Millionen Euro) zahlen. Der Fall Epstein, der über Jahrzehnte minderjährige Frauen an zahlende Kundschaft vermittelt hat, warf laut Frankfurter Allgemeine Zeitung „ein äußerst schlechtes Licht auf die internen Kontrollen der Bank und ihr mangelndes Wissen über ihre Kundschaft“. Das NYSDFS warf der Bank erhebliche Regelverstöße in Zusammenhang mit ihren Geschäftsbeziehungen zu Epstein vor und sprach von Hunderten von Transaktionen, welche von der Bank angesichts der bekannten Vorwürfe gegen Epstein hätten überprüft werden müssen. So habe die Bank Zahlungen an russische Models und andere Frauen mit osteuropäischen Namen durchgeführt, mit denen offensichtlich Schulgebühren, Hotelkosten und Mieten beglichen wurden.

## Persönlichkeiten
Bankiers der Deutschen Bank spielten in der deutschen Politik und Wirtschaftsgeschichte oft eine bedeutende Rolle. Siehe auch Liste der Vorstandsmitglieder der Deutsche Bank AG.

### Vorstands- und Aufsichtsratsvorsitzende
| Nr. | Name                         | Vorstands- mitglied  | Sprecher/ Vorsitzender |
| --- | ---------------------------- | -------------------- | ---------------------- |
| 1.  | Georg von Siemens            | 1870–1900            | 1870–1900              |
| 2.  | Rudolf von Koch              | 1878–1909            | 1901–1909              |
| 3.  | Arthur von Gwinner           | 1894–1919            | 1910–1919              |
| 4.  | Paul Mankiewitz              | 1898–1923            | 1919–1923              |
| 5.  | Oscar Wassermann             | 1912–1933            | 1923–1933              |
| 6.  | Georg Solmssen               | 1929–1934            | 1933                   |
| 7.  | Eduard Mosler                | 1929–1939            | 1934–1939              |
| 8.  | Karl Kimmich                 | 1933–1942            | 1940–1942              |
| 9.  | Oswald Rösler                | 1933–1945            | 1943–1945              |
| 10. | Hermann Josef Abs            | 1938–1945, 1957–1967 | 1957–1967              |
| 11. | Karl Klasen                  | 1957–1969            | 1967–1969              |
| 12. | Franz Heinrich Ulrich        | 1957–1976            | 1967–1976              |
| 13. | Friedrich Wilhelm Christians | 1965–1988            | 1976–1988              |
| 14. | Wilfried Guth                | 1968–1985            | 1976–1985              |
| 15. | Alfred Herrhausen            | 1970–1989            | 1985–1989              |
| 16. | Hilmar Kopper                | 1977–1997            | 1989–1997              |
| 17. | Rolf-Ernst Breuer            | 1985–2002            | 1997–2002              |
| 18. | Josef Ackermann              | 1996–2012            | 2002–2012              |
| 19. | Anshu Jain                   | 2009–2015            | 2012–2015              |
| 20. | Jürgen Fitschen              | 2001–2002, 2009–2016 | 2012–2016              |
| 21. | John Cryan                   | 2015–2018            | 2015–2018              |
| 22. | Christian Sewing             | seit 2015            | seit 2018              |

| Nr. | Name                         | Aufsichtsrats- vorsitzender |
| --- | ---------------------------- | --------------------------- |
| 1.  | Victor Karl Magnus           | 1870–1871                   |
| 2.  | Adelbert Delbrück            | 1871–1889                   |
| 3.  | Adolph vom Rath              | 1889–1907                   |
| 4.  | Wilhelm Herz                 | 1907–1914                   |
| 5.  | Rudolf von Koch              | 1914–1923                   |
| 6.  | Max Steinthal                | 1923–1932                   |
| 7.  | Arthur Salomonsohn           | 1929–1930                   |
| 8.  | Franz Urbig                  | 1930–1942                   |
| 9.  | Oscar Schlitter              | 1933–1939                   |
| 10. | Karl Kimmich                 | 1942–1945                   |
| 11. | Oswald Rösler                | 1957–1960                   |
| 12. | Erich Bechtolf               | 1960–1967                   |
| 13. | Hermann Josef Abs            | 1967–1976                   |
| 14. | Franz Heinrich Ulrich        | 1976–1984                   |
| 15. | Hans Lutz Merkle             | 1984–1985                   |
| 16. | Wilfried Guth                | 1985–1990                   |
| 17. | Friedrich Wilhelm Christians | 1990–1997                   |
| 18. | Hilmar Kopper                | 1997–2002                   |
| 19. | Rolf-Ernst Breuer            | 2002–2006                   |
| 20. | Clemens Börsig               | 2006–2012                   |
| 21. | Paul Achleitner              | 2012–2022                   |
| 22. | Alexander Wynaendts          | seit 2022                   |

1 seit 1. Februar 2006 Vorstandsvorsitzender

2 bis 1889 Verwaltungsratsvorsitzender (Trotz der Aktienrechtsreform von 1884 wurde das Aufsichtsgremium erst nach dem Ausscheiden Delbrücks 1889 in Aufsichtsrat umbenannt)

### Ehrenvorsitzende
Folgende Personen waren Ehrenvorsitzende von Gremien der Deutschen Bank:
- 1. Max von Schinckel, 1929–1938 Ehrenpräsident des Aufsichtsrats
- 2. Franz Urbig, 1942–1944 Ehrenvorsitzender des Aufsichtsrats
- 3. Oswald Rösler, 1960–1961 Ehrenvorsitzender
- 4. Hermann Josef Abs, 1976–1994 Ehrenvorsitzender der Gesamtbank

## Dokumentarfilm
- Zeit der Gier. Josef Ackermann und die Deutsche Bank. Von Egmont R. Koch, 89 Minuten, ZDF, Deutschland 2022.